# ダウンタウンのごっつええ感じのコント
ダウンタウンのごっつええ感じのコントでは、フジテレビ系列で放送されていたバラエティ番組、『ダウンタウンのごっつええ感じ』内で放送されたコントについて述べる。
★...2003年発売「THE VERY BEST OF ごっつええ感じ」収録作品
☆...2014年発売「THE Very BEST On Air of ごっつええ感じ」収録作品
| 目次 | 目次 | 目次 | 目次 | 目次 | 目次 | 目次 | 目次 | 目次 | 目次 | 目次 |
| ---- | ---- | ---- | ---- | ---- | ---- | ---- | ---- | ---- | ---- | ---- |
| あ   | か   | さ   | た   | な   |      | は   | ま   | や   | ら   | わ   |

## あ行

### 赤ちゃん
「老夫婦シリーズ」を参照。

### アクションスター
- 1997年5月25日放送。後記する「作文」の派生系コント。小鳥屋でお母さん（蔵野）から小さなアクションスター（今田）を買ってもらった少年（東野）が、その事を元に作文を書く。アクションスターはブルース・リーと松田優作を合わせたような風貌をしており、鳥かごに入っている。少年が手を叩くと、ハードなBGMとともに飛び起きて、水入れやエサ箱に飛び込んだり、止まり木に飛び移る動作を見せる。

### 悪魔
- 受験勉強に悩む少年 (今田) や、ボールが打てない野球選手 (浜田) の元に悪魔 (松本) が現れ、頭を良くして勉強ができるようにしたり、ホームランを打てるようにする代わりに「魂をもらう」と宣言する。だが声高に「お前の魂をいささくぜぇ!」と叫んでしまい、頭の良くなった少年に「いささくって何？」「それおもろいか？」「いささくぜー、いささくぜー!」と滑舌の悪さを突っ込まれてしまう。ダウンタウンによく見られる立場逆転コント。

### あげ玉
- 1997年3月16日初放送。全2回。常に大衆演劇風の着流し姿と立ち居振る舞いを貫き、なぜか常に左手に藤の花を持っている、還暦を迎える若干おネエ口調のベテラン俳優・あげ玉（松本）。刑事ドラマで刑事役を演じるのだが、撃たれても大衆演劇風のステップで小躍りし、おかしな目線で見得を切ったりして倒れようとせず、監督（今田）を呆れさせる。しかし、監督はこづれ狼の監督ほど立場が強くないのであげ玉にまるで逆らえない。その為、あげ玉の大衆演劇風の独特の演技に対して直接ダメ出しする訳にもいかず、カメラマンの東（東野）に演技指導して、そこをあげ玉に見せて納得してもらうという形を取るなど、大層苦労して演技指導するはめになる。「あげ玉刑事」第一回はテレビドラマだったのだが、第二回はVシネマに格下げになった。だがあげ玉はVシネマという言葉の意味が理解できず、「シネマ」の部分だけを聞いて、映画に出演している＝格上げだと思い込む。ちなみにドラマの時の視聴率は1.2%と非常に悪く、しかもグラフの形は真っ平。最初から見ていたごく一部の固定ファン以外、誰もチャンネルを合わせなかったのだ。

### あざみ
- 1996年4月14日初放送。全10回。中年女性あざみ（今田、旧姓は「西野」）とその夫・たくちゃん（松本、苗字は「谷田」）が、音芸プロが主催する映画の子役オーディションなどに売り込みにやって来る。面接官の浜田に「こんな事もありました」と2人の昔話を始め、最後は2人の絡み（オーラルセックス、感じると笛を吹くなど）やショートコントを再現する。面接官は、初回の時は困惑しながらも優しめの口調でなだめようとしたが、次第に毎度やってくる二人にあきあきしてしまい、「死ねお前ら!」「病気になれ!」「寝込め!」と辛辣な言葉をかけるようになる。しかし二人には全く通用しない。必ず面接官に賄賂を渡すが、それも自家製ドレッシング・カップラーメンの粉末スープ・UFOキャッチャーのつかむ所・ハンバーグステーキ・世紀末クイズの本・ビニール鹿・リモコン・冷蔵庫の野菜室など、よくわからないものばかり。浜田が二人のネタで唯一気に入っていたのは、ネタのブリッジとしてデタラメな歌詞で歌った『フランダースの犬』の主題歌で、「おもろいのん、そこだけや」と評していた。板尾・蔵野に130Rのネタをやれとムチャ振りしたり、子役（YOU）が本名を喋ったりと本編後のアドリブも見もの。なお浜田がコントの冒頭でしばしば口にする「テレス」とは番組制作会社ニューテレスのこと。

■これまでに売り込みに来たオーディション（かっこ内は放送日）
1. 音芸プロ制作「十二少女冒険記」出演者オーディション会場（1996年4月14日）
2. 音芸プロ"若手No.1スター"反村洋史の妹 オーディション会場（1996年4月28日）
3. 音芸プロ"国民的超美少女"オーディション会場（1996年5月12日）
4. 音芸プロ 日仏合作 ピエール・キャメロン監督作品「風のボンジョルビ」準主役青年スター オーディション会場（1996年6月2日）
5. 音芸プロ 朝の連続テレビ小説「みっちゃんのめしべ」ヒロインオーディション会場（1996年6月16日）
6. 音芸プロ 青山子供ミュージカル「長靴をはいた少年」少年役オーディション会場（1996年6月30日）
7. 音芸プロ 設立20周年記念作品「大地の海」マドンナ役オーディション会場（1996年7月21日）
8. 音芸プロ 夏休み超大作「内閣総理大臣宇野宗祐物語」少年時代役オーディション会場（1996年8月18日）
9. 音芸プロ製作 青春ミュージカル「僕を忘れない」少年役オーディション会場（1996年9月15日）

■パターン
- 最初に面接官が「次の人どうぞ!」と言い、あざみとたくちゃんが現れる。
  - その際にあざみが面接官の目の前でキスをする仕草を行う。
- 基本的にオーディションはあざみが受ける事が多いが、青年スターや少年役はたくちゃんが受ける事がある。しかしあざみは43歳(初回では42歳)、たくちゃんは65歳であざみよりも年上なので年齢的に絶対に受からない。
- あざみとたくちゃんは絡みの中でオーディション会場に置いてあるピアノを使用する事が多い（ショックを受けるシーンでピアノを適当に「ジャーン」と鳴らす等）。
- あざみとたくちゃんの絡みの最中(ショートコントをするようになってからは美術館のネタに入る最中)に、同じオーディションを受ける人が現れ、あざみとたくちゃんは面接官やオーディションを受ける人に罵声を飛ばして帰って行く。

### あと4つ
- 病院の窓からみかんの木を見ている患者(YOU)。「あと4つ、あのみかんが全部落ちたら私も死ぬんだ」と言ったため、みかん達(浜田・今田・蔵野・板尾)は落ちないように木の枝にぶら下がるが全部落ちてしまう。

### 兄貴 ★☆
- 1994年1月30日初放送。全28回。ヤクザの兄貴（松本）と子分のマサ（今田）が、場末の工務店の社長（浜田）に300万の借金を取り立てる様を描いたコント。やがて回を重ねる毎に羽振りの良くなった社長は元金と利子もまとめてその場で返そうとするが、ヤクザ側は社長の一言と兄貴の解釈で突如激昂し受取を拒否する。

■パターン
1. 兄貴とマサが社長に因縁をつける（この際兄貴は例えば「あんた○○知ってるか? 」→「何で△△やねん」と叫んだ後、マサも「何で△△やねん」と叫び、兄貴は「もっとー！」とマサに再度叫ばせる。4〜5回繰り返した後マサにオチの一言を言わせる）→社長、羽振りはいいのにはぐらかす→帰り際に、社長のメガネなど安っぽいものを奪い、「キッチリもろたで」と捨てゼリフを吐き、さらにマサも捨てゼリフを残して帰る。
2. 1番目と同じく「あんた○○知ってるか?」と因縁をつける→この頃社長はかなり羽振りがよくなっているので三百万円を返そうとするが、兄貴は借用書や小切手、差し押さえの意味が分からず激怒し、今度は若いころの通り名を披露して社長に因縁をつける→マサにしょうもない小ネタをさせて社長の気をそらしている間に、熱々のお茶を冷ます、読みかけの小説のしおりをぬきとる、ブーブークッションを仕掛けるなど、しょうもないイタズラをしてから勝ち誇って帰る。
3. 兄貴が社長に「アンタとワシでは格が違う」としょうもない例えをする→金をもらって帰ろうとする兄貴に社長は声をかけるが、彼のちょっとした発言を勘違いした兄貴が理不尽にキレて金を突き返す(帰った後の、兄貴とは全然関係ない社長の発言にキレた事も)→なぞなぞやマジックなどの対決を申し込むが、どうしても兄貴が負けてしまい「ちくしょぉ〜！」とキレてテーブルを引っくり返しマサとともに号泣する。

■主な発言・聞き違い・ネタなど
- 「○○知ってるか」
  - 「あんた『幕末高校生』知ってるか? 普通の高校生が修学旅行で京都へ、撮影所へ行くわけやな。そこで何かのはずみでタイムスリップしてホンマの幕末へ行ってまいよる。…どこがおもろいねん!」
  - 「あんたポケットベル知ってるか? 今では手軽にリースできる。普通の高校生でも大概は持っとる、便利なもんやで。こっちからチャッチャと電話したら向こうのベルが鳴って折り返し電話してきよる。…ちゃんと電話してこんかー!」
  - 「あんた『ポンキッキーズ』知ってるか? それに出てくるガチャピンが色んなスポーツやってな、こないだなんかスキューバやっててこう言うんや…、『わあ、海の中は珍しい生き物がいっぱいだ』 …お前が一番珍しいんじゃい!」
  - 「あんた新幹線知ってるか? わしもこないだ乗ってな、場内アナウンスが流れるんや…、『列車は今静岡を通過しました』…それ言われたわしはどないすればいいんじゃい!」
  - 「あんたテレビ朝日の『彼と彼女の事情』いうドラマ知ってるか? …どんな事情じゃコラー!」(「もっとー!」と繰り返させる兄貴にマサが珍しく「もうええやろ!」と反抗的な態度を見せた)
- 「○○知ってるか」のオチ
  - 兄貴「フォロー!」マサ「俺は見てたけどな」（幕末高校生の話題時）
  - 兄貴「ダークダックスで!」マサ「♪ア・ホ・なんじゃ〜い」（アホの坂田の話題時）
  - 兄貴「韓国語で!」マサ「黒のごみ袋の上に半透明のごみ袋かぶせたらノモハムニダ!」（半透明ごみ袋の話題時）
  - 兄貴「島田洋七で!」マサ「めちゃめちゃ陰気やでぇ〜」（超人バロム1の話題時）
- 「格が違う」
  - 「わしが手塚治虫なら、お前はゆでたまご」
  - 「わしがモナ・リザなら、お前はコボちゃん」
  - 「わしがマイケル・ジャクソンのムーンウォークなら、お前みたいなもんは、天宮良のタップじゃ!」
  - 「わしがポール・ニューマンなら、お前みたいなもんはにゅうめんじゃ!」
  - 「わしが最新式カーナビゲーションシステムなら、お前みたいなもんは助手席で『あんたそこ行き過ぎたでー』言ううちのオカンじゃ!」
  - 「わしがかぐわしきマンゴなら、お前はくっさいくっさい…言えるかー!」
  - 「わしがあのニューヨーク・タイムズなら、お前は中野区民だより」
  - 「わしがあの高視聴率番組『ハクション大魔王』なら、お前はあの低視聴率…」「言わんでもわかるやろがい!」（マサが遮った。マサ（今田）が関係していた番組らしい）
  - 「わしの発言が爆弾発言なら、お前の発言は莫山先生のバクザン発言じゃ!」（書家の榊莫山が出演していた「よかいち」のCMネタ）
- 「若い頃は」
  - 「海水浴に行ってはしゃいで沖の方まで行って、かなり沖の方で足つったみたいな奴」（真意「めっちゃこわい、不安になる」）
  - 「今日はすき焼きやからお母さんに肉屋行ってきてと言われたような奴」（真意「はむかったらあかん（ハム買ったらあかん）」）
  - 「あいつを怒らせたら壊れた民宿みたいやな」（真意「誰も止められへん（泊められへん）」）
  - 「あいつは夏休みとかになって中学生高校生のころに、先生に怒られへんからパーマをすぐかけるけども、そいつだけはパーマを当てへん奴（真意「絶対に負けへん（巻けへん）」）
- 聞き違え
  - 「キャッシュで払いますわ」→「ティッシュで払いますわ?」
  - 「今度麻雀でもしまひょか」→「うちのばあちゃん殺したな?」
  - 「今度ゴルフでも行きまひょか」→「ゴルゴ13に命狙わすぞ?」
  - 「ゲンナマ（現金）で返します」→「ケン玉で返します?」
  - 「フィナーレ」→「死になはれ?」
  - 「ピン札で払います」→「警察に電話する?」
- マサの捨てゼリフ
  - 「あの人知りたかったらいっぺん裸になるこっちゃ」
  - 「眠ってた虎起こしてもうたみたいやな」
  - 「えらいこっちゃ、あの人アメリカひっくり返すつもりや」
  - 「あの人はこの国におる最後のサムライや」
  - 「さあ…伝説の始まりや」
  - 「時代はワシらよりも兄貴をとったみたいやな」
- マサの小ネタ
  - 「ベスト・キッドに出てたダニエルさんですよね?」と社長にサインをたかる
  - 「片桐機長!わいですわいです!あのとき乗ってて!」と社長に詰め寄る
  - 北斗の拳のマネ
  - ドラゴンボールのマネ
  - 机の下に敷いてあった虎皮で『うる星やつら』のラムちゃんのマネ
  - ジャッキー・チェンの映画『プロジェクトA』の主題歌を歌う
  - いかがわしいフィリピンパブのホステスのマネ
- 兄貴が提案したゲームに対するマサのリアクション
  - 「出ーたー、『ヤングおー!おー!』の1コーナー殺しや」（『被害者は誰だ』に対して）
  - 「出ーたー、日テレ殺しや…」（『何を作ってるんでしょうかクイズ』に対して クイズ世界はSHOW by ショーバイ!!の人気コーナー）

■その他の特徴
- 第1回の中盤で大口の仕事が決まって以降、社長の装いが毎回変わる他、回を重ねるにつれて会社が「工務店」から「建設」へと変わり内装も豪華になる（パソコンが導入され、ソファも豪華になる）。さらに社長と社長の浮気相手と思しき事務員（YOU）の身なりも下品な成金趣味に嵩じていく。後期には、会社が大証2部に株式上場を果たした（社長の発言より）。
- 兄貴の目の前で社長が高額の取引を受注していたり、高級外車を一部即金で支払ったり、高価そうな指輪を社員にプレゼントしていても、それを借金の回収に充てようとしない。
- 後期には兄貴とマサが新人巨乳アイドル・ジュンコちゃん（マサ）とダンスの先生（兄貴）に扮してネタを展開するなど、単なるネタ見せ目的で現れるような内容のコントもある。最終回は二人のネタの途中で社長が仕事で外出し、いたたまれなくなってしまう二人の姿で終わった。

- 勢いよく乗り込んだにもかかわらず、浜田建設が休業日だったというオチもある。
- 山本昌平と川谷拓三が浜田建設への別の取り立て相手のヤクザ役で登場した回もあった。その回では事務員が撃たれたが、次の回では何事もなかったように回復している。
- 浜田が兄貴に言うセリフを間違えてしまい、事前に録音した兄貴の復唱と異なることになってしまった（「今夜一杯行きまひょか?」という部分を「今度一杯やりまひょか?」と言ってしまった）。そのため、復唱が流れる間、顔をしかめる松本も笑ってしまった。
- オープニング曲は北島三郎「神奈川水滸伝」のイントロ。
- 「兄貴が街にやって来た!!」というロケ企画も生まれ、街中の変なモノに「△△って何じゃい!」とツッコんだ。
- 「兄貴」が始まる前「ダブルパンチ」という、兄貴（松本）のプレコントがある。みかじめ料を巡って、たこ焼き屋台の店主（蔵野）とヤクザ（浜田・板尾）が揉めていると「神奈川水滸伝」のテーマとともに、兄貴とほぼ同キャラの松本と、着流しにパンチ頭の今田が「さきがけ！ダブルパンチ」として登場し、珍妙な攻撃でヤクザを撃退するが、店主からのお礼を巡って・・なお「兄貴」では、兄貴とマサは舎弟関係であるが、このコントでは同格らしく、タメ口でしゃべっている。

### AFRICA
- 1997年8月17日放送。伝説の動物・アフリカマリンカモシカを求めてサバンナで野宿している探検家 (今田) の所へ象 (松本) が現れ、今田に「Mっ気があるんや、ボク」「一発撃たれてみたい」と頼み込む。レギュラー版の新作コントでは最後にOAされたコント。

### AHO AHO MAN
- 1994年5月8日初放送。全14回。特撮ヒーロー番組のパロディーコント。けんたろう君が地球征服を狙うオホホ星人夫妻(後に夫婦ではなかったことが判明する)によってピンチに陥った際、彼の父親である財前博士の発明した、胸にショートケーキのアップリケが付いた黒いシャツ、股間とお尻の部分が黄ばんだブリーフを穿き、常にヘラヘラとした笑顔を浮かべ、けんたろう君の指示には無駄に元気良く「うん!」と返事する、一見してアホそうなスーパー超人・アホアホマンを呼び出し、様々なアホアホアイテム（後述）を繰り出して戦う。
- アホアホマンは見た目通りアホであるため、それらは全く役に立たなかったり逆に状況を悪化させるなどし、結局ピンチを助長してしまう。最終的にはピンチが全く解決されずに幕となったり、けんたろう君がアホアホマンのアホさ加減にブチ切れて自力でオホホ星人を退治してしまう。
- アホアホマンは本来まともな性格に作られていたらしく、オホホ星人の攻撃やけんたろう君のツッコミ、さらにはアホアホマン自身が滑って転ぶなどして頭を強打すると突如我に返り、正義の超人として絶大な戦闘能力を見せるが、直後に頭部に同様の衝撃を受けるとアホに戻ってしまう。
- 企画段階では板尾がアホアホマンを演じる予定であったが、ちょうどその頃板尾が謹慎処分となってしまった為（松本曰く、「先にアホアホマンになってもうて」）、急遽松本が演じることとなった。
- アホアホマンの出囃子はアニメ『無責任艦長タイラー』のサウンドトラックの一曲、「銀河無責任音頭」。
- タイトルテロップの際のBGMは、『ウルトラマンパワード』のBGMの流用である。『開運!なんでも鑑定団』ではCM入り前の曲として用いられている。
- オチのBGMはスーパーファミコンソフト『幽☆遊☆白書』のサウンドトラック。

■登場人物（レギュラー）
- アホアホマン (松本) …財前博士の発明した最強のスーパー超人。筋骨隆々で、背中に背負ったペロペロキャンディーのアップリケが付いたリュックから様々なアイテムを繰り出すことができるが、まったく不必要な物か、前置きは凄いが役に立たない物ばかりで、まともに使えた物はほぼ皆無。見た目と名前の通りとんでもないアホ。九一分けの髪型のようなかぶり物をかぶっている。けんたろう君が「アホアホマーン、助けてー」と叫ぶと、出囃子に合わせて意外な場所から姿を現し、決めポーズで尻を振る。つばを飛ばすのが得意。コント内でのナレーションも松本が担当しているが、最初期は笑福亭仁鶴のような口調でナレーションをしていた。「アホアホマンは、けんたろう君の父財前教授が作った、史上最強のスーパー超人なんですな」
- けんたろう君（浜田）…財前博士の息子。5年前に亡くなった父親から受け継いだアホアホマンと共にオホホ星人と戦う。母親は健在らしく、第五回の会話に出てくる。ブチ切れるととんでもない力を発揮する。アホアホマンとは固い絆で結ばれているようだが、ツッコミは強烈。
- オホホ星人（夫）（今田）…地球を征服しにやって来た緑色の宇宙人。財前博士の発明品を狙ってけんたろう君を襲うことが多い。オホホ星人の頭には触角だか目だかよくわからないものが生えている。語尾に「ナリ」を付けてしゃべる。アホアホマン登場時、

オホホ「お前、アホやろ？」アホ「アホ言うもんがアホじゃい」
というお約束のやり取りがある。アホアホマンの影に隠れて目立たないが、夫婦揃って結構頭が悪い。
- オホホ星人（妻）（西端→篠原）…最初の3回は西端が演じていたが、卒業のため交代した。篠原は第2回では銀行の客として登場している。西端が演じていた時は高飛車な口調だったが、篠原に交代後はお下げとカチューシャを頭に着け、パー子のような甲高い笑い声を立てるようになった。セリフを噛んだり不明瞭だったりしてよくけんたろう君にツッコまれる。
- YOU子ちゃん（YOU）…けんたろう君のガールフレンド。初期には登場しておらず、第2回でYOUは篠原と共に銀行の客として登場している。時々まゆ毛がつながっていることがある。オホホ星人との戦いに巻き込まれ、墓石につぶされたり、穴に落とされたり、吊されて（アホアホマンのせいで）丸坊主にされた上ライフルで撃たれたり、ひどい目に遭う。後半はけんたろう君の子供を身ごもったため、父親（東野）が激怒し、スイスの寄宿学校へ無理やり留学させられそうになったことがある。

■登場人物（ゲスト）
- アホアホマザー（蔵野）…第五回に登場。アホアホマンに知恵と勇気を与え、ピンチを一瞬にしてチャンスに変えてしまう聖なる母であるが、ハゲヅラに長シャツ腹巻きブリーフ姿のおっさんで、アホアホマンにミカンを持ってきた。けんたろう君が「親父やないかい!」と突っ込むと、ナレーションで「一見、親父に見えるこの男、実はおじなのだ」と紹介された（が、けんたろう君は「関係あらへんやないか!」と突っ込んで追い返し、アホアホマンに対しても「『アホアホマザー』って言うたんやから、オカン呼ぶんちゃうんかい、コラァ!」と突っ込んでいた。）。無論、何の役にも立たない。
- アホアホブラザー（坂本龍一）…第六回に登場。アホアホマンの兄弟分（ナレーションで松本が「血の繋がりは無いが、小さい頃から幼馴染みで自然とお兄ちゃんと呼ぶ様になった兄なのだ」と説明。即ち赤の他人）。ソフトクリームのアップリケが付いたピンクのシャツを着て、尻が激しく茶ばんだブリーフを穿いた、どぎつい扮装。一九分けの髪型のようなかぶり物をかぶっている（アホアホマンと分け目が逆）。オホホ星人が作った、地球人を皆殺しにするオホホ爆弾の発射を阻止する為登場。アホアホミュージックと称し、ピアニカで「戦場のメリークリスマス」を奏でたが途中で失敗する（意図的なもの）。次に「アホアホ合体」で兄弟で合体する技を使うが、実際には松本が坂本の背後から乳を揉んでいるだけだった。その際、乳を揉まれながら坂本のナレーションで「何て気持ちが良いんだ…」と恍惚に浸る。最後は爆弾の発射ボタンをアホアホブラザーが勝手に押し、けんたろう君が「死ねお前ら!」と言い残し、オホホ星人と共に逃げてしまう。残った二人は再びアホアホ合体をするが、コント終了後、素に戻った松本が「もうイヤや! もう!!」と本音を漏らす。

その回のエンディングではブラザー姿のままの坂本が「君に、胸キュン。」を歌ったが音を外しまくり、浜田から「これホンマに持ち歌か?」「何か龍一ヘタクソやぞ!」と突っ込まれていた。
因みに坂本が「energy flow」をリリースした頃にゲスト出演した『HEY!HEY!HEY! MUSIC CHAMP』にてアホアホマン出演時の事を語っており、ブリーフの尻の部分の茶色い汚れ（大便）は「あれ自分で塗ったの」と嬉しそうに答えていた。またこのコントがあってからは浜田の子供は坂本をテレビで見る度に「あ、アホアホマンだ」と呼ぶようになってしまったという。
- YOU子ちゃんの父（東野）…第十三回に登場。オホホ星人の奇襲に意を貸さずにスイスの寄宿学校にYOU子ちゃんを連れて行こうとしている。英語と日本語が混じった語り口で、おかしなイントネーションでしゃべる。全裸になりたがる癖がある。
- メカバカバカ（東野）…(結果的に)最終回に登場。オホホ星人が用意した対アホアホマン用戦闘最強ロボ。緑と銀の装甲を全身にまとい、肩にはトゲが突き出し、銀色の顔をしている。専用の出囃子と共に登場したが、対アホアホマン用というだけあって、知能がアホアホマンと同じ。
- アホアホドッグ（蔵野）…(結果的に)最終回に登場。アホアホマンのペットであり良きパートナーである、とってもフレンドリーな仲のサイボーグ犬。しかし、フンをしただけで去って行き、そのフンをアホアホマンは手に取ってメカバカバカの顔に塗り、途中から映像が中断され、けんたろう君とオホホ星人が慌てて2人を引き離した。

■主なアホアホアイテム
- アホアホハンド（第一回）…右手に装着するいかにもロボット風の強化アーム。装着することで鋼鉄をも貫く100万パワーのパンチ力になるのだが、アホアホマンはキックしか繰り出さない。けんたろう君が「パンチだ!」と突っ込むと今度はアホアホハンドを装着していない左手でパンチを繰り出し始める。最終的にはけんたろう君が装着してオホホ星人を倒した。
- アホアホアイ（第二回）…仮装用のアイマスクのような手持ちゴーグル。遠くを見るために使うらしく、近くにいるオホホ星人を見ようと出した直後に、けんたろう君が「普通に見たらええやないか、遠くを見る時に使う言うてんやから。何回言わすんやアホンダラ、コラ」と突っ込んだ。
- アホアホバリヤー（第二回）…あらゆる攻撃を防ぐ電磁バリヤー。銀行でオホホ星人にちょっと体にかすっただけで1万ボルトの電流が流れる光線銃を向けられた際使ったが、アホアホマンは自分や銀行の客、けんたろう君ばかりかオホホ星人までバリヤーに入れてしまい、攻撃を受けたけんたろう君から「全体をバリヤーしてどないすんねん!」と突っ込まれる。次に客の篠原が持っていたペロペロキャンディーをバリヤーし、やはり攻撃を受けたけんたろう君が「アメちゃん守ってどうすんねん! もっと大事な所があるやろうが!!」と突っ込み、それを受けてけんたろう君の股間をバリヤー。当然ながら股間以外を攻撃され、キレたけんたろう君は自力で光線銃を奪い取り攻撃、オホホ星人を倒した。
- アホアホビーム（第三回）…目から発射される誘導ビームでオホホ星人を攻撃する。だがビームは急カーブを描いてけんたろう君を直撃。けんたろう君は文句を言いつつアホアホマンの背後に避難するも、今度は後頭部からビームが発射されてやはりけんたろう君を直撃。けんたろう君は「敵は向こうや言うてるやろ!」と突っ込んだ。
- アホアホファイヤー（第三回）…口から放たれる火炎放射。研究所を燃やそうとオホホ星人が出したライターの炎に対抗するために使われた。だが炎攻撃はオホホ星人ばかりか、けんたろう君、そして研究所まで燃やす大惨事となり、けんたろう君は「あの火に対抗してどうすんねん」と突っ込んだ。
- アホアホジャケッツ（第四回）…ラメの入ったジャケット。アホアホマン曰く「今年の夏はアホアホジャケッツで決めるのだ」と助けを求めるけんたろう君の前でポーズを取る。
- アホアホダイナマイツ（第四回）…オホホ星人の秘密基地に閉じ込められた際、扉を破るために出したダイナマイト。「ダイナマイト」と命名されているが、爆発すると爆心地から半径1kmは10年間草木1本生えなくなる程の甚大な被害を受ける。核爆弾に匹敵すると言うより、核爆弾そのものと定義して差し支えない程の破壊力を有しており、それを聞いたけんたろう君は「お前、何考えてんねん!」と突っ込みながら慌ててスイッチを切りに走った。スイッチを切った後、けんたろう君は「こんなもん置いてどうすんねん、ハゲ!!」と突っ込んだ。
- アホアホカプセル（第四回）…アホアホマン曰く「アホアホカプセルを飲んで小一時間眠るのだ」とのことで、要するに睡眠薬。飲んだ直後、けんたろう君から「アカンやろ!!おい、起きろ!お前、アホか、お前!起きろ、起きろ、起きろ!!」と突っ込まれるが、アホアホマンは「もうええって、もう...」と呟きながら絶体絶命のけんたろう君を放置して眠りについてしまった。
- アホアホウオッチ（第五回）…今何時か分かる普通のデジタル時計。けんたろう君からは「時間関係やないか、今!」と突っ込まれた。
- アホアホ携帯電話（第五回）…コードレス電話の子機で、何の役にも立たない。
- アホアホバズーカ（第五回）…一度発射されると、ターゲットに命中するまで誰にも止められない百発百中のバズーカ、と説明されるが、幕を開けると前述のアホアホマザーのおじがグラビアポーズで寝そべっているだけだった。それを見たけんたろう君は「さっきのおっさんやないか!」と突っ込むやいなや（アホアホマザーのおじに対しても「お前何しとんねん、こんな所で!」と突っ込んでいた。）、隣のミニチュアセットに乗り込んで（巨大化している設定の）オホホ星人を投げ飛ばして倒した。
- アホアホカモフラージュ（第六回）…すりガラス越しにボイスチェンジャーで喋るテレビの身の上相談風の攻撃。無論、意味は無い。
- アホアホ分身（第六回）…アホアホマン曰く「嘘なのだ!」。けんたろう君から「嘘なんかい!嘘ついたらイカンやろ!」「嘘を言うな、嘘を!」とどつかれる。
- アホアホ和菓子（第七回）…「今日中に食べなきゃダメ」らしく、オホホ星人に和菓子を贈った。
- アホアホウォーター（第七回）…大量の水が、アホアホマンとけんたろう君の方に降ってきた。
- アホアホコンタクト（第八回）…装着する事により、相手の弱点が透視できる（コンタクトレンズの様な）スーパーX線レンズ。しかし、装着する前に床に落として無くしてしまう。
- アホアホバイオエレクトリックシステム（第八回）…アホアホマンがそれらしい機械を出すも、ナレーションで「アホアホバイオエレクトリックシステムって、何なの!?」と言って、けんたろう君から突っ込まれる。
- アホアホてこの原理（第十回）…墓石の下敷きになったYOU子ちゃんを助けるため、石を支点に棒で墓石を持ち上げようとするが、アホアホマンは棒を逆方向へ押してしまい、助ける事が出来なかった。
- アホアホショベルカー（第十回）…財前博士の墓石に押し潰されたYOU子ちゃんを助けるため繰り出した、2000トンの岩をも持ち上げるショベルカーの、ラジコンで動くミニチュア。
- アホアホ携帯電話（第十回）…携帯電話でポケベルを鳴らし、相手からの連絡を待つ。相手から連絡がきたのは、けんたろう君がオホホ星人を倒した後だった。
- アホアホ現場検証（第十回）…けんたろう君が言った「状況を見ろ!」に対し、アホアホマンは白手袋をはめ、墓石に押し潰されているYOU子ちゃんを検証する。キレたけんたろう君が自力で墓石を持ち上げてオホホ星人に投げつけて倒した。
- アホアホブーメラン（第十一回）…あらゆる物を切り裂くブーメランで、YOU子ちゃんを天井からつり下げているロープを切り裂くはずであったが、狙いを外してけんたろう君の背中に刺さってしまう。
- アホアホ高枝切りバサミ（第十一回）…天井に吊るされたYOU子ちゃんのロープを切るために使った。しかし、誤って（?）YOU子ちゃんの髪を切り刻み、ほぼ坊主頭に。アホアホマン曰く「かなりボーイッシュになったのだ」。
- アホアホウイング（第十一回）…大空を自由自在に金曜日の夜だけ飛べる翼。放送は日曜日の夜なので飛べない[2]。
- アホアホドール（第十二回）…「YOU子ちゃんなしでは生きていけないよ!」と言ったけんたろうのために出した、YOU子ちゃんを模したビニール人形。アホアホマン曰く「これをYOU子ちゃんだと思って生きていくのだ!」。けんたろうは「あかんねん! こんなふにゃふにゃでは!!」と突っ込んだ。
- アホアホロープ（第十二回）…30メートルの穴に落ちたYOU子ちゃんを助けるため繰り出した、超合金で作られた10万トンの重さにも耐えるロープ。なお、全長はおよそ20センチ。
- アホアホロングロープ（第十二回）…30メートルの穴に落ちたYOU子ちゃんを助けるため繰り出した、アホアホロープの倍の長さ（およそ40センチ）のロープ。
- アホアホチェーン（第十二回）…30メートルの穴に落ちたYOU子ちゃんを助けるために出した、ダイヤモンドと同じ硬さの超合金で作られた金属の輪っか同士を、非常に弱いプラスチックでつなぎ合わせた鎖。人間の体重を支えることはおろか、手で引っ張っただけでちぎれるほど弱い。
- アホアホバキューム（第十二回）…30メートルの穴に落ちたYOU子ちゃんを助けるために出した、大きな吸い込み口の付いた掃除機。吸引力は抜群だが、電力を食いすぎたのか、後一歩のところでヒューズが落ちて停電になってしまった。
- アホアホシューズ（第十三回）… 履くと床に吸着し歩けなくなる靴。YOU子ちゃんの父に履かせようとしたが、「止めんかオラ」の一喝で失敗した。
- アホアホダイナミック（第十三回）…アホアホマンが今一番気に入っている言葉。

## い行

### いかがです
- 1992年6月21日放送。舞台はレストラン。シェフ（松本）と支配人（今田）が客（浜田、YOU）から料理について質問されても答えられず、二人で「お前が言えや!」「お前作ったんちゃうんか!?」などと口論を始めてしまうコント。会計を求められても値段の分からない2人がここでも揉め始め、最終的に「2人で千円ずつでええやん」などと言い「2000円です」と答える。しかし1万円で出され、お釣りが払えず小銭を出す松本に今田が「小銭で払えるか。かっこ悪い」とキレる。一般庶民に対する高級レストランの思いが、この台詞に凝縮されている。

### 板尾係長（課長⇒部長⇒人事部長⇒専務、「ものごっつ」では社長）
- 1993年11月28日初放送。板尾ピンのコントであり、「専務」も含めると30回以上放送された。『ゴジラ』のテーマ曲に乗って港の海中から現れた巨大係長（板尾）が「君は夏にホットコーヒー飲むタイプか?」「君、泣いてんのか?」「俺は先端恐怖症や」「お前とお前は帰れ」などと一言ネタを言い、海中に帰っていく。課長に昇格した矢先に板尾の謹慎による降板で一度は打ち切られたが、復帰からしばらくして再開され最終的には社長にまで出世した。人事部長の時は「人事部長 OVER THE GALAXY」というタイトル（板尾は付かない）で宇宙空間のCGの中に会社のオフィスを映像が現れ、そこで人事部長が一言言うというスタイルに、板尾専務では刃物で刺され死体となった専務が起き上がり一言言うというパターンになったが、ものごっつの「社長」にて係長のパターンに戻った。長かった台詞として「高速道路の料金所、早（はよ）ぬけよう思うたら、同じ長さの列やったらトラックとかトレーラーの並んでるケツについた方が早いよ。台数少ないからね。回数券やし、釣り銭とかもないからね」がある。

### 板尾青年
- 1996年9月1日放送。板尾扮する青年が怒り狂って暴れるコント。町内会主催のしろうとのど自慢大会に出演し、酷評されたことと「しろうと」を漢字で書かないことに激怒し、ステージを破壊した。また休業日の床屋へ侵入し、ポスターの髪型と違う事にキレて床屋を破壊したりもした。

### 一休
- 松本扮する一休が、浜田扮する足利義満の無理難題を得意のとんちで解決していくのだが、そのとんちの突飛さに新右衛門(今田)がカメラ目線で突っ込む。

### 一本立ち
- 1992年2月23日放送。弟子の二人組（浜田・今田）がいよいよ一本立ちすることになり、楽屋で彼らを励ます師匠（松本）。しかし二人の「レーザービーム」、「パラシュート部隊」、「ミルキーウェイ」というコンビ名にダメ出しし、「コンビ名言う物は看板や!それで50年、60年食うていくんや!」と二人を諭すが、肝心の師匠の芸名が「カレーライス」という情けない名前で、何度もダメ出しをする天丼コント。なお、コント中に出てきたコンビ名候補、「パラシュート部隊」を実際につけて活動しているコンビがいる。

### 稲妻は死をはこぶ
- 1992年11月8日放送。火ワイ版のサスペンスドラマの流れを汲んだ単発のコント。「熱血AD宣言」と「熱血刑事伝説」の間つなぎコントとして急遽作られた。出演者はダウンタウンと坂井真紀。高木ブーが「かみなり様」として出演している。

### 犬逃げてるよ!
- 1996年4月14日放送。松本人志が『小学生の時に歯が痛くて学校を休んでいたら、飼い犬の「ペル」が逃げ出してたまらなかった』という話をガキの使いでしており、その時の体験談を元にしたもの。浜田の飼い犬、「ペル」が逃げているのを隣人の今田が発見し、松本扮する「ペル」を捕まえるために出演者達がセットをところ狭しと走りまわるコント。なぜか出演者が登場するたびにその人物の名前がテロップ表記されていた。

### 今ちゃんの相方シリーズ（相方がひどいコントシリーズ）
- 1994年にシリーズ化された、後述の「なっちゃん」の流れを踏襲したコント。浜田の弟子で、いつもニャロメのTシャツを着ている今ちゃんが舞台裏でレギュラー陣に相方(全て松本が演じた)を紹介してネタを披露する。しかし、今ちゃんが連れてくる相方は多汗症のデブ「大入道くん」、極度に長い乳をもった「さっちゃん」、寝たきり老人の「十兵衛さん」、乞食の「梅ちゃん」、顔が隠れるほど極度に長い髪にウロコだらけの腕を持ったバケモノ「蛇の目ちゃん」といった変わり者ばかりで、ネタ披露の最中の芸人らしからぬ行為などから浜田に一喝され追い返されるのがお決まり。特に、「オリジナリティが大事」とうたいながらもダウンタウンのネタである「『あ』研究家」をもろにパクった「『え』研究家」をネタにしていた蛇の目ちゃんに至っては、パクリに怒る浜田に対し「あんた最近高額所得ランキングで上位やからっていい気になってんのとちゃうか!」と逆ギレ、一陣の風とともに顔が現れバケモノの本性を現した。

### インストラクター
- 1997年放送。松本扮する不思議なスポーツ（毎回違う）のインストラクターと、その指導を受けに来た板尾や今田たち生徒とのやりとり。意味不明なスポーツばかりだがなぜか生徒があつまる。不気味な生き物（毎回違う）を手なずけていて、定期的にエサを口移しで与えたりするインストラクター松本の意味不明な言動に最後はあきれて帰るのがパターン。オートサリンジャー、スノウフリージャー、スカイハングリンジャーなどのシリーズが作られた（2001年の「ものごっつ」ではフライングザビエラー）。松本の狂気キャラ系コント。 一度、インストラクターと自己紹介する際に「インソクラクター」と噛んでしまい、共演者から総ツッコミを受けた。受講生の態度が気に喰わず、「笑うな!」と叱りつけたところ、自らも笑ってしまい浜田から「あんたも笑ってるじゃねえかよ」と言い返されて、「インストラクターかてホンマにおかしいときぐらいあるわ!!」とキャラのまま逆ギレの大絶叫をしたことがある。

### インディ
- 『インディ・ジョーンズ』のパロディ。お馴染みのテーマ曲に乗って探検隊と共にジャングルなどを進んでいると様々なトラップに直面。インディ博士(松本)は状況を確認して「大丈夫」と隊員に行かせるが、当然トラップに引っかかり自滅。すると「今日の探検これで、おしまい!」とゆーとぴあのギャグで言い残し、インディ探検隊は自滅した隊員を残して帰っていく。

## う行

### うそよね〜ん
- 1992年1月26日初放送。全7回。松本扮する白髪混じりのおじいさんが、会話する度に「うそよね〜ん」と言って、相手を困惑させるシチュエーションもの。万引き犯対警備員や将棋士などのシリーズがあり、浜田が相手役を演じた。コントが進んでいくたびにキャラが崩壊していくのがポイントで、終わりかけには決まって「あ〜えらいこっちゃ〜」「屁〜こいてもうた〜」と言うが、これも嘘で浜田を呆れさせる。

### 宇の
- 1996年6月30日放送。フジテレビのスタッフ（浜田・板尾）が、「一般人になりすまして地球で暮らしている宇宙人「宇の」さん（松本）」の元へ出演交渉にやってくる。見た目や言動からも、宇のさんはどうやら本物の宇宙人のようだが…。超能力などを使えるフリをしつつ、結局何も出来ない宇のさんに浜田・板尾は呆れて帰ってしまう。しかし、めげない宇のさんはテレビ東京へ「実は中野に宇宙人がいます」等とタレコミの電話をするのであった。

### 海
- 1996年12月22日放送。ある一家（父:板尾、母:今田、息子:東野、娘:YOU）が寝静まった深夜、ウミガメ（松本）が突如一家宅に侵入し、何の予告も無く産卵を始めた為大騒ぎとなる。ウミガメは産卵時に泣くと言われているが[3]、このウミガメは何と笑い泣きをしていた。

### ウルトラさん
- 1991年12月8日初放送。全7回。M79星雲出身でウルトラマンAに風貌はどことなく似ているが、掛け声が「でや!」、黒ぶちめがねのルックスがこてこて関西系に見える、怪獣と戦う巨大ヒーロー・ウルトラさん（浜田）のコント。必殺光線が毎回意外なところから出る。最後は怪獣と一緒に「でや?」。巨乳の怪獣を見て鼻血を出したり、モテようと長髪にしたりと、人間臭い一面も持つ。浜田がボケ役の珍しいコント。戦闘シーンのBGMは「オーラに輝けグレートファイブ」(光戦隊マスクマンの挿入歌)のインスト。

### ウンコドラマシリーズ
- 1994年放送。タイトルは「たそがれ」や「ふたり」と普通なのだが、出演者はウンコの格好をしてコントを行う。

## え行

### エイ・イノキ物語
- 1995年10月15日初放送。全4回。板尾扮するエイ・イノキ（アントニオ猪木みたいなキャラ）と、今田扮する白衣の女性アマゾネスことビイ・ミツコ（猪木の昔の妻、倍賞美津子が『3年B組金八先生』で演じていたキャラ）との珍妙なやりとり。往々にしてイノキが「好きだ、大好きだ」とミツコに抱きついて終わる。

### 英語劇
- 全編セリフが英語によるコントシリーズ。

#### The Secret Service
- 蔵野扮する大統領警護官に降りかかった悲劇とは…

#### Luke the Detective（探偵ルーク）
- 捕らわれのスーザン(松本)を救出しようとするルーク(蔵野)に罠が待ち受けていた…

### エイリアン
- 同名映画のパロディ。船員役の今田と弥生の洋画の吹き替えを意識したやり取りが見どころ。

### えげつな〜
- 中年女性（蔵野）が自宅の一室で惨殺死体となって発見された。刑事たち（浜田・今田・東野・板尾）が現場検証をする中、ヤクルトを片手に持ったおっさん（松本）が現場に紛れ込み、現場検証や刑事の会話の様子を見ながら「えげつな〜!」と叫び続ける。おっさんは最初は窓の外から見ているだけだが、やがて窓から事件現場の部屋に入り込み、ヤクルトを飲み続けながら刑事たちの会話を遮る勢いで「えげつな〜」「あ〜、めっさえげつないわ」などと奇妙な動きをしながら言い続けるが、刑事たちは何とかおっさんを無視してセリフを進めようとする。公園での子供の喧嘩におっさんが同様に割って入る続編もある。

### N.B.A.
- 1994年放送。真っ暗なセットの中、シカゴ・ブルズのユニフォームを着たレギュラーの一人がタイトルの元ネタであるNBAにちなみ、バスケのフリースローで「もし入らへんかったら、○○！」と宣言。入らなければ即実行しなければならない。今田は「入ったらYOUと口でキス、入らなかったら佐藤さんとキス」と言い、見事入ったため、「短いのにして」と懇願するYOUを無視して長いキスを行った。今田は2回目にも「入ったらYOUとキス。入らなかったら松本さんとキス」と宣言し、入らなかったため松本とキスしようとするが、浜田に「フリースローを決めたらキスは無効」と言われた松本がフリースローを決め、キスをまぬがれる事に成功した。蔵野は「これ入ったら、俺ハンサム！」と宣言し、入らなかったため「やっぱりブサイクや～」と嘆いた。2回目には「坊主になる」と言いダウンタウンの二人の手で中途半端な坊主頭にされた。YOUの2回目は「浜田にビンタされます」と言い、その通りに。篠原は「乳出す」と言ったが、蔵野の服をずり上げて乳首見せるというオチで、浜田に「ホンコン全然おもんないわ」と突っ込まれた。レギュラーとしては「ごっつ」初登場の東野は「何をされても文句言わない」と言ったため「歓迎の儀」と称して「JOCX-MIDNIGHT」内のスポットで流れていた「音楽美学」のパロディをさせられた。

### M Jungle
- 1995年放送。M Jungle（松本、大物歌手という設定）は、『へい!へい!へい!』や『MUSIC FESTIVAL』のリハーサルや本番で「WOW WAR TONIGHT 〜時には起こせよムーヴメント」を歌う。しかし、自分の歌（という設定）にもかかわらず、歌詞を全く覚えていない。スタッフに女性がいないため「セクハラ出来ない」と不満を述べたり、何度も曲を途中で止め、AD・司会者役の浜田を、様々な理由で怒鳴りつける。「小室のコーラス音源を流せ」、「（浜田が）身振り手振りで、歌詞を俺に伝えろ」などと要求を出すが、何度やっても上手く歌えない。最後には、「売れねぇよ!こんな歌!」と捨て台詞を残し帰ってしまう。浜田がH Jungle with tで大ヒットしたことに対する、松本の皮肉をネタにしたコントである。松本の口元には、縫い痕が丸分かりのタラコ唇が付けられていた。これは日本テレビ系『ダウンタウンのガキの使いやあらへんで!!』のオープニングで行われた「浜田・クチビル整形疑惑裁判」からの流用である。

### Angelちゃん
- 山にハイキングに来た浜田と今田。その道中でなんと天使（松本）に遭遇する。ハープを奏で、満面の笑みを浮かべているが、歌を歌いながら2人が横を通り過ぎようとするとなぜか血相を変えて「ちゃうんかい!」「そやろがい!」「呼べや!警察呼べや!」と大激怒。天使が激怒する理由が2人には皆目見当が付かない。
- このショートコントの元ネタは、ダウンタウンが新人時代に披露していたコントである。
- 「結婚前提戦士ラブラブファイヤー」にて、メグッペがテレビでこのコントを見て爆笑する話がある。

## お行

### 大喜利シリーズ
- 時代劇の奉行所の拷問や、カエルなどあらゆるシチュエーションで大喜利を展開。決まって浜田が司会役で今田、板尾、蔵野、ヒロが回答者役、篠原がアシスタント役だった。面白くない回答をした際にはペナルティが課せられた。(カエルや妊婦の回では腹部に入っている風船が膨らむ。奉行所の回では抱石が積まれる。)

### 黄金バット
- 映画館で洋画を鑑賞しつつ感涙にふけっている観客たちをよそに、本家ばりの高笑いで大ウケしている黄金バット(松本)。というそれだけの内容。最後はスベって我に帰ったのか「コメディアンの人たち、こんなコントしちゃダメだよ！！」と言って終わる。

これはとある回の冒頭でOAされたが、なぜかコントタイトルは表記されなかった。

### おかんとマー君
- 初期を代表する人気コント。松本が典型的な関西のおかん（『放送室』によると松本の母親がモデル）を演じ、高校生で、一人息子のマー君（浜田）にうっとうしがられる。この企画は、構成作家・高須の提案で「こういうのもやっておこうか」というところから始まったらしい。1992年夏から1993年秋まで34回にわたって放送され、最初の数回は、思春期真っ只中の中学生という設定だったが、回を重ねるごとに不良化し、リーゼントにチョビ髭面というヤンキーというキャラになっていった。シリーズ終盤は「うたたね」というタイトルで、マー君の夢の中でのおかんとマー君のやりとりが中心となった。後に2人がロケで有名人などを訪れるコーナー「おかんとマー君がゆく」が放送された。
- ダウンタウン以外の他のメンバーもコントに参加しており、マー君の親友の「板尾さん」(板尾)、マー君の彼女の「弥生」(西端)というサブキャラが登場する。

### 奥さまは…
- 中村正のナレーションに乗って、サマンサ(YOU)が登場するが、実は・・・

### オクラホマミキサー
- 東野、蔵野とYOU、篠原で仲良くオクラホマミキサーを踊っている中、板尾と今田扮する女性だけは血だらけで終始睨み合っていた。

### おとうさん!
- 「コメディアンの息子だから」と友達(東野、板尾、YOU)にいじめられた、幼稚園児の耕司。悲しみのあまり父親(蔵野、ター坊という芸名。)の仕事ぶりを思い返してゆく。

### おはよう!
- ある一家（息子:浜田、母:今田、祖父:東野、娘:蔵野、義兄:板尾）の朝の風景を描いたコント。学校に遅刻しそうになり、朝食抜きで登校した息子が上履きを忘れた事に気づき家に戻ってみると、娘が人体切断マジックの最中、義兄が鏡の前でアントニオ猪木のマネ（最初は顔真似だがその後アリキックの態勢になる）、祖父がガンマン姿で早撃ちのタイム測定、母が黄色いハンカチを干したベランダから双眼鏡で遠くを見つめる（「幸福の黄色いハンカチ」のパロディ）と意味不明な光景となっていた。更にベランダにはまんまちゃんらしき犬（松本）がおり、フラフープをしていた。最後は浜田がドリフ大爆笑のもしものコーナー時のいかりや長介風に「ダメだこりゃ」と言い、このコントは終了した。

### オペ
- 1994年8月21日放送。頭の手術中、突如目を覚ました患者（今田）が「ディズニーランドに行きたい」と言って医者（蔵野）と助手（篠原）の制止を振り切って外出しようとする。患者は手術中のため脳がむき出しになっているにもかかわらず、ムースを頭につけていた。

### おまえが歌うんかいシリーズ
- 1993年放送。シリアスなドラマ（サスペンス物など）を一切のボケを入れずに今田と浜田が真面目に演じているとドラマに合った曲のイントロが流れてきて、いざ歌の部分に入ると何故か今田が歌いだして浜田が「お前が歌うんかい!」とツッコむコント。クリスマス前に彼女にフラれた男（浜田）が喫茶店を訪れ、店長（今田）が「クリスマス・イブ」を流してそれを歌いだすもの、犯人（今田）が刑事（浜田）に自供をした後流れる「聖母たちのララバイ」を今田が歌い出すもの、ボクサー（浜田）とトレーナー（今田）の試合前の会話と言う設定で、BGMで流れる「チャンピオン」を今田が歌いだすものなどがある。
- また、浜田と今田だけでなく、蔵野と篠原が加わっている「最終回」（蔵野司会のテレビ番組が最終回の設定で、この回では今田が「君といつまでも」を歌った）と言う同様のコントもある。

### おまわりさん
- 新米警官の今田が、先輩警官の松本とパトロールをするコント。松本は地域に愛される警官で、子供にも慕われている。しかし、不良少年(蔵野)の万引きや新聞配達員の兄妹(蔵野、YOU)の自転車二人乗りを発見するや、これに容赦なく発砲。騒ぎを聞きつけ駆け付けた先輩警官（浜田）も、松本の「二人乗りしよったんですわ」などの説明を受けるや、動揺する今田の言葉に耳を貸さず相手に発砲、既に松本の発砲による被弾で動かなくなっていた少年や子供たちは浜田の追い打ちもあって死亡。最後は唖然とした表情の今田がカメラに向かい、「万引きはやめよう!」「二人乗りはやめよう!」と視聴者に語りかける。

### お見舞い
- 病気と闘う少年（浜田）を励ますために両親（蔵野、YOU）に頼まれお見舞いに来た、「世界一位」の男（松本）。感激する少年に対し、自分の世界一位ぶりのアピールや危うく世界一位を取り逃がしかけた苦労話を延々とするものの、結局何の世界一位かわからないままSPの報告を受けていそいそと帰っていく。同様のコントとして謎の「スター」や（2001年のものごっつではタイトルが「経て」である）「グランドチャンピオン」なども登場しているが、結局彼らの素性は全く分からない。毎回SP（板尾、今田。グランドチャンピオンの時は板尾のみ）を引き連れており、彼の周囲は常時厳戒態勢である。「世界一位」が登場する回は浜田のお気に入りのコントである。

### おもしろ番長百選
- 板尾が様々な変り種番長に扮するショートコント。学校の校舎よりも遥かに大きい「大番長」、校庭の地下に生き埋めになっている「生き埋め番長」、授業中ウェイターのように冷水を持って歩きまわる「お冷や番長」、教室の後ろでロープで縛られたまま動かない「しばられ番長」など。「俺にさからう奴は… 殺す!!」と凄んではいるものの、その奇異な外見のせいで他の生徒達からは全く相手にされていない。

### おやっさん!
- 床屋や料亭などの頑固親父（松本）とその弟子（今田）。常連の客（浜田）が「いい弟子が育ってよかったね」と励ますが、親父は「こんな奴、箸にも棒にもかからねえクズだ!」と怒鳴る。「そんなこと言って本当は認めてるんじゃないの？」とフォローする浜田に対して「いや本当だよ、本当だよ」と必死に反論する。そこから親父が弟子の失敗を一つ一つ注意してはその度に流血の制裁を与える。「おやめよ」と諭す客に、「ごめんね浜ちゃん」と言いながら、制裁は店舗を破壊するほどにヒートアップしていく。最後は弟子がキレて親父に歯向かおうとするが、結局できず「おやっさんが好きだー!」と絶叫し、抱擁しあう。流血描写など過激な内容のためか、自動車修理の回はOAできず後に発売されたビデオ「コント傑作集 HISTORY 9」におまけとして収録したものもある。スタジオ内の女性陣からは悲鳴が上がっていた。なぜか全員、標準語である。

### 俺があいつのそれだから
- 七つの顔を持つ男という設定の蔵野が主人公の予告編コント。

### ON AIR
「お前が歌うんかいシリーズ」からの派生コント。ダウンタウンFMの番組の収録現場でのDJ(今田)とゲストの浜田とのやり取りを描く。

### ON THE ROAD
- 警官(今田・YOU)が車の駐禁を取っていると、その車の持ち主である親子(父:浜田、母:板尾、息子:蔵野・東野)が帰ってくる。警官(今田)が「車のトランクを開けてもいいですか」と聞くと、汗が異常に流れ出し焦る親子。トランクを開けると中から所持が違法であるらしい浜田省吾(松本)を積んでいるのがバレてしまい、そのまま逮捕され連行されてしまう。

## か行

### 会議
- 新たな商品開発の会議で板尾がプレゼンしたのは「生温かい肩叩き機」。しかし他の社員たちは商品について反論しだすが、半ば早口言葉なのでほとんどカミカミの状態。そこへ会議室へやってきた工場長(松本)までが早口言葉を言えず、会議はグダグダに。

### 怪獣の着ぐるみシリーズ
- 怪獣映画のパロディコントで、中途半端に怪獣の着ぐるみを着たおっさん（板尾）と、中途半端に特撮ヒーローの着ぐるみを着たその妻（東野）が戦い（と言うよりも夫婦喧嘩）を繰り広げる「怪獣のおっさん」や、中途半端に怪獣の着ぐるみを着た不良生徒（板尾）と、中途半端に特撮ヒーローの着ぐるみを着た中学３年生の頃の担任・麗子（東野）という設定の「怪獣のにいちゃん」というコントがあった。

### 怪獣はらペコラー
- 突如パン屋に現れた怪獣はらペコラー(蔵野)。しかし食べたパンは激辛で悶えるはらペコラーに店員(松本)が与えたのはタバスコ入りのジュースだった…

### 回転仮面
- 一般市民がピンチに陥ると、白い戦闘服、白いヘルメット、白塗りメイクという出で立ちの回転仮面(今田)が回転装置に乗ってグルグル回りながら現れる。戦いになるかと思いきや、回転の影響でコントロールを失いフラフラになってしまうというオチ。

### 香川さん
- 大阪の放送作家の重鎮、香川登志緒をモデルにした香川さんを松本が演じるコント。かなり年配なのになぜかドラマの音声さんになっている香川さんが、「ふんふんふん」「○○くんおはようさん」「東野くんはいわば第三のさんまやね」など独自のしゃべりで撮影の邪魔をし、「ひょうきんプロレスで股が裂けたのはオール阪神君やね」「ネタ終わりに毎回怒られてたのが宮川大助・花子の花子くんやね。あれ見てまうとヘコむね」などと関西芸能界の裏話をする。その際に香川さんはお詫びとして「君はよく頑張ったから、はい、○○」と他のスタッフにプレゼントをするが、テレホンカードを除けばほとんど役に立たないものばかりであった（エポック社の野球盤の三塁手、電化製品を買ったときについてくる「持つとこ」、番組スポンサーの日清食品のカップそば・うどん「どん兵衛」の天ぷら「後のせサクサク」、誰も写っていないプリント倶楽部、力也バッチ、おもしろ消しゴムみそラーメン、「犬います」シール、プロレスラー安生洋二の記事の切り抜きなど）。そのやり取りをした後に監督（浜田）から15分休憩に入る。

### かけめぐるジャッキーとマキ
- ビューティ・ペアのパロディコント。女子プロレスラーのジャッキー松本（モデルはジャッキー佐藤）と、マキ今田（モデルはマキ上田）があらゆる場所で鉢合わせになり、互いに欲しかった物を巡って、普段着を破り合いリングコスチューム姿になった後(なぜか必ずマキの乳首が露出している)、凶器による流血を含んだ大乱闘になった所へ脈絡なく「かけめぐる青春」のイントロが流れ出し、突如二人は歌いだす。二人にマイクを渡す役で蔵野が出ているが、毎回座っているだけの役回りである。初回のみ「因縁の対決」というタイトルだった。二人は絶えず、聞き取り辛い悲鳴のような高音で喋っている。

### 学ラン反抗期
「九龍城的虎」を参照。

### 学校の怖い話
- 1996年2月4日と11日に2週に分けて放送された。学校の男子便所に居座る、「ウンババー!」が決めゼリフの妖怪ウンババが説教しながら不良生徒達（浜田、今田、東野、板尾、蔵野）に糞（粘土）を投げつけるコント。グレープ「無縁坂」の歌詞（ウンコと「運」の駄洒落）を唱えてから糞を投げつけるというシュールな場面もあった。
- ウンババを演じた松本は途中でキャラ的に限界を感じたのか、「きつい! 切ないわ!」と言ってカツラを取ってしまった。翌週放送された「学校の怖い話2」は東野がウンババ役となり（前週ウンババ役だった松本は不良生徒役の一人になった）、「生まれた時からウンババ〜」と言う悲哀の歌[4] を引っ下げて登場したが、やはり「無理ですわ!」と言って途中でカツラを取ってしまった。東野は糞を拾った今田にウンババをやらせようとしたが今田は逃げた。

### ガタンゴトン
- 電車の走行音が徐々に変化していくコント。最初は普通に「ガタンゴトン」と鳴っている（松本が言っている）が、次第に「オジンオカン」→「オトンオカン」→「オカンオトン」→「オジンオバン」→「オバンオバン。あ、オバン2回言うてもた」→「オトンアカン。あ、アカンことないわ」→「オジンオジン。いや、これは最初のオジンとは違うオジンやねん」→「オトンオトン」とエスカレートしていき、最後は「オカーン!!」と叫んで終了。乗客（浜田、今田、蔵野、板尾、ヒロ、YOU、篠原、西端）の中には途中で笑いをこらえていた者もいた。

### カッパの親父シリーズ
- 1992年5月24日初放送。全10回。当初は親子（浜田、板尾）にカッパ（松本）が説教をするが、それに対し親が理不尽な逆ギレをして返り討ちに遭わせるという内容だった。途中からカッパの息子（今田）が登場するようになると、彼をいじめる人間の子供の前にカッパの親父が現れて説教や仕返しをするが、そこに人間の子供の親が登場して正論を言うカッパの親父に対し理不尽な逆ギレをし、返り討ちに遭わせるという流れになる。カッパの親父は返り討ちにあうと、浜田のことを「御主人」と呼び始め、卑屈な態度を取る。いつも浜田親子はゴミをそのへんに投げ捨てたり、物を大切にしなかったり、他人をいじめたりと人間として最低な行動をとる。親父が息子に自分の殴られている姿を見られたくない姿を描いたコント。

### 神さん (1995年2月19日放送)
- 板尾扮する神さん（神様）が片方の手に地球、もう片方の手に葉書を持って、板尾係長シリーズと同じく一言ネタを言う。手紙を読まないため、何の回答か分からない。「カニを食べなさい!カニを!」「それは、彼が右投げ左打ちだからです」などがある。

### 紙芝居のおっさん (1996年4月14日放送)
- 1996年4月14日放送。公園でベンチに座って「勝馬」を読んでいる、歌舞伎に登場する人物のような顔をした紙芝居のおっさん（松本）が子供達（今田・板尾・YOU・蔵野・東野）から「紙芝居を見たい」と言われ、一人1000円で創作紙芝居「クマのプー太郎」（当時、放送されていた同名のアニメとは別物）を上演する。芝居の大筋は「プー太郎が木の実を食べ過ぎてお腹を壊す」というものだが、実際は物語に全く関係ない絵が混入しており、話がつながらない。最後に「みんなも食べすぎには気をつけようね」といっていたが、肝心の食べすぎるシーンも無関係の絵に挿げ替えられており、全く意味がわからないものとなっていた。

■紙芝居の流れ
プー太郎のお昼ごはん（タイトル）→のこぎり山へ向かうプー太郎→木の実に飛びつくプー太郎→丁半ばくち→お腹を壊すプー太郎→プー太郎がマリアちゃんと花に手を伸ばす→愛の早喰いディナーショー（『ラブアタック!』が元ネタ）→プー太郎のお腹が治る→若い頃の桂三枝（現・六代目桂文枝）の写真→「みんなも食べすぎには気をつけようね」と注意するプー太郎とマリアちゃん→消火器の取り扱い方→不動産の広告（セザール世田谷松原）→おしまい

### カメレオン
- ヒロ扮するカメレオンが背景の色が変わるたびに、他のレギュラー陣からその色の塗料を吹っ掛けられる。が中にはバケツを投げつけたレギュラーもいた。

### カリキュラRYOKO (1994年12月18日放送)
- 東野扮する先生の補習授業を受けている涼子。講義を聴いているうちにおかしな事を想像していく・・・・妄想世界のシーンでは涼子のヒット曲「愛しさとせつなさと心強さと」が超スロースピードで流れた。

### カレーうどん (1996年2月25日放送)
- 大人気アイドル・キューティーレディー（板尾・東野）の解散をとどまらせようと、「ただのカレーとただのうどんが組み合わさる事によりそのおいしさは何倍にも膨れ上がる」「一度カレーうどんにしたものを別々にしたら意味が無い」と、二人をカレーうどんに例えるおっかけの二人（松本・今田）が話し合う。そこへキューティーレディーの二人がやって来て「遠まわしに言わないでよ」「カレーうどんは冷え切ってるのよ」とおっかけを帰そうとする。しかしそこへ何故か警備員（浜田）がやって来て「お前らバカか? バカか!」と四人にビンタし、「バカかバカか!」と全員追い返してしまう。
- 同様のコントとして、「見てくれは悪いが中身はうまい」と、ブサイクな演歌歌手（蔵野）を腐ったバナナに例えるバージョンもある。

## き行

### 記者会見 (1995年7月9日放送)
- 「愛に賭けろ! 〜Rolling Lovers〜」というドラマの製作発表記者会見が行われ、出演者が各々の役どころを語っていく。初めの星野淳一郎（当番組の元ディレクターの名前）、坂本みつ子まではまともだが、徐々に役柄の設定がめちゃくちゃになって行き、最後にはこのドラマの内容が分からなくなる。

■キャストと役どころ
- 星野淳一郎（浜田）…主人公のインテリアデザイナー・久保田やすのり役。一度出演依頼を断ったらしい。
- 坂本みつ子（篠原）…主人公に好意を寄せるヒロイン・幸田今日子役。キスシーンがあるということで少しドキドキしている。
- テル（今田）…主人公とヒロインの恋路を邪魔する五つ子ちゃん役。見た目は完全に柳葉敏郎風。星野とは過去にミュージカル『鼻フッカーズ』で共演経験がある。星野のことを浜田くんと呼んでしまった。
- けんちゃん（板尾）…ロマンスグレー風の壮年男性だが、主人公が飼育するテナガコウモリの世話をするマゴギャル役。「『シェフの気まぐれサラダ』という感じで頑張る」と意気込みを語る。
- さみだれみち子（YOU）…宇宙キャプテン役。髪形をショートカットにしてみた。
- 名前不明（蔵野）…宇宙キャプテンと落とし穴を掘って捕まえようとする偽激辛社長。二世タレントで、父も何度か偽激辛社長を演じたとのこと。
- スポーツカー（東野）…偽激辛社長を背中で感じながらきかんしゃトーマスの恋敵役を演じる。
- そうまいけんじ（松本）…マヨネーズ兄弟の兄役の声優（初挑戦らしい）。出演依頼の段階では、ジョミール星人とミザール星人の二役と聞かされていた。最終回では学者犬と大立ち回りの末噛み殺される予定。声優なのに8キロ減量した。髪型は巨大なアフロヘアー。

### キャシィ塚本シリーズ
■概要
1995年1月15日初放送。全16回。料理の講師キャシィ塚本と、司会者のコウジ、アシスタントのリョウコによる料理番組コント。キャシィ塚本が異常な指示を行い、まともな調理をせず、意味不明な言動を繰り返した挙句大暴れする。キャシィの暴走を止め、何とか番組として成立させようとする司会のコウジとリョウコだが、最後は暴走を抑えきれず無茶苦茶になりキャシィ塚本が捨て台詞を吐いて退場後、コウジとリョウコが番組名をコールして強引に締める。シリーズ中、料理が完成したのは一品だけで、他は全て料理が完成する前にキャシィが暴れて退場し、番組が終了する。唯一完成した「フルーティー達の反逆児」も切ったスイカに味噌を塗って完成というレシピで、料理番組で扱うようなまともな料理とは言いがたい。「オードブル」も完成したように見えるが、コウジがキャシィに続きを作らせようとしてキャシィが退場していることから、未完成であると推測できる。シリーズ全般にわたってアドリブが多く、21世紀の地上波では到底放送できないであろう過激な下ネタ、ブラックジョークが毎回登場する。
■登場人物
キャシィ塚本 - 松本人志
- 職業

四万十川料理学園の講師。専門はエスニック料理。
- 性格

異常なまでに情緒不安定で、行動が全く予測できない。平素は基本的におだやかで丁寧に振る舞うが、些細な事に激昂し、コウジ・リョウコに暴力を振るう。登場してからもなかなか料理に移らず長々と油を売る上に、その話の内容も突拍子のない異常な発言が多く、突然うつむいて暗い過去や苦悩を吐露し始めることもある。食材・調味料や道具に丁寧語の「お」を不適切に使用する。「おミンチ」、「おマヨネーズ」、「おボール」、「おレタス」など。料理講師にもかかわらず、食材や調理器具をぞんざいに扱う。
- 容姿

外見はステレオタイプな中年女性の料理講師。パーマのかかった髪(シリーズ途中からこめかみ辺りに同じくパーマのかかった毛束が追加されたが、ある回にて本人がハサミで右側の毛束を切ってしまった)に、非常に大きな青色レンズのメガネ、小鼻の横に大きなホクロとシワがあるというもの。毎回奇抜な柄の服装に身をまとっている。また、二回目の放送の『コウジとリョウコの料理ふんばるぞ!!』の出演時のみ豊胸の体で現れ、終盤において突然シャツを破きその胸をあらわにしている。
- 家族

自身の家族について以下のような事を語った事があるが、常に異常な発言をするので事実なのか妄想なのかは不明である。
- 父は仕事柄転勤が多かったため、淋しい思いをしていた。
- 母は食害され、その後は豚に育てられた。
- グレた娘がおり困っている。
- 既婚者だが、夫に浮気の疑いを抱いている。

コウジ - 今田耕司
明朗快活な青年アナウンサー。どんな時でも標準語だけを使い、関西弁は一切使わない。番組の司会を務める。キャシィの暴走を食い止めたり、奇怪な発言を無理矢理好意的に解釈してフォローするが、回を重ねるにつれ、キャシィの支離滅裂な言動に怒りをあらわにするようになる。時々、暴れるキャシィを押さえつけるため取っ組み合いが始まるが、ほぼコウジが優勢になる。
リョウコ - 篠原涼子
アシスタント。「リョウコちゃん」と呼ばれ、名字を呼ばれることは無い。料理には詳しくないというキャラクターを演じる。コウジとの登場シーンでコミカルな動きをする。時々キャシィにセクハラや暴力を受ける。キャシィの異常な行動に対し、閉口したり軽蔑を込めた表情を浮かべることが多い。
■ キャシィ塚本のギャグ 
- シュールネタ
  - 突然、「ドォーン!!!!」と絶叫しながら料理や食材を投げ捨てる。
  - 身の上を語る内に自分の世界へ入り込み、浜田省吾の歌を歌い始める。即興で歌を作ることもある。
  - 脈絡なく豚や犬といった動物の鳴き真似をする。元ネタであるアニーが同行動（飼っている豚の鳴き真似）をとったことへのオマージュ。
  - 自分の胸上部を指して「ここを押してちょうだい！」と懇願し、押されるたびに「タイガーマスク！　タイガーマスク！！」や「みちのくプロレス！！」、「いごっそー！！」、「洋介山！！」といった言葉を発する。その言葉と料理の関係は全く無い。
  - コウジやリョウコのまともな発言に対し、蔑むような目つきで睨み無視する。
  - 幻覚・幻聴とみられる行動をとる。「みっちゃん」なる人物が目の前に見えたり、突然「そこにいるのは誰だ！！」と物を背後の窓ガラスに投げつけたり、耳をかざして「…今はだめ！ ……今は来るんじゃない！！」と何かに言い聞かせたりする。
  - 「お金を落としたときにメェ〜っていうじゃない？」「夜中に急に飛び起きてスイカが食べたくなることがあるぜ」などと、到底同意できないようなあるあるネタを言って、今田や涼子を当惑させる。
  - 正体不明の人物・団体の名を口にする。上記の「みっちゃん」や「アイスコーヒーの人」、「ギョウザの仲間」、「犬猫病院」など。
  - 突然拳を天にかざし「食材のみんな、オラに元気を分けてくれ！」（ドラゴンボールの主人公である孫悟空が必殺技である元気玉をつくるシーンのパロディ）。
  - キャシィ・コウジ・リョウコそれぞれに血糊を用いた流血シーンがある。後者二人はキャシィに暴力を振るわれたことによるものだが、彼女本人は「お布」に包んだタマネギを自ら顔面に叩きつけ額から出血している。
- ブラックジョーク
  - 幼少時に母親と生き別れた理由を「佐川くんに食べられたからね」。
  - 急に落胆し、「(ほんの2年ほど)豚に育てられたことがあるわな……」とつぶやき、あろうことか、その日の食材のあばら肉が、自分を育ててくれた『お母さんブタ』のものであることを告白する。ためらいながらも意を決してコウジに調理を任せるが、包丁を入れようとした瞬間に彼を突き飛ばし、肉を抱き抱えて「おとぉーさぁーんっ！！」と絶叫。さらに続けて「フリィーザァーッ！！」と咆哮し、そのまま退場した。
  - キャシィに本人のプライベートや経歴を教えて欲しいという内容のファンレターが来る話になり、コウジが「先生をされる前はやっぱり、なんですか、OLさんとか、仕事をされてたわけなんですか？」と聞くと、「…あのね、元はね、あたしあの〜…当たり屋なのよ」
- 下ネタ
  - 上機嫌で登場し、コウジが「何か良い事があったんじゃないですか?」と聞くと、「これね〜何かね、良い事のね、お告げだと思うの。あの〜股からね、何かヘンな物が出るのよ。何か、タンみたいな物が出るのよ。凄く刺激臭なのね。今日あの〜アッ、タッパーに詰めて持ってきてるんだけど…ちょっとチンしてみよかなぁと思って…」
  - 料理のテーマが「男の料理」になった際には「料理はね、ほんとは男の人の方が向いてるのよ。男の人の方が向いてるし、男の人の方が剥けてるのよ。」
  - 「スタミナ汁(じる)」を作る際には、「暑い時期になるとね、物を口に入れるのがもう億劫になるのね。口に物をこう、含むことがもうダメなのよ。普段は含んでるクセにねぇ」。これに対してリョウコが「（スープは）飲んでしまえばいいんだから♪」と言うと彼女の顔を見てニヤリと笑う。
  - やはり急に落胆し、「ちょうど5年前なのね………レイプされたのね…それを思い出しちゃってね〜、あの頃もうメチャクチャだったわ」と告白。気持ちを切り替えて餃子を作ろうとするが、「今日ね、七人分作るのよ。ちょうどあたしを犯した人数よ。」と再度レイプ話を持ち出す。その後気を取り直し、朝早起きして作ったジャンボ餃子の皮を持ち出し、「もう3時ぐらいからこねくりまわしてんの。そぉよこねくりまわして、ちょうど私がその、こねくりまわされたかのように…」
  - 彼氏に別れ話を切り出され、呼び出されたホテルの部屋へ行ったという話をするが「ドアを開けるなりね………『チェンジだ』って。『もっと若いのいねーのか』って」。
  - 料理番組の出演に遅刻しそうになった理由を聞かれると、「あのね〜縛られてたのよ。縛ってくれって頼んだのは私なんだけどね。さるぐつわとかねもぅ…あぁ〜思い出しただけでもう、何かもう半笑いになってしまうの…」と話した。彼女は収録中にこのプレイを思い出し、2回喘ぎ声を発した。
  - 懐妊してもう胎動があるという話かと思いきや「ウイーンっていってるの。電池切れたら止まると思うんだけど」。
  - リョウコに正しいかつおぶしの握り方を指導するが、陰茎を連想させる握り方を強制し、「口を半開きにして…でもって顔にピシャンピシャンて(両頬に)当てて…こうやって、追いかけてね、で男の人の顔見て」。また別の回ではバナナの皮を剥かせ、「そんな感じなんだ」と彼女に向かってつぶやいている。
  - 番組に登場するそばから下品な行動をとることが多い。自分のスカートをめくったり、テーブルに片足をかけ陰部を指で刺激する仕草をしたり、エア・フェラチオをあからさまにする。まな板に痰を吐いたこともある。
  - 自身が夏休み中バカンスなどに行ったのかを聞かれると、「もうバカンス、バカンスで、も〜あそこがガバンス!!」

■キャシィ塚本に対する松本人志
- キャシィ塚本のモデルは、著書にて映画版『ミザリー』でキャシィ・ベイツが演じた怪女アニーと記しており、またダウンタウンの2人が若い頃アルバイト先でお世話になった実在の女性である「スナックプチのママ」がモデルであるとも言われている（後にダウンタウンの番組にも出演）。キャシィを演じる時には何かが降って下りて来て憑依しているような感覚に陥っており、自身も予測がつかない行動をとることがあった、と語っている。また、「あ、危ない、持ってかれる」と、自我がキャシィの意識に引っ張られ、松本人志としての意識が遠のいていく感覚さえ覚えたという。2010年10月にNHKで放送されたドキュメンタリー番組においても、「おれがキャシィ塚本の中に入ってんのか、キャシィ塚本がおれの中に入ってんのか、ようわからんようになる瞬間があって、だから帰ってこられなくなるねん、下手したら。あれが怖いねん」と語っている。キャシィが暴れて今田が抑え込むという流れの際も、キャシィと完全に同化して暴れている時は並の力では弾かれてしまう為、今田は全力で止めに入っていたという。篠原涼子を泣かせてしまった際は、同化が一気に解けてしまい思わず笑ってしまったと語る。
- 著書等で、「TVドラマ等では演出上の表現としていくら食品を粗末に扱っても誰も苦情を言わないのに、コント等お笑いでは少しでも粗末に扱うと苦情が殺到するというのは、明らかに表現に対する差別でありでおかしい」と主張しており、このコントでは「食べ物は食べるだけしか使い道がないわけではないことを表現したかったコント」として、食材を投げつけるなど半ば意図的に料理を粗末に扱う表現を多用した。結局、松本の意見を理解しない視聴者から（案の定とは言え）「食べ物を粗末に扱わないで欲しい」との苦情が殺到していた。
- 松本のラジオ番組で、作家で旧友の高須光聖からの「ごっつのコントで一番完成度が高いと思うものを敢えて挙げるとすれば?」との問いに対し、「基本全部面白いが」と前置きした上で本作を挙げている。連作コントは練り上げる作業も含まれるため、前半はまだキャラがつかめていなかったり乗りきれていなかったりという感じがすることが多いが、キャシィは一回目からずっと面白いと自賛している。

■放送リスト
キャシィ塚本シリーズにおいては、統一されたコントの題名がない。出演者は変わらないが毎回番組名が異なる料理番組という設定になっている。
またコントの題名は、実際に存在する番組をモデルしている。
| 放送日        | 番組名                       | 番組名の元ネタ               | 料理名またはテーマ                                                           | キャシィ退場時の捨て台詞                                   | 主な見どころ                                                       | 備考                                                            |
| ------------- | ---------------------------- | ---------------------------- | ---------------------------------------------------------------------------- | ---------------------------------------------------------- | ------------------------------------------------------------------ | --------------------------------------------------------------- |
| 1995年1月15日 | 夕食でグッ!                  |                              | スタンディングインフォメーション                                             | 二度と出ないわよ！                                         |                                                                    | キャシィ塚本シリーズ初回                                        |
| 1995年1月29日 | 耕司と涼子の料理ふんばるぞ!! | 郁恵のお料理がんばるゾ!      | アンニュイパパ                                                               | このブスー！                                               | キャシィ塚本の流血、及び胸部の露出                                 |                                                                 |
| 1995年2月12日 | お料理ハッとしてブー         | ハッとして!Good              | ロシアのデザート(初めはボルシチであったが諸事情により料理をすることなく終了) | 二度と出ないわよ！ ウジ虫！                                | キャシィと今田の取っ組み合い                                       |                                                                 |
| 1995年2月26日 | 耕司と涼子のお料理ヘルパー   | 快傑!ヘルパー                | 手巻き寿司                                                                   | このウスラ番組！                                           | 急にタバコを吸い始めたキャシィ塚本の手元を今田が冷静にはたき落とす |                                                                 |
| 1995年3月12日 | キッチン特ホウ王国           | 投稿!特ホウ王国              | ジャンボ餃子(ダンボ餃子)                                                     | 今度は法廷で会うわよ！                                     |                                                                    |                                                                 |
| 1995年4月9日  | 耕司と涼子のお料理道場       | お笑いマンガ道場             | オードブル                                                                   | 命を大事にしな！                                           | キャシィのアドリブと思われるギャグがスベる                         | 収録後の場面が数秒流れる                                        |
| 1995年4月30日 | 渋谷系裏料理                 | 今田耕司のシブヤ系うらりんご | いごっそう                                                                   | 今度ここに帰ってくるまで、死ぬなよオーイ！                 | 今田・涼子の流血シーン                                             | 収録後の場面が数秒流れる                                        |
| 1995年5月14日 | お料理DAISUKI                | DAISUKI!                     | スタミナ料理                                                                 | 今日は、あまり動けないんだバカヤロー、二度とこないからね！ | 今田がキャシィに鰻を服の中に入れられ悶え笑う                       | 収録後の場面が数秒流れる                                        |
| 1995年5月28日 | めざまし料理                 | めざましテレビ               | フルーティー達の反逆児（味噌スイカ）                                         | 二度と来ないでね！                                         | スイカの説明をする時の喋り方がスギちゃんのキャラと酷似している     | 収録後の場面が数秒流れる                                        |
| 1995年6月11日 | 料理地獄                     | 料理天国                     | お赤飯チャーハン                                                             | お腹が痛い…                                                | キャシィにゲンコツを受けた涼子があまりの痛さで勝手に涙が出た       | 収録後の場面が数秒流れる                                        |
| 1995年7月2日  | お料理さんいらっしゃ〜い     | 新婚さんいらっしゃい!        | 鰹節の削り方、豚肉                                                           | フリーザー！                                               | 『西新宿の親父の唄』のサビを口ずさむ                               |                                                                 |
| 1995年7月16日 | 世界お料理発見               | 日立 世界・ふしぎ発見!       | ピザ                                                                         | 覚えてろよー！ おう！                                      | ラストでビンタ合戦をする                                           | 収録後の場面が数秒流れる。 この回から今田が反抗的な態度を見せる |
| 1995年8月6日  | お料理メジャーリーグ         | メジャーリーグ               | フルーティーサラダ                                                           | 無し（無言で投げキッスしながら退場）                       | ラストでビンタ合戦をする                                           |                                                                 |
| 1995年8月20日 | 痛快!お料理侍                | 痛快・三匹が斬る!＋桃太郎侍  | 冷やし中華                                                                   | 無し（幻聴を聞きながら退場）                               |                                                                    |                                                                 |
| 1995年9月10日 | 料理ョこい!                  | 3時ヨこい!                   | 焼きソバ                                                                     | 無し（幻聴を聞きながら退場）                               | 急に『もうひとつの土曜日』と『朝のシルエット』を歌い出す           |                                                                 |
| 1995年9月24日 | どちら様も笑ってお料理       | どちら様も!!笑ってヨロシク   | お弁当                                                                       | 無し（退場しない）                                         | 『片思い』と日本リロケーションのCMのマネをする                     | キャシィ塚本シリーズ最終回                                      |

### 救助訓練シリーズ
- 浜田、今田、板尾、YOU、西端、篠原がライフセーバー、陸上のトレーナーなど様々なシチュエーションで蔵野扮する人形を相手に救助訓練を敢行。とはいっても、女性陣に人形の股間を触らせたり、人工呼吸と称してキスさせたりといった単なるセクハラ紛いに終始しており、次第には番組スタッフまでが駆り出されていった。なお仕切り役はコントごとに交代している。

### 京極家の女達
- 旅の途中でやさしい侍・みだりぼくぜん（浜田。名前の元ネタは左卜全と丹下左膳か）に助けてもらった京極家の妻・おしず（松本）と三人の娘・長女おいち（今田）・次女おまつ（蔵野）。・三女おたか（板尾）。だがその侍が亡き夫・むねはるの仇である事を知り、おしずは「ニャー!」と奇声をあげる。そして四人が短刀を取り出して「父の仇!」とぼくぜんに向かっていくが、服を斬られ、たるんだ乳をあらわにしていく。その際、映像がスローモーションになってバックに中島みゆきの「この空を飛べたら」やさだまさしの「防人の詩」、森昌子の「越冬つばめ」などやるせないBGMが流れ、それを背景に悶えながら乳を揺らし続ける。乳の素材は蕎麦殻で、これが一番よく弾んだ事から松本に採用された。ぼくぜんの髪型は初回のみ月代の武家髷で、二回目以降は総髪になる。

### 近畿防衛軍
- 近畿地方限定の防衛軍。怪獣などと戦っているようだが至ってのんきで、必死でやっているのはスーパーロボットであるファイトマン（松本）だけ。なのに、臭い怪獣の死骸を持ってきたと言っては隊員に嫌がられ、姫路であった戦いのときに新幹線を止めたと言っては岡山での知人の力士の結婚式帰りの浜田大佐（浜田）にどやされる。大和高田市に怪獣出現の情報を受け、いやいやながら出動するファイトマン。隊員でファイトマンのメンテナンス担当のおばあちゃん（板尾）だけはファイトマンの味方で、現場に行こうともしない隊員に「あんたらも、行ったりや」と諭す。最後に「つづく」と出たが、続きは放送されず結果的には単発コントになってしまった。

### きんきゅう対策本部
- YOU扮する白髪の男性博士の元へ板尾扮する軍曹が「ゴジラが上陸しました」とやってきた。それに対し博士は・・・

## く行

### 九龍城的虎
- 香港映画のパロディ。老人（蔵野）と娘のシャオリン（篠原）の経営している料理店に、カタコトの日本語をしゃべる悪人（今田）と先生（浜田）が現れ「娘をよこせ」と迫る。そこにシャオリンの婚約者である、タンロン（松本、名前の元ネタはタン・ロン）が現れ先生と対決するが、2人とも同じ攻撃ばかり繰り出す為全く決着がつかない。最後にはカメラがセットから離れ、暗転して終了した。
- タンロンと先生の戦闘時のBGMは『燃えよドラゴン』のテーマが使用されている。
- ほぼ同様の設定で、舞台を学園物にした「学ラン反抗期」と言うコントもある[5]。

### くさやダンゴ虫
- 未だに漫才ブームが続いていると思い込んでいる漫才コンビのくさやダンゴ虫(松本・浜田)。初回は彼らの風体自体がオチというコントだった。古風なアフロパーマにラメの入ったスーツを着る彼らはすでに世間からは忘れかけられた存在だが、漫才師としてのプライドは人一倍高く、その漫才美学にそぐわない今をときめく後輩コンビ、キッズ・ザ・USA(今田・板尾)に「綺麗な靴を履け」などねちねちと説教を始める。しかしキッズの二人が楽屋を出た後、キッズの私物に興味を示し、プライドをかなぐり捨ててそれらを盗もうとする。
- 「丸い物には」「角がない」「ダンゴ虫でした!!」という定番の挨拶がある。

### Good Morning!
- 新聞配達をする男(今田)は、住宅の前でリードに繋がれ犬小屋で生活する男(東野)と遭遇する。男は新聞配達員を見つけると犬が怯えて吠えるように「コラーッ」と叫び続ける。

### 蔵野孝洋のくいしん坊ぶらり旅
- 『くいしん坊万才』風のコント。蔵野が新潟県長岡市在住の農家・今田トメ吉、よね(西端)夫婦の村に伝わるという「ピリ辛料理」を紹介。その料理はキムチにタバスコ、鷹の爪、わさびをふんだんに混ぜた激辛料理だった。

### 蔵野のショートコント
- スロットマシーンのお金が出てくる所や銭湯のお湯が出てくる所が蔵野の顔、蔵野が昭和30年代の日活専属の人気映画スター("ナイスガイ"という愛称で、兄が直木賞作家。)という設定の「芸能ニュース」、女優という設定（ただし、名前は何故か蔵野孝洋のまま）でインタビューを受ける「女優」、蔵野が自分の美貌に酔ってナルシスティックな言葉を言いながら踊ったりするコント、蔵野がカウンセリングで愚痴をこぼすコント、多忙な生活を送っているという博士と言う設定の「蔵野博士の多忙な日々」など。

### 倉持健夫妻オメデタ報告
- 有名な俳優、倉持健（浜田）夫妻に子供が生まれ、病院の玄関先でオメデタ報告をマスコミの前で行う事になったが、元女優だったという妻（松本）は何故か白菜やフランス人形などを赤ん坊のように抱き抱えて披露し、その度に夫にドつかれて何度も病院の中を出入りする。やっとの事で本物の赤ん坊を抱き抱えて来て、いざ次に子供の名前のお披露目の時でさえも「名代　どぜう汁」や「石井館長」と書かれた紙を出し、妻の挙動不審な行動で夫やマスコミの記者達を更に困惑させる。

## け行

### 下克上やねん (2001年復活特番にて放送)
- 暴力団蔵野組にて、組員の今田と藤井は兄貴分の浜田を差し置いて幹部に抜擢される。今や部下となった浜田に対し積年の恨みをぶつける今田だったが、やがて浜田の逆襲が開始し…。

### 月光猿軍団
- 『日光猿軍団』のパロディー。父親の跡を継いだアホボンの猿回し（今田）と、先代から飼われる二匹のベテラン猿「末吉（浜田）」「エテ松（松本）」が楽屋で繰り広げる悶着を描く。今田は首紐を強く引きすぎるなど先代より腕が劣るため、猿たちに完全になめられており、ことあるごとに制裁を受ける。芝居での不手際は無論、「口が開いている」「質問にボケなかった」などの理由でもビンタが飛ぶ有り様である。猿は日本語ペラペラで、楽屋では普通のベテラン芸人のように振舞うが、今田以外の人間の前では普通の猿のように演じる。ただし稀に今田以外の人間にも日本語を使うことがあり、失礼な質問をする女性レポーター（YOU）や醜い女性ファン（蔵野）に「おいコラ、ブサイク」等と暴言を吐いたことがある。また今田も完全にやられっ放しではなく、しばしば末吉の暴行にキレて掴みかかるほか、エテ松の横暴（先代の写真入れを投げ捨てる）に激怒して説教を始めたこともあった(しかし、結局二匹の返り討ちにあってしまう)。
- なお猿たちは物欲も人間並みで、ソニーのウォークマンのCMに出演した際はギャラに執着を見せており、末吉は「俺、あのカネでマサラッティ買おーと思ってたのによ」などとキレていた（マセラッティはその回に放送された企画で、今田ドッキリで架空のCMが舞い込むというもので、大金が手に入ると思い込んだ今田はそのお金を元に浜田のルートに赤いマセラッティの新車を頼んでいた）。猿回しよりもサルの方が幅を利かせるという逆転性を狙ったコントだが、松本によると、浜田のストレス解消のためのコントだったらしい。

### 決勝戦
- 「オールニッポン柔道選手権大会」と言う架空の柔道大会の決勝戦が舞台のコント。最初に主審である浜田が登場、続いて赤側である岩手県代表の島森選手（今田）と白側である徳島県代表の田岡選手（東野）も登場して試合が始まるが、何故か島森・田岡の2人とも柔道着の下に女性用下着を着用していたり、最後は田岡の履いていたパンティーを取って島森が一本勝ちするなど滅茶苦茶な展開であった。

### 元気を出して
- 当時OAされていたエステのCMのパロディ。「絶対キレイになってやる。」と決意した涼子が顔を洗うと、蔵野になってしまう。

### 剣の道
- 浜田が主催する剣道の道場の門下生である松本が、滅茶苦茶な剣道の技を披露するコント。

■披露された技
面、胴、床（床を叩く）、天（天井を竹刀で指す）、暖（ストーブを叩く）、線（加湿器のコードを叩く、）車（ミニカーを叩く）、孫（師匠の孫（今田）を叩く）、外（窓の外を突く）、内（道場の壁を叩く）、暗（真っ暗な部屋の中に入って）、明（真っ暗な部屋の中から外に出て）、蝋（蝋燭を竹刀で指す）、春（「春日大明神」と書かれた掛け軸の「春」の部分を竹刀で指す）、考（頭を指差して考えながら）、甘（師匠の孫が舐めていたキャンディーを叩く）、米?・英?・伊?・仏?・何?（外国人門下生（板尾）に質問する）、豪（松本の質問に豪と答えた外国人門下生を叩く）

## こ行

### 甲子園
- 甲子園で勝利した馬鹿田高校野球部（岡山代表らしい）の鼻が垂れつつ社会の窓が開いていたり、ヘラヘラ笑っていたりする者がいるなどイカレた風貌の野球部員（浜田、松本、今田、蔵野、東野）が、試合終了後にイカレた校歌を歌うコント。校歌はメロディーこそ良くある校歌風だが、歌詞は意味不明でさらになぜか「語り」も入っている（それも高齢のソープ嬢が若い男に向かって言うようなセリフ「やっぱりおばちゃんなんかより 兄ちゃんら若い子の方がええんか」）など、極めて異様なものになっている。「作詞・梅田ひでよし、作曲・田中小助」となっているが、実際には松本が作詞を担当し、作曲は本番組の音楽担当である増田俊郎が担当している[6]。

### コーちゃんハイ!
- 赤ん坊のコーちゃん(今田)を、家族(板尾、蔵野、YOU、西端、篠原)があやしていくが、コーちゃんは食べたものを父親の顔に吹っかける、母親に抱きつこうとするなどの行為に及び、父親にスリッパで頭を叩かれる。

### こうま (1995年6月18日放送)
- お腹の一部が腐食してあばら骨が露出した仔馬（松本）が、キャッチボールをして遊んでいた少年2人（板尾、浜田）に絡んで説教をするが、最後は2人にひきずられて川に捨てられに行くというコント。仔馬はホームレスの暗喩。

### こづれ狼 (1995年8月6日放送)
- 『子連れ狼』のパロディ。リハーサルで簡単な殺陣（板尾・蔵野（稀に篠原が加わる）→2001年の復活スペシャルでは千原兄弟扮する侍が襲ってくる）やセリフ合わせを済ませた後、本番に入るが、「大五郎!」と呼びかけるはずの拝一刀役の大物俳優の先生（東野）が意味不明な言葉を発し、続いて「ちゃーん!」という決めゼリフを言うはずである大五郎役の西川君（松本）も意味不明な言葉で応える。撮影が中断して台本確認が行われるが、なぜか毎回先生が「この子は出来る子や!」「チャンバラはファミリーや!」などと西川君をかばって監督（今田）を怒らせる。監督の注意に対して西川君は暴言を吐いたり（西川君の暴言は常にマイクが拾うか拾わないか程度の声量で発せられる）、麻雀の勉強をしていたり、メールで監督に「死ね」と送信したり、飲酒をしていたり（乳母車の中から「ワンカップ」のコップが出てきた）、隠し持っていた凶器（ハサミ、注射器、カイザーナックル）で殴ったりし、態度は極めて不謙遜かつ暴力的。このやり取りが数回繰り返され、最後は監督が怒って撤収するのがオチである。撮影スタート直前に助監督（YOU）が乳母車を戻す際は西川君から睨まれ、その後先生が「あの日二人が愛し合った写真、送っといたで。投稿写真にな」などセクハラやプライベートの暴露をするのも毎度のお約束。
- YOUはノーリアクションだが、先生のささやきの内容によると、二人の仲は回を増すごとに相当進展していたようである。2001年の復活版でもやる事は変わらず、YOUは「あの人変わってないです」、監督は「最低やな、先生ホンマはたてへんのやで」と呆れ返っていた。無表情でなければならない松本も、このシーンは後ろを向いて笑いを堪えていた。
- 通常放送でのこのコントの最終回（出オチパターンで「ちゃんが矢沢永吉」「大五郎が2人」）の一つ前の回で、先生がけっこう仮面の格好で登場。セリフは初めてちゃんと言ったが、出番前の先生の格好を見たYOUが半笑いになり、板尾と蔵野に対して股間を顔に押し付ける攻撃にスタッフは爆笑、松本も笑いを堪え切れず、監督が「変態や」「そんなモン映したらアカンで!」「（股間を）上手い事マントで隠しなはんな!!」、板尾が「お前（股間を）付けんなや」と憤慨した。そこから「東野は嫁の前でもけっこう仮面の格好ができるのか?」というドッキリ企画が生まれた。
- 斬られ役の二人にはジョージ（板尾）とヒロさん（蔵野）という名前がある。

■意味不明なやりとりの例
- 先生「大五郎!」西川君「ちゃ〜ん!（乳母車を降りて先生の方へ駆け寄る）」先生「でゃ〜っ!（駆け寄ってきた西川君を斬りつける）」、西川君「（「うぎゃぁああ!」と叫びながら） 身内に斬られるとは〜!」（監督が撤収した後、先生が笑いながら「（このやり取りは）アドリブや、アドリブ」と言っていた）
- 先生「パッチン」西川君「パッチン」（この時はセリフを言っておらず、2人で指パッチンをしていた）
- 先生「ごろう～」西川君「うらりんギャル」
- 先生「鳥山明先生の作品が読めるのは!」西川君「ジャンプだけ〜!!」
- 先生「ヴィヴィアンスゥ〜」西川君「NAP!」
- 先生「セシール」西川君「イオンソソナモンセソナモン」
- 先生「いい朝」西川君「8時!」（先生曰く「土曜の名物番組や!」「美味しい朝ごはん出すぞ!」）
- 先生「なんで出たんや」西川君「トシちゃん」（このネタが放送された当時、田原俊彦が「笑っていいとも!」のレギュラーになったことが話題になっていた）
- 先生「いいとも一回3万円」西川君「いや、そんなもんやで、ひがしのり」先生「そうなんすかね」西川君「俺も最初そんなもんやったもん」（上記の田原俊彦と同時期に「笑っていいとも!」のレギュラーになった東野のネタ）
- 先生「なんやったんや」西川君「パテオ」（菊池桃子主演のフジテレビ系スペシャルドラマ。後に映画も公開されたが、大して盛り上がらなかった）
- 先生「大五郎!誕生日おめでと〜う」西川君「うれし〜」（この回で、西川君は19歳である事が判明した）
- 先生「大五郎!」西川君「ちゃ〜ん!誕生日おめでと〜う」
- 先生「けんいちろう〜」西川君「あーがーそがっ、あーしてまっ、おまぇさ」
- 先生「じゅんぺい〜」西川君「なば、あー、なーは」
- 先生「だいごろうカレーをたべて」西川君「ちゃんTシャツをもらおう」
- 先生「えっ!?」西川君「その時、特派員が見たものは!?」（投稿!特ホウ王国のやりとりより）
- 先生「台所の!」西川君「茶わ〜ん」
- 先生「キダ・タローの」西川君「あほー」
- 先生「えっ!?シュワちゃんが妊娠?」西川君「といってもそれは映画のお話」（映画「ジュニア」のキャッチコピー）
- 先生「段田男〜」西川君「結局ああいうことやろ、なっ深夜って言うたらまたイヤな顔しよるしなぁ、逆に、逆に俺が先言ったほうがよかったんやなてどうも先、ほらあっち言っといてくれたよかったなぁ〜、ま、な、でもまぁ水曜日の夜でええかな」（段田男のモノマネ）
- 先生「なんやったんや〜」西川君「サルティンバンコ」
- 先生「（外国人風に）ハーイ、ダイゴロサーン」西川君「（同じく）ナンデスカ、パパサン」
- 先生「こちら大五郎放送局」西川君「はい、お葉書頂いております。まずはですねーえーと、おー京都市のですねー、えー方ですけれどもねーえー、おさるキャッキャッキャッさんね。えー、何枚も何枚もお葉書頂いておりますけどね。えー、有り難うございます。ステッカー（と、ここまで言った瞬間に、監督に「何がおさるキャッキャッキャッさんや！」と怒鳴りながらメガホンでどつかれる）」（また、西川君がこの時手にしていたハガキは何も書かれていない無地のものである）
- 先生「ショートゴロ〜」西川君「ホーホケキョ」
- 先生「大五郎おおう、うわう〜」西川君「（東野のセリフの途中で）ぬわ〜んじゃ、んな〜んじゅう、ああ」（2001年の復活版より。先生曰く「ワシが噛みそうになったんをフォローしてくれたワケや!」）
- 先生「ジャイアントだいごろう〜」西川君「（声をこもらせ）ちゃ〜ん」（2001年の復活版より。激怒する監督に対し、先生曰く「振り返ったらジャイアントに見えたんやないか!!」「子役も成長が早いのう」。）
- 先生「どうやらこのコントは」西川君「8時またぎ〜」（2001年の復活版より）

### 小宮さん
- 『ニュースステーション』のパロディー。キャスターの久米さん(松本)が、ニュースの詳細を小宮さん(西端)に振ろうとするが、小宮さんは無言のあとに突然「あなたがニュースを読んだらいい。」と逆ギレ。コメンテーター(蔵野)の「そうですね。」の一言でコマーシャルに入るという流れ。

### 今週の仮装大将
- 『欽ちゃんの全日本仮装大賞』のパロディ。浜田扮する欽ちゃん進行のもと、番組の出演者はスタッフが仮装芸を披露する。

■披露された仮装芸（かっこ内の日にちは放送日）
1. エントリーNo.15「サラリーマン」（披露者:蔵野、1992年6月28日、コント題名は「よかったねぇ」）※普通にサラリーマンの格好をした蔵野が出てくるだけの仮装でも何でもないにもかかわらず、16点で合格になり、蔵野はリアクションに困っていた。
2. エントリーNo.53「桜散る」（披露者:今田、1993年10月31日、コント題名は「さあ次は」）※審査員の採点はたったの2点。
3. エントリーNo.2「初日の出」（披露者:篠原・小須田和彦、1993年11月14日）※20点満点で合格。
4. エントリーNo.6「変身」（披露者:今田、1993年12月5日）※結果は0点。今田はオチを変え続けたが、それでも反応は変わらなかった。

### こんにさわ!! 園長先生
- 普段は温厚なイグアナ幼稚園の園長先生（松本）がカツラを取られると発狂、YOU扮する先生や周囲の人々が彼の暴走の犠牲になっていくコント。園児たち（蔵野、西端、今田、篠原、板尾、浜田）にもみくちゃにされる。YOU先生と板尾先生との見合いで足を滑らせた女将（西端）やクリスマス会でサンタの扮装をした園長先生の雪を拭こうとした西端先生、居酒屋で酔ったサラリーマン（今田）等にカツラを取られ発狂し暴れまわる。あらん限りを尽くすと園長先生はカツラを拾い泣きながら去っていく。タイトル表記は「こんにさわ」となっているが、タイトルコールでは「こんにちわ」と言っている。毎回最後に「つづく」と出たが、最終回は作られずじまいだった。

## さ行

### 最終回
- 「おまえが歌うんかいシリーズ」を参照。

### サイボーグ0061
- 蔵野博士によって造られた、ロボコップもどきのサイボーグ0061(浜田)。しかし右手を柱にぶつけて「アイタァーッ!」と叫んでしまう。

### THE WEEK ENDER
- 『テレビ三面記事 ウィークエンダー』のパロディ。浜田が司会の加藤芳郎に扮し、松本・蔵野・東野が自らの体験を写真付でリポートする。

### THE CAMERAMAN
- スタジオに入る篠山紀信そっくりのカメラマン(松本)とその助手(板尾)。モデルを見て「いいなぁ」とつぶやきつつさっそく撮影に入る。シャッターを切るうち二人はハイテンションになっていき、撮影にも熱が入るようになるが、実はモデルは単なる動かないロボットというオチ。カメラマンはシャッターを切りながら「コレいいぜぇ! オイッ」「ほんっといいなぁ」などと叫び、助手はそれに対して「いいです!」と返す。似たようなロボット企画として、板尾がボクサーに、松本がトレーナーに扮し、ほとんど動かないロボットと戦う「タイトルマッチ」というコントもある。
- なお、紀信の次男篠山輝信はこのコントを本放送時に見ており、「父の仕事はこういう仕事なのか、と思った」とダウンタウンDX出演時に語っている。
- このコントとほぼ同様の設定、内容のサザンオールスターズの桑田佳祐主演の雪印スライスチーズのCMが1982年に放映されていたが、パロディだったのか偶然の一致だったのか関連性は不明。

### THE TOO MUCH PISS
- 「あのゴッドファーザーをもしのぐ超大作」という触れ込みの映画、「THE TOO MUCH PISS」の予告編という設定のコント。1932年、禁酒法時代のシカゴが舞台という、一見すると「アンタッチャブル」の様な設定だが、実際は犬達によるオシッコをする場所の縄張り争いだった（ちなみにタイトルの「THE TOO MUCH PISS」は「ションベン過多」という意味）。ナレーションは途中まで英語だったが、最後は「オシッコ出過ぎて困っちゃう」と日本語になっていた。

### THE PILOTS
- DAL所属[7] の航空機パイロットの3人（松本、今田、東野）。彼らは毎回子供っぽいことで盛り上がったりケンカしたりしてスチュワーデス（YOU）に怒られる。彼らはコクピットで誕生日パーティーを開いたり、機内アナウンスで志村けんのモノマネや禿の客を馬鹿にしたり、携帯テトリスで遊んだりと、客の命を預かるなどという職務の重さをまるで自覚していなく、ほとんど部活動のノリで仕事をしている。

### THE BIG MONEY DREAM AMERICA
- アメリカで放送されているクイズ番組のパロディ。アメリカ人に扮した司会者MR.SUNDAY（松本）と解答者のアメリカ人(今田と東野)が、終始とにかく異常なハイテンションで振る舞い、クイズそっちのけで無意味にスタジオで暴れ回るだけになってしまい、さらにはアシスタント(YOU)やCM中にスタジオに入ってきたAD(板尾)までが意味もなく暴れまわった。クイズ自体のルールやシステムも、唐突に回答者席の頭上にある風船が膨らんで破裂する、問題の書かれたボードがなぜか爆発するなど意味不明でシュール極まりないものであった。なお劇中で使われている言葉はナレーション、出演者共に英語ではなくれっきとした日本語[8]。

### 作文 (1996年2月25日放送)
- 夏休みに田舎のおばあちゃんの家に遊びに行った少年(松本)が、そこで捕まえた生物の観察日記を書いている。その生物とはなんと親指大の「ホステス」(浜田・今田・東野・蔵野・板尾)。彼の観察によると、ホステスはメスだけで子供を育て、朝はあまり動かない夜行性だが、夕方くらいになると急に綺麗になり、美しい声を出して鳴く。その際ホステスたちは髙橋真梨子の「for you…」を絶唱している。また夜中になると彼女たちはひっそりと泣く(田舎へ電話したり、田舎からの手紙を読んだりしている)。

### ○○殺人事件シリーズ
- 毎回不可解な生き物の殺人事件を捜査するコント。男性メンバー全員が刑事に扮しており、捜査の結果得られた情報をアドリブで報告して笑わせる。報告後の松本の返しの一言も見もの。もちろん笑ったりせず、あくまで真面目に演技することが前提だが、松本と浜田はメンバーのあまりに狂った発言に後ろを向いて笑いをこらえるシーンが多かった。最後に浜田が「いやぁ警部、さっぱり分かりませんなぁ」と言い、それに松本がオチの一言を返すのも特徴。因みにタイトル時に掛かるBGMはアニメ『新機動戦記ガンダムW』から。

■被害者および事件内容（かっこ内は放送日）
- 大手長コウモリ白ムササビ（1995年8月27日）…顔はムササビだが身体はコウモリのような羽根があり、羽根を広げた横幅は5m以上と異常にでかい生き物。死因は包丁による胸部への刺傷。松本のオチ一言は「いやぁもう何がなんだか、全然分からん」。
- ちっちゃいおっさん集団（1995年9月24日）…身体が異常に小さいおっさんの集団。死因は刺殺や絞殺など様々。松本のオチ一言は「分からんそんなん。そんなん分かれへんよ」。
- ほっそいヤクザ（1995年10月15日）…中年のヤクザだが、腕や脚、身体全体がとにかく細い。死因は背中からドスを突き刺され貫通。松本のオチ一言は「（浜田に）一緒に写真撮ってや」。
- いかめし駅長（1995年10月22日）…身体は普通の人間の駅員だが、首から上がイカで、頭にはいかめしが詰まっているという駅弁と人間を合体させたような生き物。死因は駅を通過する寝台特急「北斗七星」との衝突。松本のオチ一言は「燃えるゴミか燃えないゴミかも分からん」。舞台となったのは津軽線の蟹田駅であり、駅の名称板にも隣の駅を示す「中小国」「瀬辺地」の記載があり、線路上にはJR東日本の職員の制帽が落ちていたほか、放送当時は蟹田駅を2時50分頃に通過する寝台特急北斗星が実在するなど、鉄道の設定もきちんとされている。ただし、蟹田駅に駅弁はなく、モチーフとなったいかめしは北海道にある森駅の駅弁である。
- 大しゃくれ国際線美人スチュワーデス（1995年11月12日）…普通のスチュワーデスだが、顎が異常にしゃくれている。部屋には顎置き。死因は背中への刺傷。松本のオチ一言は「エアコンの27度の温度設定が本当に暖房といえるのかどうかが分からん。（少し間を置いて）あ、冷房の間違いやったわ」。
- たらばひいじじい（1995年11月26日）…身体はタラバガニだが、顔は老人。死因は中毒死。松本のオチ一言は「ルビー・モレノがなぜ日本に帰ってこないのかが分からん」。
- ひろし&ようこ（1995年12月10日）…エビフライ状にこんがり揚っている男女のカップル。周りにはレモンとキャベツの付け合せが置いてある。死因は揚げすぎ。松本のオチ一言は「CXの新社屋の球の部分が何なのかも分からん」。
- おたまじゃくし受験生（1995年12月24日）…頭の直径が約3mのおたまじゃくしで、正面中央に人間の顔がある。おたまじゃくしなのに人間のような足も生えていた。死因はロープによる絞殺。松本のオチ一言は「昔のファミリーコンピュータの2player（コントローラー）の所になぜマイクが付いていたのかが分からん」。
- ロケット双子ババア（1996年1月28日）…全長1.5m程度のロケットの中央に老婆の顔があり、ボディは金色と銀色。死因は墜落だが、目撃時刻と死亡推定時刻の差から、殺されてから飛ばされたという異論を東野が唱えた。松本のオチ一言は「掃除機のコードに付いている赤いテープの意味は分かるが、その前の黄色いテープの意味が分からん」。
- 巨大学者犬（1996年2月18日）…巨大な顔を持つ犬で、頭には学生帽を被っている。松本のオチ一言は「○○と××の関係が分からん」（放送ではピストルの効果音が被せられていた）。
- ジャイアント馬場似馬（1996年3月17日）…牧草が入ったバケツを持ち、リングシューズを履いているジャイアント馬場にそっくりな馬。死因は中毒死。松本のオチ一言は「母親がなぜ弁当に甘い豆を入れるのかが分からん」。ここでは浜田がつづいて「私も同感です」と答える。

### サニーさん
- 吉本興業の大先輩、愛称「サニー」こと桂三枝（現・6代目文枝）の「ヤングおー!おー!」時代の物まねパロディ。松本が若手時代に三枝から理不尽な怒りを受け、不服ながら謝罪に行った際、三枝に「もう、ええねや」で済まされたというエピソードがあり（詳細については後に人志松本のすべらない話で語られた）、それを再現したコント。タイトルBGMは『花の新婚!カンピューター作戦』のテーマ曲[9]。毎回サニーさんがいろんな職種の人に扮するが、服装は決まってタキシードの黒蝶ネクタイにヒダ胸シャツ。コントは浜田が客として来店[10]、店員のYOUに呼び出されてサニーさんが登場、浜田に「いらっしゃ〜い!」「窓辺のマーガレット、桂三枝でございます」「こちら久々の××という感じでございます」と言う。次に「ヤングチームへの問題」や「お手元のフリップにお書きください」の合図でクイズ!年の差なんてのシンキングBGMに乗って踊り出す。またサニーさんの持ちギャグやイスから転げ落ちるギャグ、更には「箱の中身はなんでしょね?」や「スキ間を通ってなんでしょね?」ゲームを始めるが、簡単に正解する、それ以外でも浜田の普通の言葉に理不尽にキレて部屋に閉じ篭ってしまい、YOUの「謝って下さい」の言葉に不可解さを感じながら浜田が「師匠、すいませんでした」と謝ると、サニーさんは「もう、ええねや」と機嫌を直しつつ更に「もう、ええねや」と言いながら踊った後[11]、最後は「CMの後は○○です!」とCM前のBGMに乗せてサニーさんと浜田の前にカメラが寄って来て、サニーさんが一言言ってコントが終わる。

元々は『ガキ使』の松本が桂文枝(当時は桂三枝)の前で本人のマネをするという罰ゲームから生まれたもの。

### ザ・バイオハンター
- 特撮ヒーロー番組『ザ・バイオハンター』の予告編（本編は怪人に止めを刺すシーンのみ）がメインのコント。ナレーションは極めてまともそうな特撮番組の次回予告なのだが、映像では変身前の主人公が日常的な生活をしている様子が流れる、ナレーションと映像とのギャップのコント。映像では次回予告をしているのに、ナレーションは映像と関係ない世間話という『サザエさん』の次回予告の逆パターンである。BGMには「緊急発進!! オーレンジャー」と「虹色クリスタルスカイ」（テレビ朝日系『超力戦隊オーレンジャー』のエンディングテーマと挿入歌）が使用されているが、DVDでは別のBGMが使用されている。

■登場人物
- バイオハンター（板尾）…都川博士によって作られた、世界を股に掛けてデスアース団と戦うメタリックなヒーロー。必殺技はパンチを繰り出すバイオストレート。ポコポップによく似ているが、左目がカメラセンサーになっており前方に突き出ている。変身前は黒い革ジャンを着ている普通の青年。
- 怪人（蔵野）…デスアース団が送り出した怪人。毎回バイオストレートを食らい、全身に電流を流されて苦悶の声を上げながら消滅する。

| 回数 | 次回予告                                                                         | 映像 | 備考                                                           |
| ---- | -------------------------------------------------------------------------------- | --- | -------------------------------------------------------------- |
| 1    | EPISODE2 『放射能はバラの香り…原子力怪獣アトミックローズ』                       | 喫茶店で友達の女（YOU）と待ち合わせ                                                                                    | 倒される怪獣はウルトラさんに登場した緑の怪獣                   |
| 2    | EPISODE3 『〜愛と悲しみのアレグリア〜吸血超人カスタネットバンパイア』            | 買ったばかりの布団乾燥機を動かしたり止めたりして、 布団が膨らんだりしぼんだりする様を見て満足げにニヤニヤする          |                                                                |
| 3    | EPISODE4 『〜地上4000mの決死戦〜爆弾超人ダイナマイトアンバサダー』               | 白バイ警官（東野）にスクーターを止められ、 ライト不点灯で違反切符を切られる                                            | この回以降ナレーターが変更される                               |
| 4    | EPISODE5 『〜伝説の海に沈んだ出生の秘密〜荒波超人みちのくポセイドン』            | コンタクトレンズを作りに行き、店員（東野）に コンタクトを入れられるが、なかなか合わない                                | バイオハンターの制作者の名が明かされる                         |
| 5    | EPISODE6 『〜大聖堂に響く増殖の歌〜淡水超人ドクターイタリア(後編)』              | レンタルビデオ屋に水沢早紀『狙われた女教師8』というAVを借りに行き、 上下をアニメのビデオで挟んでカウンターに持って行く | 前編はない                                                     |
| 6    | EPISODE7 『〜最後の言葉は「シル・ブ・プレ」〜敵か味方か?! バイオマドンナ初登場』 | 喫茶店前でテレビレポーター（YOU）、ディレクター（今田） カメラマン（東野）に取材を受ける                               | デスアース団の副総裁の名前が「ソムリエ伯爵」であることが分かる |

### さむらい新之助
- 夕方の土手で語り合いをする侍の新之助（浜田）とその父親（松本）。すると何故かそこに運輸会社のトラックが止まり、社員2人（今田・蔵野）が新之助達をもの珍しそうに見たので新之助は刀を抜くそぶりをして追い返す。2人が帰った後、父親は新之助に「お父さんのせいでいじめられてるのか…?」とつぶやき、この親子は現代社会にて侍の格好をしているだけだったという事が判明する。

### ザリガニ
- 父親・浜田が息子(ヒロ)や娘(涼子)と親子喧嘩していると、突然ザリガニ風の格好をしたアメリカ人ラッパー・アメリカザリガニ(今田・板尾)のコンビが現れ、浜田をラップで説得する。

### 38年たったら
- 放送当時から約38年後の2032年、ダウンタウン（本人役）は結成50年目を迎えた老人コンビになっている。勿論2014よりさらに老人になっていて、浜田は腹が異様に出ており、松本は腰が曲がり、目つきが悪くなっている。芸風は松本が浜田の耳を通して喋り浜田がそれに対して突っ込む。というボケが見えない漫才に変化している。挙句の果てには松本が失禁してしまう。
- これと似た漫才をビーグル38の能勢浩と加藤統士が演じている。

### 産卵 (産ませてよ)
- 1994年12月18日初放送。全7回。半魚人の女（松本）がネトネトの粘液に包まれた卵を産みながら（YOUは粘液を顔にぶっかけられることが多い）、無関係のカップル（東野・YOU）に「産ませてよ」と迫る。半魚人は、同棲先のアパートに出現したのを皮切りに、ラブホテルや旅行、結婚式などカップルの行く先々に出没し、訳の分からないことを言って二人を困惑させる。
- 2001年放送の復活特番での「ゴレンジャイ」でも松本が扮しており、ドクロ仮面（浜田）に腹を殴られ「腹はやめてあげてください」と仲間にフォローされていた。
- 半魚人は「サリナ」「みゆう」「ゆうこちゃん」と偽名を名乗ったり、「十字架をかざすのだけはやめてよ」「タコ踊りを見たらシャレコウベになってしまう」と嘘の弱点を言って、カップルを困惑させた。

■半魚人のセリフ「〜てよ。」の例
- あの時の秋のように産ませてよ。
- 抱かせてよ。
- 泣かせてよ。
- あん時のように許してよ。
- 死なせてよ。
- ボクも一人だよと騙してよ。
- 名付けてよ。
- 3年前のように寝かせてよ。
- あの街路樹の…と…通りで二人で抱き合った様に（ここで東野に「何を言うとんねん、お前は!!」と叩かれる）…探してよ。
- コンドルに乗せてよ。
- 認知してよ。
- この子の叫びを聞いてよ。
- ケンちゃんのことを認知してよ。
- 冷たくあしらわんといてよ。
- 種明かしせんといてよ。
- 聞いてない事にしてよ。
- 養育費おごってよ。
- ハンコついてよ。
- 十字架をかざすのだけはやめてよ。
- 焼き回してよー。

## し行

### 仕事人
- 1993年6月13日初放送。全6回。『必殺仕事人』のパロディで、松本が三味線屋の勇次、今田が飾り職人の秀、板尾が西順之助のポジションを演じている。悪代官の浜田をこらしめにやってくる仕事人だが、部屋を間違ったり、代官のツボを割って怒られた末におかん（西端）を電話で呼ばれたり、桃太郎侍 (蔵野) の登場に喜んだりと、全く仕事人らしくない。桃太郎侍は彼らの相手に追われている最中に悪代官に斬られたが、その苦悶の表情を彼らとツーショットで写真に撮られたりしていた。

### 思春期
- 1995年12月17日初放送。全3回。思春期の少年（浜田）が部屋で溶接もののビデオや雑誌を集めており、自らもマスクをかぶって溶接をしている。それを見た母親（YOU）がショックを受けて取り乱すが、その後父親（松本）が浜田と男同士の語り合いをするというコント。同タイトルのシリーズとして、スケバン風の彼女（今田）と一緒に楽しみ、それを妹のエリ（蔵野）に教えてしまうというパターンで餃子編、マジック編も作られた。溶接の頃は非常にさわやかな性教育ドラマ風だったが、回を重ねるごとに息子はグレ、ドロドロしたドラマになっていった。

### 実業団選手権大会
- 1994年11月20日放送。よくわからない架空の競技の試合をよくわからないルールで行う、番組中1、2を争うシュールなコント。赤・すその建材の選手（今田）対白・鳥谷フーズの選手（東野）の対戦。審判役は松本。見た目は一対一で行うカバディのような感じだが、どんどん奇妙なルールが適用され試合が展開されていく。

### 知っとるつもり?!
- 『知ってるつもり?!』のパロディ。本家は既に亡くなった人物の人生を掘り下げて紹介していくが、このコントでは逆に生後2か月の新生児の人生について、関口宏(浜田)、高木希世子(松本)、ゲストコメンテーターの小林完吾、アントン・ウィッキー、高見恭子が語っていこうとするが、何も伝記的なエピソードが存在しないので、ゲスト3人はコメントに困惑する。そして何も語ることがないのであっという間に本家通りに関口が締めて終わってしまう。

### 実録 大阪紅夜叉VS関西孔雀姫
- 1993年11月7日初放送。全6回。浜田美奈代を総長とした大阪紅夜叉 (今田、蔵野、YOU) と、松本さやかを総長とした関西孔雀姫 (板尾、西端、篠原) の二大レディース暴走族が縄張り争いを展開するが、その内容は頭突きボウリングやパイ投げなどのゲーム対決に終始していた。団体によるゲーム対戦は後に「THE TEAM FIGHT」のコーナーに踏襲されることになる。こちらも毎回最後に「つづく」と出たが、最終回は作られずじまいだった。

### 社長
- 1994年7月31日放送。魔法瓶メーカーの社長（松本）が部下達（浜田、今田、蔵野、YOU）から新製品として開発された「押すだけポット・出すだけ君」を紹介される。しかし、社長は「痛いの?」と訳のわからない質問をして部下達を困惑させる。そこで今田が押す部分を社長に押させる、蔵野がポットの蓋で松本の指を挟む、YOUが社長の頭にポットの蓋をぶつける等色々と行動するも社長は納得せず、発売は取り止めになろうとする。だが、諦めきれない浜田が社長の後頭部にポットをぶつけると社長は突如「いける!」と発売にゴーサインを出すのであった。

### JAPAN CUP VOLLEYBALL (1996年11月24日放送)
- 1996年11月24日放送。バレーボールの試合でコーチ(浜田)が試合を止め、選手5人(松本・今田・板尾・蔵野・東野)に「もっとシャープに」などとアドバイスをするが、選手たちはそのアドバイスに対し「シャープといったらやっぱ電化製品よね」「電化製品と言えば色んなものが売ってるわよね」と次々に五段オチの漫談を披露していく。しかし毎回オチはグダグダで終わった。

### 授業
- 1997年6月22日放送。ある学校での授業中、杉本くん（松本）がふと外へ目をやると何故か校庭に天狗、ヤクザ、象、サラリーマンが次々と現れ、謎の行動を繰り広げる。教師役は板尾が演じており、校庭で天狗らが謎の行動を繰り広げている間もしっかりと授業に専念している。

### じょー
- 未放送コント。缶コーヒー「J.O.」のコマーシャルのパロディ。江口洋介に扮した浜田が缶を飛ばしてキャッチするコマーシャルの1シーンを再現。このコントが収録されたビデオ「コント傑作集」にはNGテイクも収録されている。

### 女王様
- 1997年5月11日放送。とあるSMクラブで女王様の面接が行われる。しかしそこに現れたのはどうみてもオバハンのほんじょうしずえ（松本）。しずえはオイルショックの頃から六本木の「ムチムチ亭」「三角君」なるSMクラブで働いていたと自称する。彼女の発言を疑う店員達（今田・板尾）は彼女の実際のプレーをテストしてみるが、しずえの攻めは「何やってるんだお前! おっかさんが来ないうちにコレを食べな…」、「女王様とお呼び! ああ! もういい! 呼ぶな!」などユルユルなものばかり。業を煮やした店員はしずえに「明日ご連絡しますから今日の所は…」と引き取ってもらおうとするが、しずえは異常な力でドアにしがみついてなかなか帰ろうとせず「じゃあ明後日からですね!」「がんばります!」など強引に採用してもらおうとする。

### 傷心
- 「ごっつ」ではこの題名のコントが二本存在する。一本目は失恋した今田が大きな石を海に向かって投げたら、魚(浜田)に当たってしまい、他の魚たち(板尾、ヒロ)と共に「どないしてくれるんや?」と因縁つけられてしまうという内容。二本目は、電車内で傷心にふけっている女性が駅員(声・板尾)から乗車券の拝見を言われた際に振り向いたら蔵野だったというオチ。ちなみにこれと同類の内容のコント(「美女と野獣」「いつも2人で」など)がある。

### しょうた!
- 1995年9月24日初放送。全3回。少年しょうた（松本）の通夜や火葬、四十九日の最中にしょうたの幽霊が現れ悪戯をするコント。なぜかしょうたの父（浜田）の部下である板尾にだけしょうたが見える。しょうたは板尾に「あそぼ!」と声をかけるが、板尾は必死にいさめようとする。しかしいたずらっ子のしょうたはいろいろと余計な事をしてしまい、板尾がそれに振り回され厳粛な空間で暴れるハメになってしまう。和尚（東野）がそれに怒って帰ってしまうというもの。
- ちなみに、このコントが初放送された回を最後に涼子はコントに一切出演しなくなり、1997年4月まで「THE TEAM FIGHT」のみの出演となった。

■しょうたのいたずらと、板尾によるカモフラージュ例
1. 通夜 (1995年9月24日放送)
  - 和尚を水鉄砲で撃つ→和尚に唾を吐きかける
  - 和尚を銀玉鉄砲で撃つ→和尚にゴンパチ（関西弁でデコピンの意）する
  - 和尚に「ハゲ」と叫ぶ→和尚に「ハゲ! ハゲとるぞお前!」と怒鳴りつける
  - 和尚に「なまくら坊主」と叫び、再び水鉄砲で撃つ→和尚に再び唾を吐きかける
2. 火葬 (1995年10月15日放送)
  - 「いーち」と数えながら紙風船をトスする→「にー、さーん」と続いて紙風船を叩き上げる
  - マジックハンドで和尚の首をつかむ→和尚の首を絞めた上に次々とプロレス技をかける（フェイスクラッシャー、弓矢固め、片エビ固め）
  - 板尾の謝罪中に「どっこい腹（ボディ）がガラ空きじゃい」と叫ぶ→復唱して態度を変え、和尚にボディブローを叩き込む
  - 和尚の頭にラバーカップを吸い付ける→「お前が好きやねん!」と言い、和尚の頭にキスで吸い付く。「何じゃお前は!」と怒られ、逆ギレして「ホモじゃ!!」と叫ぶ
3. 四十九日 (1995年10月22日放送)
  - ハンディカラオケでm.c.A・Tの音楽を流す→それを取り上げ、「ファンキーガッツマン♪」（同歌詞）と歌い出す。和尚からビンタされ「ファンキーガッツマンって言えや！時代に乗り遅れんぞコラ」と逆ギレする
  - 爆竹をパンパンと鳴らす→母親（YOU）に「お前ナンボや!パンパン!」と絡む
  - 墓石を倒す→「ナンセンスなんじゃ〜!」と暴れ、墓地を破壊する

### シンガー板尾
- 「ごっつええベストテン」や「ごっつええスタジオ」といった音楽番組や世界歌謡祭などで、司会の浜田の突然のフリ（「それでは歌っていただきましょう、板尾創路で『○○』」と、アドリブでタイトルを言う）に合わせ、板尾がアドリブで熱唱する。毎回歌う前に歌に込められた高尚なメッセージが板尾によって披露され（事故で死んだ友達を想って、など）、それが余計におかしみを増幅させていた。司会の浜田は「どうだ創路、トップテン入り、うれしいんじゃねえのか?」「創路、来たな、とうとうおめえの時代がよ!」「創路、おめえ最近売れて天狗になってんじゃねえのか!」など、妙に馴れ馴れしい。(板尾の歌が第9位に落ちた回では、終始板尾に対して辛疎な態度を取っていた。)毎回板尾の前にはアイドルのこうじ（今田）が歌っており、歌の後は司会の浜田や白柳さん(西端)のフリによって余興を披露した（梅干一気喰い、酢の一気飲み、頭で瓦割りなど）。
- 板尾の番組復帰第一発目となったのもこのコントであり、この時はすでに卒業していた西端のポジションをYOUが、こうじのポジションを東野が受け持った。またこうじは歌手を引退しており、「あの人は今」的なコーナーの出演という設定で顔を出していた。
- 2001年のものごっつええ感じスペシャルではこのコントに乗じてドッキリを行い、ココリコや雨上がり決死隊など他の出演者に強引に即興で歌を歌わせた。遠藤は長渕風の格好で訳の分からない歌を歌い、爆笑を取る事に成功したが、宮迫と千原ジュニアのスベリ方は尋常ではなかった（千原ジュニアの歌は本人の強い希望によりオンエアされなかった）。このときに出演したアイドルこうじは頭頂部が薄くなっていた。

■披露した歌の例
- 「未亡人のブルース」（「1994年度世界歌謡祭」グランプリ受賞曲）。
- 「ぞうり」（「24時間テレビ世界の子供に愛の手を」テーマソング）。
- 「海開き」（交通事故で亡くなったかつてのバンド仲間に捧げる曲）。
- 「半殺し」（自然愛をテーマにした曲）。
- 「テント」（12万円を盗んだかつてのバイト仲間に捧げる歌。この曲の発表後に休業宣言。）。
- 「年下の女の子」（板尾の復帰第一弾として披露した曲）。

### 人事部長 OVER THE GALAXY
- 板尾係長と同様、一言ネタコント。CGによる巨大な宇宙船内のモニターに映った人事部長が一言言って宇宙船が去って行くという流れ。なお、始まる際に人事部長の現在に至るまでの歴史が、スター・ウォーズのオープニングを捩った形で紹介されたが、あまりにも長いので途中から割愛された。

### 浸水家族
- 1997年3月2日放送。一度限りの大掛かりなミドルコント。浜田とYOUが婚約していて、YOUの実家の両親（松本、今田）に挨拶に行くというなんでもないホームドラマだが、そのセット全てが床上数十センチまで緑色の液体で満たされているというもの。なお、このコントの撮影のために仮設のプールをスタジオに作り、演者が風邪を引かないように25トンもの水を一晩かけて温めるという作業が行われている。

### シンデレラ
- 「ごっつ」ではこの題名のコントが二本作られており、一本目は花子がシンデレラ役にもかかわらず、王子様から無視されるという内容。そして二本目は、女性レギュラー3人へのドッキリを兼ねた内容だった。
- 2本目のドッキリ企画は1994年5月1日に放送された。お姉さんたち (YOU・弥生・涼子)に虐げられていたシンデレラ (浜田)が突如素に戻ってブチ切れ、収録を中断させた挙句「お前ら帰れ!」などと怒鳴り、3人を退室させようとする。その後ネタバラシで今田が登場したが、3人は本当に委縮しており状況が読み込めず、ドッキリだと分かった瞬間に号泣してしまった。YOUは泣き笑いで「(他番組のドッキリ企画での)梅宮さんの倍怖いわ!」と浜田を叩いた。なお、このドッキリの後、弥生は涙が止まらず病院へ行った結果妊娠が発覚。そして同年5月29日の放送をもって番組を降板した。

## す行

### スキマ男
- 1996年2月18日放送。後記の「とみよしさん」の前身であるコント。不審者（松本）が空き巣狙いに家と家の隙間に入り込んで出られなくなり、そのまま就寝。朝、大橋さん夫婦(今田、YOU)に発見される。隣人の栗本さん（東野）や警察官（板尾）が出てきて「何しとんねん」と聞かれてもひたすら「挟まっとんねん」と連呼し、「足が腐っている」「子供が受験戦争に巻き込まれている」と言って周囲を困惑させる。コント終盤、オチがつけられなくなった松本が「これどうやって終わんねん」と漏らしてしまう。しまいには東野に「来週これやるか?」と役を押し付けようとしていた。これは前二週で放送されたウンババのコント「学校の怖い話」の流れを踏襲したもの。

### STYLIST
- 1993年12月5日初登場。全4回。タレントの浜田が楽屋でマネージャーのヒロシ（今田）と打ち合わせを行っている。そこへ売れっ子スタイリストのみーちゃん（松本）が遅刻してくる。みーちゃんは浜田に対して終始ビクビクしており、遅刻した理由を問い詰める浜田に対して「雨が降ってきたから」「道が混んでいたから」と回答をし、浜田に「30分前に来い」と怒られる。また用意してきた衣装（浜田も着るまでは無抵抗である）に関してもとんでもないセンスのものばかり（パーデンネンの被り物、B&Bが漫才する時に着ていたTシャツ、全く水気を切っていないジャケット、本物の赤ちゃん等）で、さらに浜田を怒らせる。最終的には時間がなくなり、おかしな格好のまま本番へ突入というオチになる。
- ちなみに、1995年大晦日の『第46回NHK紅白歌合戦』で浜田が「WOW WAR TONIGHT 〜時には起こせよムーヴメント」を歌った際には、GEISHA GIRLSメイクで乱入した松本にGEISHA GIRLSの衣装を着用させられるが、時間が足りず中途半端となった。

### ストーカー
- 1996年11月10日放送。タレント・浜田が自室でストーカーの女（東野）に殺されてしまう。そのまま息絶えた部屋の中で留守電が鳴り、相方の松本から8件ものメッセージが流される。「最近、いいお父さんの顔になってきましたね」、「こないだ原宿を歩いてましたら、君の好きそうな古着屋を見つけました。後で地図を送っときます」といった相方想いのメッセージが続き[12]、結局原因かつ浜田の一番のストーカーは松本であったというオチ。死んでるはずの浜田はそのメッセージに思わず笑う。首の向きをカメラに映らない方に移したりしたが、笑いを堪えきれず大きく腹を動かしていた。

### ストリッパー物語
- 1994年7月3日初放送。全5回。ブサイクなオバハンストリッパー・キャンディ (蔵野) と、そのキャンディに熱をあげる純朴少年・たもつ (松本) の美しくも切ない愛の物語。若手ストリッパー達のニキータ (YOU) とリリー (篠原) にバカにされ、弱音を吐くキャンディを励ますたもつにキャンディは「お・ど・ろ…」と不気味な顔でささやき、蔵野が歌うドスの聞いた『キャンディ・キャンディ』のBGMをバックにチークダンスを踊り始める。しかしそこに片山津ミュージックホールの責任者 (浜田) が現れ、キャンディにえげつない暴力を振るう。たもつには虐げられるキャンディがたまらなく美しく見えるらしく、毎回「キャンディさんきれいッス!」と絶叫。
- キャンディは公称24歳という事になっているが、実はオール巨人と同い年。本人は(9代目)出羽海理事長と同い年とも言っている。
- 純朴なたもつはセリフの語尾が「〜っす!」だが、レモンスカッシュを注文する際、「レモンスカッシュっす」と言うであろうところが「レモンスカッス」となった。
- たもつは父親が事業の失敗により北海道の留萌市に引っ越すことになり、キャンディに別れを告げたところでこのコントは完結した。
- オープニング曲は高樹澪「ダンスはうまく踊れない」のイントロである。

### ずるい男
- 1996年4月14日放送。ある家族（夫:板尾、妻:YOU、息子:蔵野）の朝食時、夫と妻はささいな事から夫婦喧嘩となる。すると突然夫は妻と息子の目の前で姿を消してしまう。妻が夫を探しに出かけると、夫は何食わぬ顔で息子の前に再び姿を現したのであった。

## せ行

### 正義の見方
- 『ものごっつ』で放送されたコント。巨大な怪獣が大暴れする現場に出くわした浜田。そこに正義の味方（松本）が現れるが、そのサイズはビルほど大きいものの怪獣より小さなものだった。浜田は思わず「小っさ…」と呟く。その後、浜田が帰宅すると変身を解いた後でも巨大なままの松本が家で待っていたというコント。「僕どうかな? 小さいかなぁ!?」、「僕の名前わかる？（浜田が「何とかマンですか?」と訊くと）ウルトラマン的なヒーローじゃない! 仮面ライダーZっていうねん。だから変身後でもスケール変わらへんねん!」、「怪人相手には無敵やねん! でもなまじタッパがあるから怪獣を当てられる!」などとイチャモンを付け、浜田から小銭を巻きあげた揚句、家の壁を壊して去ってしまう。それを見た浜田は「人間として小さいな…」と呟く。このコントは遠近法を使って、松本を巨大に見せて撮影されている。

### 世紀の対決
- 板尾の司会進行のもと、「ハブ(浜田)VSマングース(松本)」の対決が行われる…と思いきや実は「受験シーズン」を題材に漫才をするお笑いコンビであった。

### 世紀末戦隊ゴレンジャイ
- タイトル通り『秘密戦隊ゴレンジャー』のパロディ。自宅にいる女性・YOU子（YOU）が怪人・ドクロ仮面（浜田）に襲われたところへゴレンジャイ（松本、今田、東野、板尾、蔵野）が助けに現れるが、色の比率がおかしい（赤3、黄2）、フジランドのウェイトレスやタイガーマスクが混ざっている、色は合っているのにレースクイーン風・大工風・貴婦人風など毎回ズレており、ドクロ仮面にダメ出しされる。第三回以降になると、YOU子の友人・涼子（篠原）が登場し、回を重ねることにドクロ仮面と仲良くなっていった。それに比例する形でYOU子には、ぞんざいになっていった。
- タイトルテロップの際のBGMは「仮面ライダーX」の挿入歌「突撃仮面ライダーＸ」のイントロ流用。
- 因みに、このコーナーからは「Mercedes-Venz」、「放課後電磁波クラブ」、「リアルポンキッキ」が独立したコーナーとして誕生している。

### 戦闘機械獣マクベス
- 松本扮する、新造人間キャシャーンとガンタンクを合わせた様な戦闘機械獣マクベス（31歳）が色んなテレビ番組に出没する。浜田が司会を務める歌謡番組「演歌の近道」に、ゲストとして登場する最上川ゆう子（YOU）。サプライズゲストとして、最上川の初恋相手として出演した際は本人曰く「色々あって、改造され戦闘機械獣になった」とコメントしていた（最上川の発言から、自身の兼ねてからの夢だったとされる）。その後、新曲「恋慕川」[13] を披露する最上川の周囲で、今田・東野扮するショッカーのような戦闘員と爆音を上げながら激しい戦闘を繰り広げるのであった。その後最上川の紹介で「笑っていーとも!」のテレホンショッキングに出演[14]。ここでも乱入してきた今田・板尾扮する戦闘員と激しい銃撃戦を繰り広げるのであった。(ちなみに最上川の前にゲストに呼ばれた「お友達」は「記者会見」から星野純一郎、テル、坂本みつ子、さみだれみち子。「西日本番長地図」から織田家康、福井一郎。「みつるさん」からみつるさん、ハミガキ隊の三人。「ファンタジア」からケビンのママ。そしてMr. BATERなどといった面々だった。)なお、マクベスはキャタピラー三ツ菱製らしい。

### 遭難
- 1994年10月30日放送。雪山で遭難してから3日経ったカップル（東野・涼子）の前に1台のヘリコプターが現れるが、それは何とラジコンのヘリコプターであった。救急隊員（浜田、声のみ）に「早く乗れ!」と言われた東野は篠原を力づくで無理やりに乗せようとする。結局乗り込めず、東野は「もう行ってください」と諦めるが、浜田から「いや、待っとく!乗れ!」と言われてしまう。

### そっくりーず
- ザ・ワイルドワンズの「想い出の渚」をバックに得意のモノマネ芸を見せる五人組（松本・今田・板尾・蔵野・東野）。しかしどのモノマネも全然似ておらず、藤山寛美をやった松本もさすがに「これはキツイわ!」とおのれのモノマネ芸を悔いた。ザ・ハンダースの歌ネタ「ハンダースの想い出の渚」が元。ちなみにこのコントの1回目が放送された1995年11月12日に最高視聴率である24.2％を記録している。

## た行

### 大先生
- 1991年12月8日初放送。全7回。長髪で着物を着た陶芸の松本大先生。テレビ局の取材や集金徴収に応じるのだが、ちょっとした事ですぐに怒り出してしまい、「お前らテレビ局の人間は何かというと打ち上げをするか!」など、テレビ界の風潮に厳しいかつ理不尽な一石を投じる。「火ワイ」版のコント「うちの父」からの発展ネタ。

### タイトルマッチ
「THE CAMERAMAN」を参照。

### ダウンタウン物語
- 1996年9月29日の200回スペシャルにて放送された、ダウンタウン結成の再現ドラマ風のコント。配役には「まっつん（松本人志）」に江守徹、「はまちょん（浜田雅功）」に石立鉄男と大物俳優を起用している。2人の出会い（当時8歳）のシーンからこの大御所2人が演技しており、一見するとギャップによる笑いを狙ったコントであるが、2人の卓越した演技力により松本と浜田の特徴が見事に再現されており、違和感は全くない。

### ダスティ君
「ベンジャミン」を参照。

### たとえ警視
- 刑事ドラマの尋問シーン形式のコント。犯人の自白を聞くたびに警視（松本）が犯人（今田）の自白の内容をさまざまなものに例える。

女「主人は目立つような存在じゃなかった」　警視「ゴレンジャーで言うたら、ミドレンジャーみたいなもんやな」
女「子供だけには、悲しい顔を見せるわけにはいかなかったんです」　警視「お前、タイガーマスクの伊達直人か」
男「あの男が悪いんだよ。確かにウチは小さい工場だよ。でもね刑事さん、小さいながらも30年間一生懸命頑張ってきたんだ」　警視「池乃めだかやな」のような展開。
なぜか筆記役の警官（板尾）がその例えの数を数えている。最後は板尾がいくつ巧く例えられたかを発表するのだが、大概松本がそれに納得がいかず板尾と口論になる。その中で東野（刑事）が言った「起こるべくして起こった事件」を松本が「ダウンタウンがいいともを降板したようなもんやな」と例え、スタッフの失笑を買った。最後にはやはりこのネタを数に入れるかどうかで板尾ともめていた。
- また、松本が同じ例えを3回繰り返して使用したものの、板尾には1回とカウントされたため、もめた回もあった。
- オープニングで使用される音楽は、『もっとあぶない刑事』の挿入歌「RUN FOR YOUR LIFE」（歌 - Christina）のアウトロ部分である。犯人役の今田が供述をする場面では、『名探偵コナン』で用いられている「名探偵コナンメインテーマ〜ヴォーカルバージョン〜」が使用される。

### 旅路
- 1997年2月16日放送。映画やドラマでよく見る、「（登場人物が）走っていく車を追いかけて全速力で走るが、最後は転んでしまう」というシーンのパロディコント。ベルトコンベアーの上を板尾が全力で走る事により、このシーンを再現している。

### たまにはヒロくん
- 1992年3月22日放送。一度だけ放送された吉田ヒロのメインコント。他レギュラーメンバーは全員オーケストラの演奏者で、それを指揮するヒロが「歯茎にょーん」「大腸スポーン抜いちゃイヤーン」など持ちギャグを5連発で披露する。

### ダンスの先生
- 西端、YOU、篠原の3人がダンスレッスンをしているが、そこへ万博の頃から踊っているアフロにグラサン、パンタロンの先生（松本）が登場、「アホ〜!」と叫んでビンタを食らわせたり、「早く切り上げて『パ★テ★オ』見に行きたないんかー!」などと叱咤激励しながら、アドリブで振り付けを考えていく。ダンスの曲は「はじめてのチュウ」などダンスとかけ離れたシュールなもので、ナンシー関は松本のこの選曲のセンスを絶賛していた。
- 3人はクリスマスの夜に松本に拾われた設定。モデルはNSC時代のダンスの先生らしい。
- 「秀樹でアホ〜!」「帰ると見せかけてアホ〜!」「叩いてきてみい! よけてアホ〜!」「蝶のように舞ってアホ〜!」など、「アホ〜」には色々な種類がある。
- 当時のごっつのコントの中では10本以上も作られるほどの人気コントであったが、衝撃的展開で完結を迎えた。

## ち行

### ちびっこハウス
- 下町のとある児童養護施設、ちびっこハウス。夕暮れ時、小さな子供ロボットが外の庭で遊んでいる（というより、前後左右にただ動いている）。そこへ、フェンスの外側から母親ロボット（松本）が我が子の様子を悲しそうに見つめる。そこへ刑事（浜田）が現れ、母親に「そろそろいいだろう」と一言、手錠をかける。そして、施設の職員（YOU、声のみ）が「みんな、ご飯よ〜」と子供を呼び寄せ、子供が中へ入って行こうとすると、母親が「ヨシオちゃ〜ん!」と我が子を呼ぶ。子供は立ち止まり、母親の方を振り返るが少し経つとすぐに中へ。母親は泣き崩れてしまう。母親は背中を刑事に叩かれると、「ガチャンガチャン」と足音を立てながら連行されてゆくのだった。

### 挑戦者
- 東野演じるボクシングチャンピオン（バンタム級）に続き、挑戦者であるヒヤキポリネキセサナモベ共和国出身のボクサー、ピヒョリレーナリ・ボリリレン（松本）の紹介が行われる。しかし、続いて流れる共和国の国歌は、松本や今田などのごっつのメンバーが思い思いに奇声を上げたり歌ったりしているだけの凄まじい代物。途中、明らかに「いたたたたた」「めっちゃお腹痛い」などといった日本語が混じる。その国歌のあまりの長さ（無音になり終了かと思いきやまた始まる）にチャンピオンはイラつき、リングアナウンサー（浜田）にこそこそクレームをつける。ボリリレンの松本、セコンドの今田、レフェリーの蔵野は笑いをこらえるのに必死であった。

## つ行

### ツアーズ
- 全2回放送。とある大型遊園地に遊びに来た家族連れ（父：浜田、母：YOU、息子：蔵野、娘：篠原）が、やたらテンションが高いスタッフ（松本）の呼び込みについ誘われて、ゴンドラに乗ってジャングルのセットの中を進むミステリーの旅に出るアトラクションに参加するものの、そこに現れたのはジャングルのセットとは明らかに不釣り合いなサラリーマン姿（サラリーマンツアーズ）や学校の先生の姿（職員室ツアーズ）に扮したロウ人形達（今田、東野、板尾）が同じセリフに乗って他愛も無い日常の動作を繰り返すだけで、期待をしていた家族連れを大いに失望させてしまう。アトラクションに似合った姿に着替えてゴール地点で出迎えた松本に対し、無言で立ち去る一家の中、篠原扮する娘だけは「全然面白くないんだよ!!」と叫びながら松本に足蹴りやビンタを食らわして怒りをぶつける。

- サラリーマンツアーズ (1995年6月25日放送)

- 職員室ツアーズ (1995年7月16日放送)

### 辻武司
- お世辞にも人気があるとは言えない地味な中堅前座プロレスラー辻武司（東野）が、プロレス観戦に来ていた板尾と今田の観戦ぶりに怒り、2人のもとを訪れて「辻卍」（腕を十文字にクロスして相手の首を絞める技。彼はこの十文字を「辻」のしんにょうのないヤツ、と表現する）をかけるというコント。辻は基本的に関西弁だが、ズーズー弁のような訛りが入っている。
- 同じく、観戦に来ていたYOUが試合そっちのけでばかうけを食べていたことに怒り、辻が彼女の勤務先（風俗店）に押しかけるコントもあった。二回目以降は毎回YOUがターゲットになり、毎回同じようにキレる。人気外人レスラーでオカマっぽい口調（完全大図鑑によると、女性との交際で日本語を覚えたため）のディック・トレーシー（松本）がなだめに来るも、収まらない辻武司に、ディックがYOUに技をかけさせてくれと慇懃な態度ながら強引に承諾させ、珍妙な技をかけさせるのがパターン（例：ディック「（技を）かけるのもプロ! 止めるのもプロ! イイじゃない、問題ないじゃない」「イイじゃない、それはイイじゃない、それはイイじゃない、ねっ、それはイイじゃない、これは本番強要にはならないわね？ （罰金）100万円ということにはならないわね？」 武司「本番強要!? 愛のないSEXするなよ! 本当に。 愛あってのSEXやぞ」 ディック「もういいじゃない、武ちゃん それ内政干渉よ!」 など）。その後、釣りをしていた今田と板尾の所に現れた頃には 辻武司もディックもキャラが壊れていて、さらに無茶苦茶な展開を見せた（例：鬼ごっこ ならぬ 「辻ごっこ」 辻にタッチされた者は辻になる、そうして「来るなよぉ! 辻武司になんのは（なるのは）ゴメンやぁー」と、辻武司本人がはしゃいだり、 ディックは「イイじゃない、それはイイじゃない、カロリー低けりゃイイじゃない」 「かけるほうもプロ! かけられるのもプロ…」 （板尾）「えっ? こいつ（今田）プロなんですかっ?」 ディック「カロリーハーフでイイじゃない」などと、当時流行っていた「低カロリー」など時事ネタを織り込んだ、訳のわからない掛け合いを繰り広げた）。
- 辻が今田の家に現れた回で、今田が辻の名前を確認する為に見たパンフレットはWARのものである。

## て行

### デカ部屋
- 定年退職を間近に控えたおじいちゃん刑事(蔵野)の哀愁を描く。キャストや設定は後の「熱血刑事伝説こちら88分署」のベースとなった。

### 電撃パフォーマンスドール
- 今田、蔵野、篠原の3人からなる電撃パフォーマンスドール。ネーミングはパロディ元の電撃ネットワークと篠原が在籍していた東京パフォーマンスドールの組み合わせである。「漢字に直しなさい」というお題に涼子が挑んだ結果、問1の「はな」(鼻)を「身」、問2の「やきゅう」(野球)を「屋米」、問3の「げいのうじん」(芸能人)を「態人」、と書いてしまう散々ぶりを晒し、舞台裏から思わず出てきた浜田に「このコーナー続けてみよ」と言わしめることになったが、次にOAされたのは、それから10か月後の「帰ってきた電撃パフォーマンスドール」の回こっきりだった。

## と行

### 東大寺先生
- 1994年9月4日放送。小学生マサトシ（浜田）のところに来た家庭教師は重装甲に包まれた戦闘ロボット家庭教師の東大寺（松本）だった。勉強の時間なのに帰ろうとしないマサトシの友人（蔵野）を紳士的なものごしで諭すが、言うことをきかないことがわかると左腕に仕込んだバルカンで砲撃し惨殺してしまった。ようやく言うことをきいたマサトシに問題を出す東大寺は間違えると電動ノコギリで威嚇するが、回答できたときは肩から飛び出す二羽の小鳥型ロボットが会話することで彼の心情を吐露する。松本が「また来週」と言ったにもかかわらず一回きりで終わってしまった。「勉強編」の他にも「ボーリング編」も作られたらしいが、一度も放送されずにお蔵入りとなってしまった。

### 透明人間
- 1994年5月1日放送。帰宅した透明人間 (松本・声のみ) がバナナの皮を踏んでしまって滑り、家の中の家財道具等を滅茶苦茶にしながら最後は窓を破って外へ飛び出してしまうという設定のコント。

### トカゲのおっさん
- 1996年8月4日初放送。全19回。トカゲの胴体を持つおっさん（松本）が主人公となり、連続ドラマ仕立てで展開するコント。松本以外のメンバーは全員、1人複数の役となって物語中に登場する。部立てにわかれており、「第一部」「第二部:修行編」「第三部:兆編」「第四部:覚醒編」「第五部:放浪編」「第六部:奔流編」という構成になっている。
- 半トカゲ半人のおっさんが、多くの人間に揉まれながら生きる様を描くヒューマン&トカゲドラマだが、登場するどの人間よりも、実は見た目が一番グロテスクなおっさんが一番まともな神経・感覚を持っているというコント。このコントでは途中からおっさんの立場も「ボケ」から「ツッコミ」に変わっていった。
- ストーリーが展開していくに従って、なぜ自分が半分人間で半分トカゲなのか?、そしてなぜ少しずつトカゲに支配されていくのか?などの理由が明らかになっていく。できることならトカゲより人間に近付いていきたい、しかし純粋な感覚を持つおっさんは汚い人間にはなりきれない。人間社会に適合しようと必死に頑張るが、しかし人間社会にのめり込めばのめり込むほど共存の難しさを突きつけられる。
- このコントの第一回はノンストップで三十数分に及ぶ異例の長さだった（適宜CMが挿入されたが）。同番組のビデオが発売される時には全話を収録することはできず、ハイライト的な話を部分的に収録するのみであった。その後、2003年、DVD発売にあたってはディスク2本分に渡ってほぼ全話が収録された（第二部の二話目のみ未収録）。

■主な登場人物
- トカゲのおっさん（松本）…半身人間・半身トカゲの男。雨ざらしの生活をしていた所、たまたま出会った少年・マサに特技の「トカゲダンス」 を披露した事でマサに気に入られ、一緒に住むよう請願される事になる。しかしそれが彼の人生（トカゲ生）を激変させる事になるのだった。「がもん」という人間名を持っている。
- マサ（浜田）…おっさんを飼おうと色々画策する純真な少年。母と二人暮らしでいたため、父への慕情が強く、おっさんを父としたい思いも吐露する。故意にではないがちっちゃな事で結果的におっさんを裏切る事が多いが、おっさんを慕う気持ちは誰よりも強く、おっさんにとっては唯一の味方。
- 光子（板尾）…マサの母親。最初は普通の母親であったが回を重ねるごとに悪女としての本性を露にし、おっさんを誘惑したり、パーレーの財布から10万円を盗んでおきながらおっさんに無実の罪を着せるなど、おっさんが人間不信に陥ったきっかけとなる最低な女。
- 坂木博光（蔵野）…光子の情夫。家に何かとやって来るおっさんを目の敵にするおっさんの天敵。酒に弱いがためすぐ虚勢を張る一方、借金取りのしげるに脅され失禁するような情けない性格をしている。
- 通りがかりの少年（今田）…第一部の最後（七話目除く）におっさんが通りがかりで行く先々でよく遭遇する少年。おっさんがトカゲダンスをして笑わせる。
- しげる（東野）…ニコニコ金融の従業員。ニコニコローンで200万円の借金をして逃げた坂木の転居先を突き止めて取り立てにやって来る。ストリップ劇場ではルビーに罵詈雑言を浴びせた。
- ガマ口カネ子（今田）…中野の駅前でニコニコ金融を経営する金貸しの社長。坂木に借金の取り立てにやって来るが、トカゲのおっさんを見つけ、借金のカタにストリップ劇場に売り飛ばす。
- パーレー（今田）…坂木の借金のかたでおっさんが売り飛ばされたストリップ小屋の支配人。おっさんに手取り足取り仕事を教え、おっさんの無二の理解者となる。
- ルビー（蔵野）…ストリップ嬢。フィリピン人で、常に無口なのは日本語がわからないからと思われていたが、実はかなり理解出来る。おっさんには心を開き、片言で話しかける。真っ赤な訳の分からない食べ物を食べ、パーレーから「あんたパンチの効いたもん食うとるな」と驚かれる。しげるに罵詈雑言を浴びせられ、いじめられているところをかばってくれたトカゲのおっさんへのお礼として、おっさん一人だけのために、舞台で精一杯のセクシーダンスを披露したこともある（この回のみDVDに収録されていない）。その後、光子にいわれのないネコババの罪を着せられ、行方不明となる。
- ちえこ（今田）…光子の高校時代の同級生。相当のお金持ちで、夫のハズ（東野）と息子のジョージ（蔵野）と共におっさんを気に入るようになり、おっさんを身請けしようと光子に100万円を渡す。おっさんをおもちゃ扱いし、さらにおっさんを人間不信にさせた人物。
- お釈迦さま（YOU）…万物の創造主。一度きりの登場だが、おっさんの出生の秘密とトカゲ化進行の理由を知る重要人物。文化祭のようなたどたどしい喋りで、おっさんにオンエアを危惧される。このときお釈迦さまが「愛の讃歌」の替え歌を歌ったが、DVDではカットされた。
- みっちゃん（東野）・けんちゃん（浜田）…おっさんが雫石駅の待合室で出会ったカップル。当時の担任の先生と生徒という関係で知り合い、小さな町からけんちゃんの大学入試の為に東京へ逃げたが、失敗し元の住んでた町に戻って二人で自殺を考えてたところ、おっさんに説得され、雫石駅を破壊して結婚式の会場にしてしまう。後に近くにいた駅員（蔵野）に通報され、ただ傍観してただけのおっさんは警察官（板尾）に連行されてしまう。
- ガリの富士（板尾）…力士。一勝もできないことを気に病み、崖から自殺を試みようとする。たまたま通りかかったおっさんに止められ、自信をつけるためおっさんに一番挑むも、全く勝てず、うっちゃられて崖から落ちる。その後ガリの富士を探しに来た親方（東野）と弟子2人（今田、蔵野）も崖から落ちてしまう。
- 斉藤弁護士（今田）…力士殺しの罪を着せられ逮捕されたおっさんの国選弁護人。加害者を守る立場にもかかわらず、警察から暴力を振るわれるおっさんを見て、「止めて下さい! 困ります!」の言葉だけで済ます全く頼りにならない弁護士。結局おっさんは花巻刑務所へ。

### ドキ ドキ
- 未放送コント。土器の被り物を被ったYOUと西端が出てくる。

### TOP SINGER
- 日本を代表するトップシンガー、グラハム浜田（浜田）。アフロヘアーと皮ジャンの外見が特徴で、レコーディングや音楽番組の収録現場には常に愛人（YOU）を引き連れ、傍若無人な振る舞いで周りのスタッフ達を緊張させているが、実際に彼が歌うのは「フゥー、ハァー」「Oh〜、アメリカ〜」「チュッ、チュッ、チュッ、Summer〜」といった曲の合間に流れるバックコーラスばかり。その後ニューヨークでレコーディングしたファーストアルバムをリリースしたらしいが、その中身もメトロノームの音に合わせてコーラスを延々歌うだけのもので、サンプルCDを聞かされたテレビ局のスタッフ（今田、東野）を呆れさせる。

### とみよしさん
- 1996年4月14日初放送、全9回。前記の「スキマ男」の流れを踏襲したコント。長髪のとみよし（松本）がとあるアパートの今田・YOU夫妻の家の前にある洗濯機のホースに入り込み、隣人の東野の家のドアの前まで寝ていた所を、寿司を食べに行こうとして家から出てきた夫妻に発見されて警官（板尾）まで呼ぶ騒ぎに。とみよしの理不尽な言い訳に4人が文句を言って、とみよしをホースから出させようとするが……
- このコント内では、とみよしさんというタイトルであるにもかかわらず、とみよしの名前が出てきていないので、最後まで不審者のオッサン扱いになっている。他にもとみよしが、銭湯や酒専用の自動販売機、バットケース、公園の小便小僧の中に入り込んでいるバージョンもあり。

### ドラマのオープニング再現シリーズ
- オープニングにて行われていたコントで、名作ドラマのオープニングを再現する[15]。松本が『探偵物語』の松田優作、浜田が『傷だらけの天使』の萩原健一に扮した。

## な行

### 夏
- 『北の国から』のパロディ。今田扮する主人公の五郎が織りなす衝撃的展開はインパクト大。

### なっちゃん
- 1993年9月5日初放送、全3回。スタジオでくつろいでいる浜田の元に制作局長（今田）があいさつに現れ、娘と写真を撮ってほしいと頼む。しかし、その娘であるなっちゃん（松本）は白い服を身にまとい、髪の毛がぼさぼさのなんとも薄気味悪い女性。案の定、突然浜田に触って匂いをかいだり、プレゼントと称してうどんを渡したりと奇行を連発する。最後に困惑しっぱなしの浜田とツーショットで写真を撮ることになるが、なっちゃんはフラッシュの光に驚いて絶叫し、制作局長がかざしたライターの火を近づけられておとなしくなる始末。挙句の果てには浜田に対して「ウッチャン」「コボちゃん」と言い、制作局長に強引にスタジオの外へ連れ出される。後の『相方がひどいコントシリーズ』のベースとなった。自宅に現れた挙動不審の女性ファンとの、松本自身の実体験が元ネタになっている。実際は制作局長ではなく通報で駆け付けた警官に「（彼女と）握手だけしてあげて。それで帰ると言ってるから」と頼まれている。

### ナニ言ってんのョ!
- 1991年12月22日放送。5人の女性レギュラー (YOU・弥生・涼子・松雪・伊藤) 扮するロックバンドが口論している中、場違いにポップコーンを食べてる爺さん (松本) が実はボーカルというオチのコント。初期の女性レギュラー5人がメインの唯一のショートコントである。

## に行

### 西日本番長地図
- 京都のとある土産物屋の店先。土産物を豪快に万引きしようとしている所を土産物屋の女主人（YOU）に見つかってしまい、女主人を殴ろうとする白ランの男、東海番長連合総番・織田家康（東野）。そこに割って入った九州番長連合総番・長浜淡海（今田）、続いて現れた四国番長連合総番・犬養竜馬（蔵野）の3人が殴り合いをしている。それぞれ、倒された後にアカペラでご当地ソング（今田なら「豚骨スープが母乳の代わりー」といった具合）を歌いながら起き上がって、「なかなかやるな」というやりとりをするが、そこに福井県総番長・福井一郎（松本）が登場。同様にご当地ソングを歌おうとするが、福井限定のため内容がなく、「ラララーララーララー」と歌詞をごまかす。しまいには「星きれい」「シュワルツネッガー福井の生まれ」「ういろううまい」「親いない」と適当に歌い、他の3人から総ツッコミを食らうコント。「ベンツ〜の〜本社は」と歌いだしたときには言い終わる前にカブリ気味で東野に「ドイツや!」とつっこまれる始末。「こいつ今、福井言おうとしたで！」と三人から気持ち悪がられる。去っていった三人を尻目に、福井一郎が「ラララ〜ララ〜ラ〜ラ〜コマーシャル〜」と締め、本当にコマーシャルに行った。

### 203X
- 高齢の博士（浜田）が妻（YOU）に自らが開発した「超電子サイボーグ・ジージー」（松本）を披露。そこへ同様に高齢者ばかりの悪の秘密結社（今田、東野、板尾、蔵野）が現れ「超電子サイボーグ・ジージーをよこせ」と要求してきたので、それを拒否した博士はジージーを目覚めさせる。目覚めたジージーが「コラ―!!」と絶叫すると、彼以外のメンバーは恐怖のあまり全員失禁してしまった。

### 2014
- 放送当時から約20年後、51歳になったダウンタウン（本人役）は売れない老人コンビとなり、かつての絶頂期に活動を共にした吉本興業社員・月村（今田）らに取り入って仕事を要求したり金品をたかろうとする。話の流れの中からいかに自分たちの芸がキレているかを月村にアピールするが、毎回ダダスベリに終わってしまう。第1回でスーパーでの営業を渋々月村が紹介した。ダウンタウンが何故かゴルフ場のキャディーとして月村の前に登場した回もあった。実力は衰えているにもかかわらずプライドだけ高いベテラン芸人への皮肉を含んでいる。月村とは当時のダウンタウンマネージャー。
- 本放送から20年後となる2014年にDVD「THE VERY BEST ON AIR of ダウンタウンのごっつええ感じ」が発売が決まったため、吉本興業では当コントをメインとした公式宣伝動画を作成した[16]。また、『水曜日のダウンタウン』でも当コントが紹介されたこともあり（2014年4月30日放送分）、プレゼンターのケンドーコバヤシはこのコントを見て「ダウンタウンのお二人の（未来の）読みは甘い」と評した[17]。

### 日曜8時
- 日曜の夜、楽しそうにテレビ番組(ごっつええ感じ)を見ている娘（篠原）に父親（浜田）が「父さん、『（当時の裏番組だった）吉宗』(あるいは『プレゼンター』見たいんだけどなあ」とせがむが、娘はテレビに夢中で全く話を聴いていない。怒った父親はあの手でこの手で娘をテレビから遠ざけようとするが、その内容はセクハラ紛いが多く、ほとんど篠原イジメに終始していた。しかし父親のエスカレートぶりはそれだけに留まらず、「肩を揉んでくれ」と頼んでも聞こうともしない母親（YOU）に対しても娘同様の仕打ちをする有様。

### 日本の匠を訪ねて
- NHK『匠の技』シリーズのパロディ。レポーター（浜田）が取材に行ったのは、伊賀上野で何十年も謎の工芸品を作り続けている匠、松本銀造（松本）とその弟子（今田）。作業中は何をしているのか不可解な動作が多く、飛び出す専門用語も「白虎拭き（びゃっこふき）」「二人鷹（ふたりだか）」「ひねりっ子ちゃん」等と難解なものばかり。完成品の値段もかなり幅があるが、肝心の性能差がレポーターには全くわからない。実は銀造にも分かっておらず、どのように使われるかすら知らなかった。先代の作品は、銀造でも「あと十年かかる」という傑作らしいが、弟子はかなりぞんざいに扱っていた。

## ね行

### 寝てない刑事
- 『あぶない刑事』のパロディ。サングラスをかけた刑事コンビのタカとユージ＝舘ひろし・柴田恭兵（今田、板尾）と後輩刑事トオル＝仲村トオル（松本）が寝不足で真っ赤に充血した目を見せながら殺人現場の検証や聞き込みなどをしていくが、サングラスを外す事により人気俳優である3人のファンが歓喜。黄色い声援と共に写真撮影されるなど肝心のドラマ撮影がまったく進展しない（撮影が中断するので「サングラス外さないで」と頼む監督が蔵野演じる役者にダメ出しをする際に、同様にメガネを外したがギャラリーは沈黙している描写アリ）。他には現場検証のシーンで水死体役の役者(蔵野)の息が続かず顔を出してしまいNGが続き撮影が進展しないという回も。

## の行

### ノッポさん
- 『できるかな』のパロディで、松本がノッポさんならぬマッポさん、今田がゴン太くんに扮する[18]。マッポさんが紐と空き缶で作った竹馬を作り、ゴン太くんが試そうとするとデカい足で空き缶をペシャンコにしてしまう。ガックリするゴン太くんにマッポさんは笑顔で錐をゴンタくんの頭の帽子に突き刺してしまい、ゴン太くんは倒れてしまった。

### 伸子ちゃん
- 1996年6月9日初放送、全5回。黒色バックにタイトルがBGMと共に表示され、画面が切り替わると、異常なまでに太った女の子、伸子ちゃん（浜田）が余りの体重の重さ故に遊園地の乗り物を壊したり、公園の遊具である鉄棒を曲げたり、最後は家の部屋の床が抜けて1階に落下してしまい、母親（松本）がそんな伸子ちゃんを情けなさそうにただ見つめているという風景が映る。出演者の台詞は一切無い。伸子ちゃんはアイスクリームが大好物の様で、彼女が壊した遊園地の乗り物を修理する作業員（板尾）や、曲がって役に立たなくなった鉄棒を横目に、巨大サイズのカップタイプのアイスクリームを常に黙々と食べている。

## は行

### パート
- 町工場の事務所のような所で50〜60代のオバサン（松本・今田・東野・板尾・蔵野）たちが黒電話を前にして働いている。1回につき2円というその仕事の内容は「留守番電話サービスセンター」で、完全にコンピューター制御だと思われていたサービスが、実はパートのオバサンたちの地道な作業で支えられていたというオチ。給与は基本的に自己申告制なので、ウソの申告をして大金を稼ぎ、家を建てたオバサンもいたらしい。

### はーのやつ
- 新人警官である松本に、とうとう警官の象徴とも言えるアイテム「はーのやつ」が支給される。うれしくて仕方がない松本は、同僚警官（今田、板尾、東野）らと一緒に息を吹きかけて楽しむ。また、一人で食事をしていても「はーのやつ」が気になって仕方がない。ちょうどビールを飲んでいたことに気づいた松本は、早速自分で「はーのやつ」に息を吹きかけると、ランプが点灯して音が鳴ることに大変満足な様子。最後には、夜中に目を覚ました松本が水を飲んで「はーのやつ」に息を吹きかけ、反応しないことに満足し、再び眠りにつくのだった。

### 俳優養成テレビ小説
- 東野の演技力を鍛えるための実験的ドラマ。しかしいろいろな脇役で登場する蔵野の演技の下手さゆえに他の出演者が笑ってしまい、シリアスなドラマにならないことが多い。さらに、本来のセリフがテロップ表示されていたが、実際の東野のセリフがそれとはあまりにもかけ離れていた事も、他の出演者やスタッフの笑いを誘った。なお脚本・演出・技術・照明・美術の担当はすべて俳優養成テレビ小説制作委員会と表記されている。

#### 龍としのぶ
■登場人物
- 龍 (東野) …
- しのぶ（YOU）…
- しのぶの父（浜田）…
- ゆかり（篠原）…しのぶの妹
- 牧村真一（蔵野）…

#### 翔べない揚羽蝶
最終回のみOA。
■登場人物
- 藤野丈治 (東野) …PDSソフト社の専務。
- 二村重雄（蔵野）…「おやっさん」と呼ばれた警備員。
- 森静香（YOU）…藤野の恋人。
- 杉村雅彦（浜田）…PDSソフト社社長。藤野にとっては友人でありまた…

#### 野菊の応援団
最終回のみOA。
■登場人物
- 東屋修司（東野）
- 東屋浜吉（浜田）…修司の兄。
- 東屋安子（YOU）…修司の兄。
- 長谷川源蔵（蔵野）

#### 黄金虫
最終回のみOA。
■登場人物
- 銀島洋介（東野）…「まごころファイナンス」の社長。
- 安田やす江（YOU）…「まごころファイナンス」の事務員。
- 榊原圭介（浜田）…「まごころファイナンス」の社員。

### 白雲斉
- この道70年の剣豪・松本白雲斉を主役にしたシリーズもの。

### 浜田金融
浜田が経営する消費者金融に、「風車小屋」と名乗る3人組フォークトリオ(松本、今田、板尾)が14万円を借りに来たが、3人はブラックリストに載るほどの要注意人物であった。浜田は、金を貸すことは出来ないと断ったが、3人は「担保として歌を歌います」と言い出し、その場で「親父」という歌を披露したが、浜田の心を揺り動かすことは出来ず「帰れ！」と怒鳴られ、結局金は貸してもらえなかった。

### 花子
- 教会で「欲張りな私をお許し下さい」と神様にお祈りした花子が、後ろにいた出演者・スタッフから物を投げつけられる。他にも板尾がボクシングのトレーニングしている際のサンドバッグに扮し「惚れてる女にほど強く当たるってことですか?」と言い、やはり他の出演者・スタッフからの袋叩きに遭っていた。

### パパ！
- 男を引っ掛けようと涙ぐましい策を練る化け猫の母娘(松本・今田)。猫娘(今田)を泣き真似させて通りかかった男(浜田)の同情を引き、母(松本)の元に連れ込むという作戦を取るがいつも失敗する。母娘が芝居をしている部分だけ、サイレント映画風の演出になる。

### ババさん
- ジャイアント馬場がモデルと思しき男(今田[19])が、出てくるコントシリーズ。楽屋で「パイマン」をテレビで見ながら笑いこけたり、東野が司会のテレビ番組のプレゼントコーナーやラジオ番組の問答コーナーに電話で出演するが、番組の流れが自身の思い通りに行かなくなるとクレームを付けてきたりと、タイトル及び内容が素人にはほとんど理解不能。

### バビルくんとロデムくん
- アニメ番組『バビル二世』のパロディコント。
- ヨミ（今田）に捕らわれたバビル3世（浜田）が唯一のしもべ・ロデム（松本）に助けを求める。

バビル「ロデム! ロデーム!」
ロデム（くねくね踊りながら）「にゃにゃにゃにゃにゃ〜にゃにゃにゃ〜にゃにゃにゃ〜にゃ」　
- しかし現れたロデムは一人でいろんなネタや漫談を始めてしまい、バビル君はいつも助けてもらえない。

### パン
- 暗い背景と音楽をバックに、東野が手で千切ったパンをYOUと篠原に食べさせるだけの内容。途中、いたたまれなくなった東野は、思わず「頭おかしい」と苦笑していた。

### PUNK LADY
- ピンク・レディーのパロディ。ミーとケイに扮したYOUと篠原がパンク・ロック風の衣装に身を包み、「UFO」に合わせて手首をクルクル回しながらただひたすら自分の名前を絶叫するだけのコント。しかも衣装は「UFO」のものではなく「ウォンテッド (指名手配)」の時の衣装で、このコントには「頭もパンクしている」という意味も含んでいる。

## ひ行

### ○○ぴー
- 男性レギュラー4人のうちのひとりが彼女（篠原）とイチャイチャしているところに、別の彼女（YOU）が現れ、二股がばれてしまう。彼女達は彼氏役のプライベートや楽屋ネタ[20] を引き合いに押し付けあうが、そのとき篠原はなぜかカタコト。問答が続いたあと、突如現れるジャッジマン（彼氏役以外の3人）の判定を受ける（コント名はそれぞれ、蔵野→くらぴー、東野→ひがしのぴー、今田→こうちゃん、板尾→いたぴー）。毎回篠原が負け、セクハラまがいの強烈な罰ゲームを受ける（無理矢理蔵野にキスされる。東野には顔をつかまれ、鼻に息を入れられる。今田にはお尻を叩かれ、服の上から股間に顔を埋められる。板尾には「スパッツはいてない」と聞かされて審査員総出で囲まれる。）。蔵野のキスの回はフジテレビの『FNS番組対抗NG名珍場面大賞』にNGでもないのにノミネートされた。このシリーズは板尾の回が謹慎から復帰直後に撮影、放映されたこともあり、板尾の淫行事件を強烈にイジった内容で、板尾本人は終始苦笑を余儀なくされた。
- 判定をするのは今田が行い、今田が彼氏役の場合のみ板尾が行っていた。「こうちゃん」の回でのあまりに壮絶な罰ゲームに篠原は「たまにはYOUちゃんがやって…」と漏らすものの、板尾に「だって涼子、喋り下手ねんもん」と突っ込まれる。

### 東野の全裸シリーズ
- 当時、裸に自信があった東野が全裸になって演じるだけのコント。毎回タイトル名が違うだけで共通していたのが東野の全裸。試着すると言って、店員（YOU）にカーテンを開けさせると全裸だったという「試着」（当然、局部にはモザイク処理がかけられていた）。全裸のまま自動販売機にくっついて離れられなくなり、そのまま手術室に運ばれる「病院物語」などがあった。

### VIDEO LETTER 〜10年後の私へ〜
- レギュラーのうちの一人が10年後の自分に向けてメッセージを送る。

### 百万獣の王
- 牡鹿（東野・蔵野）に襲われそうになっている牝鹿（篠原）の所に、頭部が角の生えた鶏、手が蝶の羽、胴体部分がキリン、ラクダ、カンガルー、魚など色々な動物が混ざって出来た姿の百万獣の王（板尾）が助けにやってくるが、牡鹿（東野）に「誰だ、お前は!?」と言われると「わからん」と言い、そのまま去って行ってしまう。

### 敏腕ディレクター
- 「現在のテレビ界は彼なしには語れない」と言われるほどのヒットメーカーであるディレクター(松本)。他のスタッフの突拍子もない冗談交じりの提案を「それで行こう」と決めてしまう。

## ふ行

### ファンタジア
- ある家の子供・ケビン（浜田）が寝静まった頃、ぬいぐるみやおもちゃ達がメルヘンチックな歌のショーを始めるが、寝ているところを起こされたケビンは激怒。その後、おもちゃ同士で何が問題だったかを会議して再び挑む。うさぎ（松本）がケビンに殺された事もある。その際ケビンはピエロ（今田）に罪をなすりつけた。次第にお笑い系小劇団と劇場支配人のような関係性になる。舞台はアメリカの様に思えるがおもちゃもケビンもベラベラの関西弁で喋る。
- おもちゃ
  - うさぎのぬいぐるみ（松本）
一応リーダーだが、失敗するとメンバーに罪をなすりつける。シンバルを鳴らしてパーティを始める。一言多いため一番ケビンを怒らせる。ケビンに絞め落とされたことがある。
  - ピエロ（今田）
自分の歌のパートを「俺、桑名で行くわ」と意気込んで桑名正博のモノマネをするがあまり似ておらず、「ひどいやろ」と指摘したうさぎとは折り合いが悪い。
  - ロボット（板尾）
落ち着いたキャラで「正直、採算は取れんけど、ここで頑張ったら倍々ゲームやで」と前向き。見せしめにケビンに破壊されたこともある。
  - 車（蔵野）
ケビンのお気に入りのオモチャだったが、このメンバーに参加したせいで嫌われる。
  - フランス人形（東野）
フランスに関する歌ばかり歌う。みんながケビンにコントで殴られる中、一人だけ本気のビンタをされた。

### フィーフィー&フーフー
- 白いテディベア風の熊・フィーフィー(声・今田)とフーフー(声・YOU)が、鉄棒の逆上がりに挑む少年(篠原)を励ます。逆上がりができた所へ突然猟師の格好をした少年の父親(東野)が現れて・・・

### フーさん
- 蓬髪の変質者フーさん（松本）がマンションや銀行に乱入し、今田とYOUに大喜利を強要する。フーさんは今田を「マントヒヒ」、YOUを「馬面」と呼び、面白くない回答には「お前を殺す」と言いながら（「お前を殺すぅ〜」と歌う場合もある）包丁を突き付ける。後半はYOUの回答が意外な冴えを見せた。

### ブスッ娘倶楽部
1995年放送。妻（YOU）の留守の最中に「二十歳前後の若い子ばかり」「部活感覚で遊びに来ています」「チェンジは何回でもOK」を謳う出張サービスの風俗に電話する夫（浜田）。しかし来たのは妊婦（蔵野）、タッパのあるアメリカ人（板尾）、中年男のサラリーマン（今田）、ボールくん（松本）など。当然、全員チェンジを食らった。この風俗店は夜這いも出来るらしい。
- レオナ(蔵野)

最初にやって来たブサイクな妊婦。浜田からチェンジを告げられ、電話口で「夢も希望もないわ」とこぼし、ブスッ娘倶楽部にチェンジの報告の電話をかけて、浜田宅を去っていった。目隠しや拘束プレイOKらしい。
- アメリカ人(板尾)

レオナの代わりに来たアメリカ人。開口一番、「アメリカ人やけどかめへん？」。日本語も英語もどっちでも喋れるらしい。浜田に「外人さんは頼んでないからチェンジしてほしい」と言われ、去り際に「今日ボーズやわ」と言葉を残した。
- サラリーマン(今田)

スーツ姿の中年サラリーマン。ベッドで上着を脱ぎだした直後に、浜田からチェンジと言われ、「あんたはすぐそうやってチェンジ、チェンジと言うが、あんたにとって、チェンジって何かね？」と逆に質問した挙句、「もし…こんな出会いじゃなかったら、君は僕を抱いたかい」と玄関先で去り際に言葉を残した。
- ボールくん(松本)

野球ボールに足が生えた謎の生物。合成音声で「ボールくんでーす！」「プレイボール！」等のセリフを発することができる。浜田に「帰れ」と一喝され、しぶしぶ家を後にする。

### 冬仕度
- 浜田山動物園にいるペンギンたち(松本、浜田、今田、YOU)は氷のプールに大喜び。今田ペンギンが真っ先に氷のプールに飛び込むはめになり、他のペンギンたちも飛び込もうとした所へ、飼育係(板尾)に呼ばれてペンギンたちは今田ペンギンを無視して行ってしまう。あまりの氷の冷たさに今田は本気で助けを求めていた。

### PRIVATE LIVES
- レギュラーメンバーの一人が真っ暗なセットでプライベートな話を一人語りで繰り広げる。

### フランダースの犬
- ネロ(YOU)とパトラッシュ(篠原)を迎えに現れたのは、逆さづり状態の三人の天使(今田、東野、蔵野)だった。

### プレイバック
- 山口百恵の「プレイバックPart2」が元の一発ネタコント。真っ赤なポルシェではなく、真っ赤なメイクで、真っ赤な全身タイツを身にまとった松本が緑の中を駆けていく。

### プロペラ社長
- 頭に飛行機と水中メガネを付けたヘルメットを被り、毛皮に海パンという出で立ちで片手にハタキを持ち、それで自分のお尻を叩き「アフッ」と独特な叫び声をあげる大会社の社長。
- ハタキでお尻を叩く行為は占いのようで、この行為の後に株の買収などを部下達に手配している。

## へ行

### 部屋さがし
- 大家さん（松本）の案内でアパートの一室へとやって来たカップル（今田、篠原）。しかし、その一室は絞縄が３つぶら下がっていたり(しかも、そのうちの一つが落ちてきた。)、「たすけて」と書かれた血文字が壁に書いてあったり、壁に死体が埋まっていたり、浴室には血まみれの死体（蔵野）が横たわっていたりといわく付きの場所であった。だが、今田も篠原も一切怖がったりする様子は無く、「いいよねぇ〜」とポジティブに受け止めていた。

### ヘルショッカーなにわ
- 世界征服を企むヘルショッカーなにわ。しかし大阪支部は経営不振に悩まされ、神戸支部との合併の噂が絶えない。大阪支部長の大使（今田）&戦闘員の奉公人杉作（蔵野）は本部に怪人の派遣を依頼するがアナナイザー総統（松本・声のみ）はいかにも弱そうな怪人（浜田）を派遣してくる。コーナー冒頭に仮面ノリダーと同じように殉職した怪人の葬式も行っていた（前の回とはきちんとリンクしていた）。悪の組織のくせに人情に厚く、怪人の一人は母親が病気で危篤だったにもかかわらず「ライダーと戦う方が大事」と家族よりも仕事を選ぶというプロフェッショナルぶりを見せた。「わて」「あんじょう」など、全員古風な関西弁を使う。
- 第一回：いなりずし形の怪人・おいなりはん
- 第二回：きなこごはん形の怪人・きなこごはん
- 最終回：網戸形の怪人・あみどはん

### ベンジャミン
- 毎回、前振りの後に場違いな形で現れるやたら陽気なパキスタン人の漫談師・笑福亭ベンジャミン（松本）が、ベタな漫談を披露した後、志歌ソング師匠の「グッバイさよなら再見アディオスまた会う日までララララ、ヘイ!」の歌で落とすコント。(一回だけテレビ番組の前説で閉めたことがある)ベンジャミンという名前は2回目からの名前で、初回のみダスティ君だった。ソング師匠本人も数回登場。志歌ソングの所属するザ・ダッシュは、NSC出身で師匠がいないという立場から松本が先輩芸人から冷たい扱いを受けていたときに、唯一優しくしてくれた歌謡漫談グループで、「芸能界の誰が死んでも泣くことはないかも知れんが、ソング師匠死んだら泣くやろな」と言っていたこともある。このコントキャラの原型は1992年2月28日放送の「ダスティ君」というショートコントで、内容も何処となく似ている。
- 後に『ダウンタウンDX』で一時期行われていた「歌ゲーム音楽祭」コーナーにてお題が「さよなら」だった時に、松本は「グッバイさよなら〜」と歌った事がある（その際にはベンジャミンのイラストが表示されていた）。

## ほ行

### 放課後電磁波クラブ
- スリングショットの水着を着た、N極くん(今田。イメージカラーは赤、本名は「にしやましんじ」)とS極くん(東野。イメージカラーは青)がそれぞれ自分の色のU字磁石を合体させ、社会生活のマナーなどを「○○アカン!!」と視聴者に訴える[21]。しばしば局部がはみ出てモザイク処理がかけられていた。元々は『世紀末戦隊ゴレンジャイ』のバリエーションの一つであった。格好とは裏腹に、言っていることは非常にまともで教育的なのだが、その表現方法に極めてPTAに嫌われそうな手法を取るというところを狙ったコント。コント撮影前は、2人の下の毛の処理が欠かせない作業であり、周りにいた女性スタッフも、何回もやっていく内に慣れてしまったという。当時まだ幼かった東野の長女は、このコントを見て「へっ、しょうもな」と父親が安易な下ネタに逃げていることをあっさり見抜いていたという（冒冒グラフより）。東野は後に番組内の特別企画（寝起き後のリアクションをビデオ撮影するコーナー）にて、1人でこのコントを行った事がある。ちなみに二人の登場曲は、モダンチョキチョキズの「エケセテネ」のイントロ部分。
- 後に1997年の『27時間テレビ』内の『LOVE LOVEあいしてる』のコーナーで二人がこのキャラで登場し、翌1998年の『27時間テレビ』の同コーナー内でも東野がS極に扮し乱入。共演した木村拓哉にスリングショットを伸ばされる。2011年6月22日放送のテレビ東京系番組『やりすぎコージー』にて当時と同じ衣装・キャスト・セットでリメイクされたほか、2019年の大晦日に放送された『絶対に笑ってはいけない青春ハイスクール24時!』では「お豆電磁波クラブ」として袴田吉彦（N極）・原田龍二（S極）・武田真治（番組オリジナルのM極でイメージカラーは金色、本家より布地の多い水着を着用）が演じた[22]。
- 2020年4月5日、Twitter上でお笑い芸人たちがTwitterにギャグを投稿していく企画「ギャグリレー」において、東野がS極に扮した動画を投稿した[23]。

### 法廷
- ある裁判所にてある被告人（今田）の法廷が行われている中、警備員（松本）の様子がどうもおかしい。しばらくすると警備員が突然「あー!」と絶叫する。裁判長（蔵野）が「ど、どうした?」と警備員に聞くと、警備員は「えらい事してもうたー!（間を置いて）屁ぇこいてもうた…」と漏らし、裁判長達は顔からズッこけてしまった。
- このコントでは、最後の警備員以外がズッこけるシーン以外は静止画風だった。

### ボウラー仁義
- 浜田組長率いる浜田プロ(松本・板尾・蔵野・今田)の面々に対し、浜田プロと敵対する黒岩プロの鉄砲玉(東野)が浜田を狙って襲撃する。全員いかつい顔だが、ボウリングシャツを着ており、拳銃はボウリングの球。鉄砲玉の繰り出す華麗なフォームに対し、浜田プロ組員も華麗なフォームでボウリング球を投げ返す。

### 僕の先生
- 「僕の先生はフィーバー」をBGMに、歌の「フィーバー」に合わせてビーバーの被り物を着た先生(松本)が出てくるだけのコント。

### BOKE BOKE ヒノックン
- 当時松本と仲の良かった後輩芸人の桧博明をモデルにしたコント。ひのっくん(松本)が用事を言いつけられると、その天然さから失敗を連発し総突っ込みを食らう。時折イントネーションがおかしくなり、気持ちの悪い微笑みを浮かべる。また言うギャグも極度に寒く、それを突っ込まれると「寒いとか寒ないとかちゃいますやん!」と逆ギレする。「看守と囚人」、「医者と患者」、「ルームサービス」のバージョンがある。

### ポコポップ
- 『ロボコップ』のパロディ。浜田扮するポコポップの容姿は大体ロボコップに似ているが、目元は地肌にそのまま銀色のメイク。誘拐犯の一味を追い詰めるものの、腕を振り回した際に指先を机の角にぶつけ、火花を吹いて犯人達に逆に心配されてしまうのだが、本人(?)曰く「車両保険に入っているから大丈夫」。

### 星空
- 「あと4つ」の派生系コント。屋上で星を見ている女性(篠原)。彼氏と星を見る約束をしているが星が見つからないと友人(西端)に話していると、星達(浜田・今田・蔵野・板尾)が上がってくるが...
- 持ち方が悪かった板尾が落ちるに落ちられず、ぶら下がっていた機材がそのまま上まで上がってしまっていた。

### ポチ
- 小須田さん家に飼われていた雑種の犬・ポチ（今田）が自分を置いて引っ越した小須田さんの家を訪れるコント。ポチは再び飼ってもらおうと懇願するが、父親（板尾）からは「ここは高級住宅街だから」などと遠まわしに拒否されてしまう。その後一家が旅行に行ってる間にポチは2週間も小須田家で留守番しながら飼ってもらえるかの返事を待ったが、一緒に食事することになったのだが・・・　最後に「つづく」と出たが、OA後に板尾が番組を去ったため2回で打ち切りとなった。

### 紅龍
- 香港映画に出てくるような格好のカンフーの少女（篠原）と見つめる師匠（板尾）。弟子である少女が師匠の前で技を披露するが、滅茶苦茶なヌンチャクさばきのせいで、師匠に「君も半年休め」と言われてしまう。実質、板尾の謹慎明け初のコントとなっている。

## ま行

### マジシャン二陽斎ジョージ
- 松本演じる老齢のベテランマジシャン二陽斎ジョージ。彼は咳き込み、明らかに体調が悪いらしく、劇場の支配人（浜田）が彼の事を案じるも、無理をして舞台に上がる。しかし舞台の途中で発作を起こし倒れてしまい、そこに支配人や、他のメンバーが演じる家族や医者が駆けつけ、心臓マッサージを行うも意識が戻らず、電気ショックを使う事に。常に、いわゆるマジックの際に流れる曲が流れている中で処置を行うが、電気ショックをする際にだけ、マジックでよく流れるドラムロールが流れ、全員固唾を飲んで見守るも、意識は回復せず、結局彼が回復したかは不明である。心肺蘇生とマジックを合わせたコントである。

### マッシュルーム
- ビジネスホテルに宿泊するサラリーマン板尾の部屋に、呼んでもいないのに来る「マッシュルーム」というマッシュルームカットのお笑いコンビ（今田、東野）が、ベタな若手お笑いのネタ（主に『笑っていいとも!』などのバラエティでよくあるリアクション）を淡々とこなす。デリヘルと同じシステムらしく、部屋についたら事務所に電話を入れたりして、「好感触です」などと客の反応を報告したりしている。ネタの準備中は、片方がベッドに腰掛けて「大阪の人ってお好み焼きでご飯食べるんだ」などとベタな会話で間をつなぐ。

### マニカル頭パワー!!
- 『マジカル頭脳パワー!!』のパロディ。浜田が反動エージ、松本が仲井美奈子、他のレギュラー陣は「解答者」となる。クイズは「マニカルバナナ」のみで、ルールはマジカルバナナと同じ。だが正しい解答をしても解答者の1人を松本扮する仲井の「○○なのでダメー!!」のコールで、ゲームと全く関係の無いプライベートの理不尽な理由で何度もアウトにし、解答者が抗議するとそっぽを向いて知らん顔をする。
- アウトになる解答者（第1回は東野、第2回は板尾）は決まって4枠席だった（このコントは本家とは異なり5枠制で行われた）。判定音のスイッチは仲井（松本）が持っている。ちなみにこの時すでに今田は「マジカル頭脳パワー!!」の1枠レギュラー解答者であったが、このコントでは5枠についていた（その他の席は、1枠席は第1回は板尾、第2回は東野がつき、2枠には蔵野、3枠にはYOUがついた）。
- また、ダウンタウンはこのコントを行う以前、本家のスペシャル版「大マジカル頭脳パワー!!」のオープニングに松本が板東、浜田が当時の司会進行アシスタントであった木村優子に扮して出演した事がある。
  - 東野は「髪がちぢれているのでダメー!!」「お母さんがやけに小さいのでダメー!!」「嫁が六本木で飲んでいるのでダメー!!」「親父が行方不明なのでダメー!!」「未だにごっつ以外の番組でアガっているのでダメー!!」「娘がアメリカンスクールなのでダメー!!、身分をわきまえていないのでダメー!!」等の暴露話が出る中、リズムに乗りすぎて答えないというミスをして思わず「あっ、あっ、しまった」と呟いてしまい、反動に「お前、今のマジや」と言われ、仲井も大笑いする等メンバーから呆れられ、「ボケを潰したのでダメー!!」と言われる。結果、その後の解答でも「ダメー!!」「絶対にダメー!!」と意味もなくアウトにされ、最後は「嫁と初めてやった時、今田に覗かれていたのでダメー!!」と言われ、思わず席を飛び出してしまうが、今田に「『今からやります』って電話して来たお前が悪いわ」と言われ、仲井に「ピンポン」音を出されてしまう。
  - 板尾は冒頭から「前科一犯なのでダメー!!」と言われて思わず「ほな何言うてもあかんのかい…」と呟いた。その後「方南通りを女の子と手をつないで歩いているのでダメー!!」「島田紳助の家にケーキを持参で『弟子にして下さい』と行ったのでダメー!!」「胸毛の手入れをしているのでダメー!!」等の暴露話が出る中、最後に「買いたてのセルボの車のシートをタバコの灰で焦がしたのでダメー!!」と言うが、身に覚えの無い板尾は「そんなんした、俺?」と戸惑い、反動も「セルボなんか買うたん?」と困惑するが、続けて「買いたてのボク（松本）のセルボのシートをタバコの灰で焦がしたのでダメー!!」と言うと、実は自分の話であった反動（浜田）に「それワシやないかい!」とツッコまれた。

### 豆
1997年放送。某権利団体とそれに巻き込まれていく一般市民、その動向を追っている某政治団体機関紙記者達のパロディーで、「豆」（ソラマメの被り物をしたヤクザ者）が、一般人に豆好きを強要していくコント。豆嫌いの子供（YOU）の部屋に勝手に上がりこむ豆男（豆のモン）二人（松本、浜田）。二人は子供を恫喝したあと、両親（板尾、今田）を呼びつけ、いかに豆が大切かを「豆と日本人」という昭和風の教育フィルムで説く。しかしその内容は「第二次世界大戦の原因は豆不足」、「力道山が豆パワーで外国人レスラー（ルー・テーズ）をタジタジにする」、「人類の起源は豆説が有力」などムチャクチャなもの。一通り説教が終わった後も、許すと見せて父親をアジトへ拉致。パンツ一丁にした上で、豆を使った様々な拷問を行った（豆の神経衰弱、丼の豆を箸でつまんで移し替える、など）。毎回最後にカメラを持ったルポライター（東野）が物陰に現れ、証拠をつかんだかのような台詞を言って終わる。

### マリアちゃん
番組初期に放送されていたコント。強烈な髪型の博士(浜田)が、チンパンジーの中でも人間に最も近い知能指数を持つマリアちゃん(松本) を使って様々な研究を助手陣に発表する。しかしマリアちゃんは人間に近いどころか普通の人間並の行為に及び、唖然とした助手たちは研究書類を落とし、最後にマリアちゃんの「だっるぅ〜」の一言で終わる。

## み行

### Missエロティカ
1993年放送。悶え気味の英会話学校のセクシーな先生、Missエロティカ（松本）が生徒達、特に浜田に英単語を体当たりでレクチャーする。しかし猿やトマトが描かれたフリップを見せて「ォマ（修正音）キー」、「トマ○コォ」（無論、放送禁止用語）、ダイナマイトの絵を見せて「胎内ッ」などと下ネタを必死に言わせようとする。その上、乳房を露出させて浜田に抱きつく、シャワー責め など余りにも過激なセクハラ行為を繰り返し、挙句の果てには講師の板尾に「放送できへんやろ、大概にせぇ」とスリッパでどつかれる。他には喫茶店に現れ、従業員(浜田)にグァバジュース→「ラブジュース」を注文しようとするが、コントの作り物の付け乳首が取れていたことに気づき、仕方なく帰ってしまう回、スチュワーデスやクラブのママに転職し客にレクチャーしようとして機長や店員の板尾に「何がしたいねん」とどつかれる回もあった。
- 英会話学校では先述により次の回では、講師の板尾から授業の前に「園内の風紀が乱れている」と警備員から注意を受けたり、その次の回では「このクラスから変な呻き声がする」という苦情があったことの注意事項を説明した。

### みすずちゃん
1995年放送。まこと（今田）の上司（浜田）で19歳になる娘のみすず（松本）と新谷まもる（板尾）がお見合いをするコント。みすずはシースルーの服をきた巨体の化け物女で、頭はハゲかけている。一度だけ篠原がみすずの声をアフレコした。みすずの風貌と名前はどおくまん『嗚呼!!花の応援団』の怪女「みすず」をモデルにしている。
- 「お見合い編」(1995年7月16日放送)

まもるはまことの計らいで上司の浜田の娘であるみすずとお見合いをすることに。しかし、みすずは突然タライと洗剤を使って食器や自分の乳首を洗いだしたり、部屋にあったハシゴに登って飛び降りるのを繰り返したり、挙句の果てにテーブルの上で脱糞するなどの奇行を連発。
- 「中華料理屋編」(1995年8月13日)

まもるは、まことと中華料理屋で食事を取っている時に上司と再会。しかし上司は娘のお見合いに関してまもるが前向きに捉えているとし、みすずとの話をすすめようとする。今田も直属の部下ということもあり逆らえない。そこにみすずがやって来て、回転するテーブルの上で焼きそばを作る、さらに隣にいる客（蔵野、東野、篠原）の回転テーブルの上で脱糞するなど、ここでも奇行を連発する。
- 「フィットネスクラブ編」(1995年9月3日)

まもるとまことがフィットネスクラブで体を鍛えていると、また上司と会った。タオルを渡しにみすずがやってきたが、ベンチプレスで乳首を挟んだり、ベルトバイブレーターで腹を刺激してそのまま大便を垂れ流した。

### MR. BATER
1995年初放送。関西訛りのアメリカ人・Mr. BATER（松本）が今田が店長を務める店に入り、「ちょっとええかな?」「今日パーティ行かなあかんねんけど」というお決まりの台詞から始まるコント。

### 密談
1991年12月8日放送。レギュラー放送第1回の開始を飾った記念すべきコントであり、傑作選第1巻にも最初に入っている。殿様（浜田）の城に潜んだ忍者（松本）は突然天井から落ちてきて怪しまれる。なんとか助かろうと松本が浜田の振ったネタ（3回回ってワンと言え、西城秀樹のマネ等）に答える。

### みつるさん
1994年10月2日初放送、全3回。タツヤ（浜田）とメンバー（今田、蔵野）の3人で結成されるデビュー直前のアイドルグループ「ハミガキ隊」と、彼らを指導する奇妙なダンス講師みつるさん（松本）とのコント。ダンスの練習をしないタツヤに2人が注意するが、タツヤは逆ギレし、喧嘩を始める。そこへ、いつも異常な鼻声で、乳首だけ見える全身タイツ姿のみつるさんが「何をやってるのでごないますか〜?」「う〜ん、ちゃんとレッスンしなきゃいけないのでごないます〜!!」などと言いながら登場（）。みつるさんの股間には男性器に見立てた二個の鈴と紐付き吸盤があり、おでこにその吸盤を付けられると、タツヤはみつるさんの動きに合わせて踊るようになる。毎回、最後は我に帰ったタツヤが吸盤を自力で外して帰ってしまう。回を追うごと吸盤はパワーアップし、撲殺されたタツヤを生き返らせたり、窓から自殺しようとして落下したタツヤを救い上げたりした。
- タツヤは、事務所に内緒でオーディションを受けたが不合格となり、審査員から「才能ゼロ」と言われ落ち込んでいた。

### MUSIC STATIONARY
1996年11月3日放送。『ミュージックステーション』のパロディ。司会者は浜田とYOU。B'zのパロディユニット「REEL」が登場する。ボーカルはコージ (松本) 、ギターはタカシ (板尾) 。 コージは高熱を出して風邪をひいており、パジャマ姿であった。楽曲「ハイテンション・ラブ」(「LOVE PHANTOM」のパロディ) の演奏を開始するも、コージはダウンしてしまい、結局歌うこともままならず、タカシのコーラスだけが響き渡ることとなった。

### ミラクルエース
1992年9月20日初放送、全8回。いじめられっ子の雅夫くん（浜田）と、正義の味方ミラクルエース（松本）のやり取りを描くコント。ミラクルエースの見た目は、手作りのお面、葬儀用の風呂敷マント、腹巻&ステテコという冴えないもの。毎回、悪の戦闘員風のいじめっ子（板尾、蔵野、ヒロ→今田）から雅夫くんを救うが、インチキ護身術を教えたり、役に立たないアイテムを高額で買わせたりするなど、ただのいい人では終わらない。雅夫くんとの会話で「父親が定年」「兄がとよしんに勤めている」「普段は喫茶店でウェイターをやっている」などと個人情報をかなり話しているが、どこの星から来たかだけはガンとして喋らない。必殺技は「もー!」と言いながら相手を押すこと。最終回で、ミラクルエースの本名が「和田」であることが判明する。
- 後半になるとアイテムの効能の無さに雅夫くんからクレームをつけられた松本が、新たなアイテムを売りつける展開がメインとなり松本に対する雅夫くんの態度や言動も、辛辣になっていった。にもかかわらずコントの最後は一貫して雅夫くんの「ミラクルエースか……、まだまだ謎が多いな」の言葉で終わる。最終的に、ミラクルエースはサラ金に追い立てられ、トラックに乗って夜逃げしてしまう。
- 「ミラクルファイトで地を駆けろ」「ミラクルファイトで渚のロケンロー」「（台詞）あんた 酒のみなはれ やりなはれ やりなはれ」という歌詞のテーマソングを雅夫くんに教えたこともある。このテーマソングは、山崎邦正（現・月亭方正、当時TEAM-0）が考案した歌「山ちゃんファイト」の替え歌で、松本が山崎本人から許可を取り借用、一部改詞して歌っていた。開始と終わりのBGMは「ドラゴンシーザーのうた」(恐竜戦隊ジュウレンジャーの挿入歌) のイントロが使用されている。
- 放送当時、松本の実兄である松本隆博が実際に豊中信用金庫に勤めていた。

### ミラクルチェンジシリーズ
1992年放送。タキシード仮面みたいな格好の怪人のおっさん（浜田）を倒すため、戦隊風の格好をした3人の戦士（松本、板尾、ヒロ）が戦うがピンチになってしまう。そんな時3人で「ミラクルチェンジ！」の掛け声と共に合体。レッドマン・イエローマン・ブルーマンで【信号】、ピンクレンジャー・ホワイトレンジャー・グリーンレンジャーで【ダンゴ】、ベージュ仮面1号・ベージュ仮面2号・グリーン仮面で【ネギマ】、ブラックファイター・ブルーファイター・レッドファイターで【3色ボールペン】、クロレンジャー・シロレンジャー・アカレンジャーで【サイコロ】に変身する。ナレーターの今田曰く100万パワーを兼ね備えているらしいが、合体しているため動きにくくなり毎回転倒する。合体シーンではその場で回転方向を確認したり、いざこざが起きたりと常に段取りが悪い。合体シーンのBGMは「時を駆けて」(鳥人戦隊ジェットマンの挿入歌) のメロオケが使用された。初期は松本・板尾・ヒロだったが、ヒロ脱退後は今田が代役で出演。

## め行

### 迷惑
1995年放送。大学入試に向けて勉強する受験生と、そのマンションの上階に住む迷惑極まりない人々とのコント。東大受験のため、勉強に勤しむ受験生（浜田）。しかし、上階から非常にうるさくまたは耳障りな音 が聞こえ、勉強に集中できない。怒った受験生は上階へ乗り込み、「○○さーん」と呼び鈴を鳴らすが、中から応答はない。するとドアの鍵が開いている。そこで受験生がこっそり部屋を覗くと、住人が拡声器を使って「あぁ、あぁ〜ん」と喘ぎ声を出していたり（蔵野）、黙々とエサのバナナを準備をする飼育員（蔵野）をよそに4匹のゴリラ（松本・板尾・今田・東野）が大暴れしていたり、博士と助手（板尾・松本）がバカでかい握り拳を機械で落下・上昇させていたり、部屋の中なのに雨が降りしきる中で暴走族（松本・東野・板尾・YOU・篠原）の見守る中、今田と蔵野が喧嘩をしていたりと、意味不明な行為を繰り広げていた。結局、受験生はそんな奇妙な住人に圧倒され、怒鳴り込まずに帰ってしまう。

### メミー・カフィー
1996年放送。一部ではとても有名な新進気鋭のアーティスト、メミー・カフィー。彼女の事はよく知らずに作品を販売している個展へやってくる浜田。そこに並ぶ作品はどれも一般人には理解出来ないような物ばかりだが、支配人である今田から「お目が高い」などと持ち上げられ逃げ場を失ってゆく。そこへ作者であるメミー・カフィー（松本）が現れるが当の本人も何がなんだかわからない。どの作品が一体どれだけの価値、値打ちがあるのかさえも。美術品や芸術の価値観・値段・それをとりまく商売等々に対する分かり易い皮肉めいたコント。知ったかぶりの東野も含めて。

### Merry Poppins
- YOU扮するメリー・ポピンズが、「チム・チム・チェリー」をBGMに華麗に宙を舞うが、降りるはずだった屋根に穴を空けてしまい退散・・・で終わるはずであったが、悪ノリした操演スタッフがYOUをさらに高く吊り上げてしまい、あまりの怖さに泣き叫ぶYOUは靴を操演スタッフに投げ付けた。

### Mercedes-Venz
- メルセデス・ベンツがモデルであるMercedes-Venz[29] の本社にて、97年度新モデルの走行テストが行われていると聞きつけてやってきたリポーター（YOU）と取材陣。しかし、そこに写ったのはどう見ても人にしか見えない青いベンツ（板尾）と設計者（松本）の姿であった。
- このコントは一応ベンツの本社があるドイツが舞台という設定だが、YOUと松本は日本語で話していた。
- このコントでの板尾の姿は、世紀末戦隊ゴレンジャイに登場した「手と足が極端に長い4本足のアオレンジャイ」がモチーフとなっている。

## も行

### もうすぐ
- 妻（西端）の出産の為病院へ来た夫（今田）は医師（浜田）から妻が5つ子を出産した事を聞かされる。医師が夫の元を去って行った後、まだ産まれたばかりの5つ子（松本、板尾、蔵野、YOU、花子）が何故か夫の元へ歩いてくる。5つ子に囲まれてしまった夫が「ベロベロベロベロ…バー!」とやると、5つ子は産まれたばかりにもかかわらず、声を出して笑うのであった。

### 森の妖精
- ハイキングの途中で浜田が森の中で妖精（松本、今田）に出会う。しかし妖精は浜田に対して理不尽なこと[30] をやり、返って浜田にどつかれ、あえなく退散してしまう。過去に一度、苛められているウサギ（蔵野）を浜田が妖精を追っ払って助けるが、ウサギを粗末に扱い、先に進んでゆく。なおコントはサイレント式で、下にテロップが映し出されていた。

## や行

### やすしくん
1995年9月24日初放送。全7回。昭和を代表する破天荒芸人・横山やすしのパロディ。基本は、やすしくん（松本）が「正味の話が」「どないやっちゅうねん」などと往年の名ゼリフ を連発し、「誰が○○やねん!」と突っ込まれては「チャンチャン」のジングルと共に決め顔でやすしの顔マネをするというもの。酩酊したやすしくんはスラップスティックよろしく失敗を繰り返す。
- 初期は縁日やバーといった日常生活の最中に、突然やすしくんがモーターボートに乗って登場し、右手を上げて「毎度! 横山だ!」と挨拶して唐突かつ支離滅裂に一人やすきよ漫才を始め、周囲に迷惑をかけるという内容だったが、末期は松本の一人コント形式になっていた。また、モーターボートかセスナがほとんどの回で登場し、ボートはやすしにちなんで、4号艇で「やすし」と書いてある。やすきよとダウンタウンの関係を意識した内容もあり、『ザ・テレビ演芸』にダウンタウンが「ライト兄弟」として出演した際に「チンピラの立ち話」「 (ライト兄弟という芸名は) 航空業界にも迷惑がかかる」とやすしに酷評された事件もコントにしている。
- 随所で『プロポーズ大作戦』のテーマ曲（キダ・タロー作曲）や決まり文句（「神の御前に〜」）に乗せておどけた歌を歌ったが、「やすしのパンツ、ひかり[33]のパンツ、一八はまだ夢の中」など、やすしの家族までおちょくった内容も多く[34]、週刊誌でもこの件について掲載されたこともあり物議をかもした。
- やすしくんがセスナ機「月光号」[35]を操縦中に機体が次々と壊れたため、もう助からないと思い「日本一の漫才師、死ぬ!」と自ら飛び降りるという内容が放送された1ヶ月後、モデルの横山やすし本人が死去してしまい、このコントは打ち切りになった。やすしの葬儀の際に、やすしの妻や一八がこれらのコントを指して「おい!松本!」と松本を批判したことがマスコミに取り上げられた[36] が、後に一八はテレビ番組で「個人的にはむしろ面白いと思ったが、母や妹が怒っており、長男という立場もあって自ら矢面に立たなければならなかった」「マスコミに語る直前の30分間で母と妹が怒っている箇所を急いで暗記して、それをマスコミに話した」とも語っており[37][38]、実際のところ、一八自身は松本に対して特段怒りの感情はなかったことが明かされた。
- 2000年代に同番組のDVDが発売された時、諸事情で「金縛り」のみ収録された。

### 野生の王国
- 博士（松本）と助手（浜田）が世界でも珍しい蝶の羽化の瞬間と称した様子を見ているが、実際に羽化して蛹から出てきたのは中高年の男性（蔵野）や柴犬だった。松本いわく「この（蛹の）ぬいぐるみはね、80万円かかってる」とのこと。同名の動物ドキュメンタリー番組が元ネタ。
- なお、「野生の王国」という同じタイトルで別に2本のコントが作られている。1本は浜田に対してドッキリをしかけたもの(該当項目を参照)で、もう1本は2001年復活スペシャルにて放送されたもの(以下に記載)。
  - 2001年復活スペシャル版「野生の王国」
    - 大草原で繰り広げられるチーターとガゼルの追いかけあいが、実は俳優同士による演技だった、というコント。ベテランのチーター(松本)と超売れっ子の若手で無礼なガゼル(浜田)のかけあい。と、いっても実際のチーターとガゼルの追いかけあいの映像に松本が音声を吹き込むという構成で浜田はほとんどしゃべっていない。

### 山さん
- ビルの屋上を舞台に、行員を人質にとる犯人や、飛び降りようする人を必死に説得する破天荒な服装のはみだし刑事(浜田[39])と警官たち、しかし状況が進展せず悩んでいるところへ初老のベテラン刑事・山さん(松本)がやってくる。彼らに代わって説得を試みる山さんだったが、飛び降りようとする相手の意外な一言などでズッコケた全員がビルから落ちるというオチだった。

### ヤマさん
- 山のカブリモノをしたヤマさん（板尾）、ジーパンのカブリモノのジーパン刑事（今田）、ゴリラのカブリモノのゴリさん（蔵野）、そしていかりや長介に引っ掛けた長さん（松本）が出てくるだけの所謂一発ネタコント。

### 柔
- 「全日本柔道グランプリ選手権大会」での浜田対蔵野の試合。一方的に浜田が有利であるにもかかわらず審判(今田)と判定役(YOU、篠原)のジャッジは引き分けで再戦へ。繰り返していく内にエスカレートして柔道らしからぬ技をかけ続けていく浜田に対し、蔵野もついに音を上げてしまうが、それでも判定は容赦なく引き分けで再戦が続いた。

## ゆ行

### You understand?
- マルチ商法をテーマにしたコント。喫茶店で会った昔の同級生（東野）に「英語喋りたくない？」と聞く男（今田）。すると、隣の席にいたサラリーマン風の男（板尾）と一緒に、スタンドになっていてその光を浴びているだけで英語が喋れるようになる胡散臭い装置「You understand?」（39万8千円）を売りつけようとする。東野が怪しがって返事を渋ると、「You understand?」より安い「Nice to meet you」（10何万、はっきり値段を言わない）を勧めるが、あまりにも怪しいので東野は帰ってしまう。

### 誘拐
1996年11月17日放送。息子であるトモカズを誘拐された母親（YOU）は家に刑事長（松本）と刑事達（今田、東野、蔵野）が来ていた事を犯人（板尾、声のみ）に見破られてしまう。犯人に「そこにいるのは誰だ?」と言われた母親は「オバハンです」と言ってごまかそうとするが、犯人からは「オバハンだったら手料理の一つでも作ってみろ」と要求される。そこで刑事長が焼き飯を作る事になり、完成させて犯人の目の前に見せる。しかし、その後の電話で刑事長が犯人に対し「刑事長特製焼き飯だよ！」と言ってしまったため、トモカズは撃たれてしまった。

### ゆかいなムツジロウ王国
1993年放送。松本がリポーターをつとめる朝の動物紹介番組に出演したムツジロウ(蔵野)。自慢の動物たちを紹介していくが、リスのよしこ(西端)に食べていた実をぶつけられ、カンガルー(今田)にはパンチを何発もくらわされ、猪のとしひこ(板尾)にはタックルをおみまいされ、アライグマのあゆみ(YOU)とまゆみ(篠原)には顔をシャンプーまみれにされ、ゾウのよしお(浜田)には振り乱した長い鼻で叩かれまくるという有様。最後には一斉に出てきた動物たちにムツジロウはもみくちゃにされた。

## よ行

### 妖怪人間
1993年放送。『妖怪人間ベム』の主人公キャラ（ベム:今田、ベラ:YOU、ベロ:松本）が行うトリオ漫才。わざと昔風のベタベタな漫才をする。コントの最初と最後に三人がアカペラでテーマソングを歌うだけであり、ほとんど元ネタのキャラクターは生きていない。松本がボケ、今田がツッコミ、YOUが長作という役割。
- 漫才のネタの質は無駄に高く、松本は「このネタで営業ができる」と絶賛している。今田が一度松本のボケを突っ込まずに流してしまったり[40]、松本がハケる前に歌うテーマソングを忘れてしまったり[41]、松本の「面目ない」というセリフがツボに入ったYOUが崩れ落ちながら笑ってしまう[42] というハプニングもあった。ここでの漫才の内容の一部が、後にドラマ『伝説の教師』の中で松本と中居がやる漫才の元ネタになっている。

### 横分金蝿
1995年放送。横浜銀蝿のパロディ。授業をサボったりしている不良の男子生徒（浜田）に、文字通り髪の毛が横分け（全員7・3分け）のバンドのメンバーが歌いかけるというコント。単発コントとしては浜田の不良役がハマっていたり、板尾の天然や松本のアドリブが受けたりとで数回続いた。横分金蝿が歌っていた「バリバリRock'n Roll」 は元ネタである横浜銀蝿の代表曲「ツッパリHigh School Rock'n Roll (登校編) 」風な語りが曲の中間に入っている。毎回最後には歌が一通り終わった後、浜田が「かっこいい～」と締める。メンバー構成は、ボーカルのヒデ（松本）、ギターのジン（今田）、ベースのサダ（板尾）、ドラムのピース（蔵野）の4人。

### よっ! ご陽気もの
1993年初放送。旅館の一室で中年サラリーマンの客（浜田）と客と遊ぶのが好きな幽霊（松本）が体を使ったいろんなゲーム をする。失敗すると幽霊は落ち込んでしまう。音楽やダンス、立ち振る舞いが志村けんと加藤茶のヒゲダンスを意識しているようにも見える。なおコントのタイトルは「ごゆっくり」→「ご陽気もの」→「おまちかね」を経て4回目から統一された。スペシャルではオリジナルの加藤と志村のヒゲダンスコンビとそれぞれのコスチュームをつけての対決も行った。

## ら行

### 落語会
- 落語家・お約束亭一発屋(蔵野)が落語開始早々たらいが落ちて、一席も披露しないまま退席するだけのコント。

## り行

### リアルQさん
1996年放送。『オバケのQ太郎』のパロディ。東野がQさん、蔵野がO次郎にボディペインティングで扮装。今田扮する正ちゃんに「Qちゃん」と呼ばれるとブチ切れる。原作とは180度違い、QさんとO次郎は不良で、バイクに乗る、壁にスプレーで落書きをする、女子高生（YOU）のスカートの中を盗撮したりと悪行三昧であり、苦手なはずの犬も平気である。「リアルポンキッキ」の後企画。

### リアルポンキッキ
1995年放送。本番組と同じフジテレビ系列である『ひらけ!ポンキッキ』のパロディ。YOUがお姉さん、蔵野がリアルガチャピン、東野がリアルムックにボディペインティングで扮装。最初は仲良く畑に行って農作業をしたり、訪問先（水族館等）に勤めている一同に対してやたらと冷たく青髭の濃いお兄さん（板尾）に質問したりと見た目とお兄さんの対応以外は本家と変わらない内容だったが、タイトルが『帰って来た! リアルポンキッキ』になると、ガチャピンとムックが収録を巡って大げんかになり、ガチャピンはムックを殺して埋めてしまう。翌週にはお姉さんとガチャピンだけで登場するも、お姉さんがガチャピンの前で母子健康手帳を出すと、お姉さんも殺して埋めてしまうという極めてブラックな幕引きとなる。また、蔵野のガチャピンはゴレンジャイの第12回に登場する。

### 旅館
1995年2月19日放送。旅館に泊まりに来た今田と篠原夫婦。しかし、なぜか対応した仲居（松本）の様子がおかしく、受け取った荷物を障子に向かって思い切り投げつけたのを皮切りに、2人をことあるごとに侮辱する（「お前らは普段からろくなもの食べてない」、篠原に対して「穢れている」等）。腹に据えかねた今田と仲居の対立は徐々にエスカレートし、仲居が篠原に蹴りを入れたことで取っ組み合いの喧嘩に発展。最後に仲居が夫婦を頭突きで昏倒させ、何食わぬ顔で「はぁーい」と部屋から出ていった。

## る行

### ルドルフ・カサノフ・タッターニャ ☆
1992年2月9日初放送。全13回。三匹のニワトリのルドルフ(浜田)、カサノフ(今田)、タッターニャ(YOU)が同種を食い物にする人間たちに怒りの鉄槌を浴びせる。初期は閉店中のスーパーの卵売り場や焼き鳥屋の看板や鶏肉を食する人間やコロンブスを叩きのめす内容だったが、途中から恵まれない子供にプレゼントをあげたり、人間の女と結婚したり展開が変わっていった。

## ろ行

### 老夫婦シリーズ
1995年初放送。老人（浜田）とその妻（松本）が迷惑行為を繰り広げるコント。垂乳根温泉で架空のアトラクションやストリップを興行している。若者3人（今田、東野、板尾）が老夫婦が経営している施設を訪れるが、ろくでもない内容のショーなどを見せられ、3人は呆れて帰ってしまう。また美濃部温泉行きの高速料金所にも住んでおり、若者3人に通行料のお釣りを払わずそのまま食事を続けるなど、悪行の限りを尽くす。妻が高齢出産した設定の「赤ちゃん」では、案の定「局部をしつこく見た」など医師にいちゃもんをつけ、入院代をタダにしろとゴネた。さらに夫は巨大生物の腸を収集しており、近所迷惑を考えず妻と腸を捨てる捨てないの大喧嘩を繰り広げる。ちなみに設定は変わっても毎回同一人物らしく、「浪漫ポルノ」の際、今田に「お前らこんな事ばっかりしとんねやろ!」と指摘されている。
- 温泉街の架空アトラクション編ではその施設に入る前には若者3人が「ハニーちゃん(後に彼女)発見!」と言いYOUと篠原（後にYOUのみ）に声を掛けてナンパやセクハラ等をするが結局逃げられてしまい、楽しみがなくなった若者3人だが東野がその先にアトラクションの看板を見つけて面白そうだと思い、中に入る。

■これまでの登場回（かっこ内は放送日）
- ラッキーストライカー（1995年2月5日）

店に入ると土間になっており、老夫婦が食事をしている居間の奥にあるタンスの上に置かれた的に向かって、粘土を投げつけるだけのゲーム。なおゲーム中、障子は電動で開閉する仕組みになっている。的に当たっても景品は貰えない。
- キャプテンジャクソン（1995年2月19日）

障子の向こうでマイケル・ジャクソンの衣装を着た浜田が食事をしながら、面倒くさそうに「フ―」と似ても似つかぬモノマネをするだけのショーを見せられる。料金は1人500円で、追加料金を払えば浜田を近くで見られる。
- 浪漫ポルノ（1995年4月30日）

障子の向こうで松本が不機嫌そうに股を広げて座っているだけのショーを見せられる。料金は1人1000円。追加料金を払うと、ベネット・リンという外国人のストリッパーに扮した金髪のカツラを被っただけの松本が下着姿で走り去るだけのショーを見ることができる。
- 赤ちゃん（1995年5月14日）
- 腸（1996年7月21日）
- 料金所（1997年1月12日）
- 体感シミレーション アマゾンGO!GO!（1997年2月23日）

### ロックバンド
1997年4月20日放送。北海道に住む、兄（東野）と妹（YOU）はボーカリスト（松本、矢沢永吉風）・ドラマー（板尾）・ギタリスト（今田）で構成されるロックバンドをパンの耳で手なずけていた。だが、ロックバンドは畑を荒らすとして嫌う祖父（蔵野）は兄妹の制止も聞かず発砲。深手を負ったロックバンドは山へと帰って行ったのであった。
- このコントは、「北の国から」でキタキツネを呼ぶシーンのパロディである（その為かコントの冒頭で「北の国から」のテーマが流れていたり、東野のナレーションが純風だったり、このコントでの東野とYOUの服装は幼年期の純と蛍が着ていた色付きのジャージなど明らかに意識している箇所がある）。
- ロックバンドが祖父から発砲されるシーンでは矢沢永吉の「時間よ止まれ」が流れた（DVD版ではTHIS IS A SONG FOR COCA-COLA）。

### ロボ
1992年9月27日放送。「鉄人28号FX」に似たロボ(松本)が、少年 (浜田) の命令で敵のハゲタコラー (蔵野) と対戦するも、浜田少年が「次はパンチだ!」などと言いながらロボを操作するため、敵にすべてかわされてしまう。

## わ行

### ONE DOLLAR WOMAN
1994年2月6日放送。悪事を働くギャング一味(浜田、今田)の前に『ワンダーウーマン』風の衣裳にドル札の付いた風呂敷風マントといういでたちのワンダラーウーマン(板尾)が出現。ドル札を一枚ずつ置いて、それを拾った相手に「ボインキック」「ボインチョップ」などの技を食らわして去って行くが、あまりのグダグダさと微妙な空気に浜田が「これは放送できんやろ」と愚痴り、舞台裏でコントを見ていた松本も「小学校の学芸会か?」と酷評するほどの出来。演じた板尾は恥ずかしかったのか、コント終了後すぐに机の下にもぐりこむなどしていた。ワンダラーウーマンの登場シーンに使われたBGMは「アイアンリーガー〜限りなき使命〜」(『疾風!アイアンリーガー』主題歌)のイントロ。